# Supermarine Spitfire
Pour les articles homonymes, voir Spitfire.
Le Supermarine Spitfire est l'un des chasseurs monoplaces les plus utilisés par la RAF et par les Alliés pendant la Seconde Guerre mondiale. Il a servi pendant toute la durée de la Seconde Guerre mondiale et, avec toutes ses variantes, a été de tous les combats. Il donna lieu à une diversification et à une multiplicité de versions jamais atteinte auparavant dans l'histoire de l'aviation.
Les ailes elliptiques du Spitfire lui ont donné une apparence très reconnaissable. Sa fine section transversale lui a donné une vitesse impressionnante. La conception initiale, brillante, du concepteur en chef Reginald Mitchell a permis à ses successeurs de continuer à l'améliorer. Ces améliorations ont fait du Spitfire un avion apprécié par les pilotes.
Plus de 20 351 appareils ont été construits et les Spitfires sont restés en service jusque dans les années 1950.

## Conception
Reginald Mitchell, chef du bureau d'étude de Supermarine, remporta trois courses d'hydravion dans le trophée Schneider avec son modèle S6, sur lequel il avait installé des moteurs puissants (Napier ou Rolls-Royce) et pour lequel il avait beaucoup travaillé le profilage. Ces mêmes qualités sont également utiles à la conception d'un chasseur et, en 1930, Mitchell produisit l'avion que demandait le ministère de l'Air, avion qui devait être moderne et monoplan (une seule paire d'ailes).

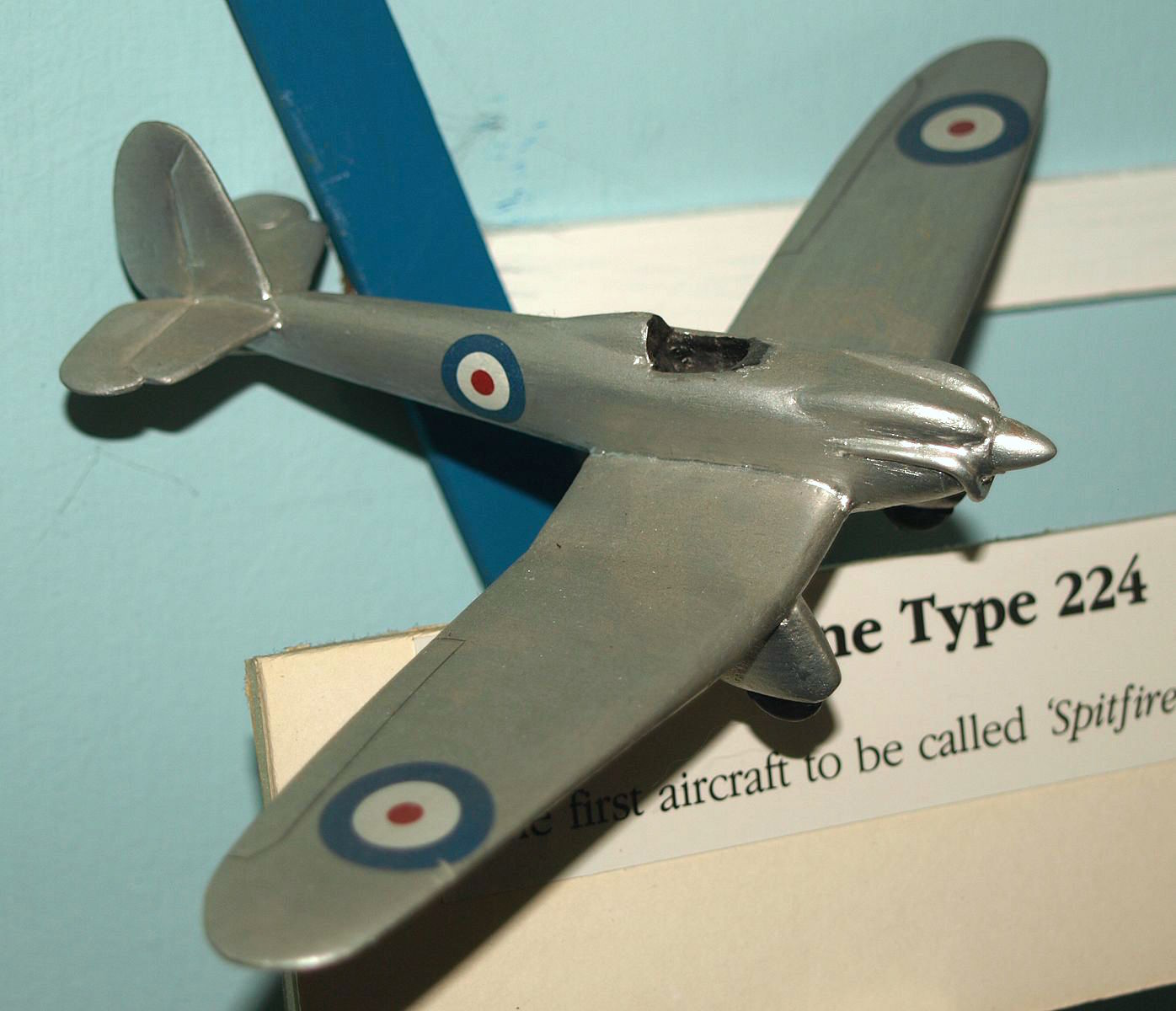
Maquette rudimentaire d'un Supermarine 224.

Si la Grande-Bretagne s'en était tenue aux programmes officiels, son seul avion de chasse pour l'année 1936 eût été le Supermarine 224, un avion pataud, avec un cockpit ouvert et train fixe, équipé d'un moteur V12 Rolls-Royce Goshawk développant une puissance maximale de 660 ch (492 kW) et armé de quatre mitrailleuses de 0,303 pouces.
Mitchell a immédiatement porté son attention sur une conception améliorée de l'avion, avec le soutien des propriétaires de Supermarine, Vickers. Le nouvel avion (type 300) avait, en plus des spécifications du cahier des charges, un train rentrant, un cockpit fermé, un respirateur à oxygène, et un moteur Rolls Royce PV-12 beaucoup plus puissant et développant 900 ch (671 kW), ainsi qu'un armement installé dans les ailes.

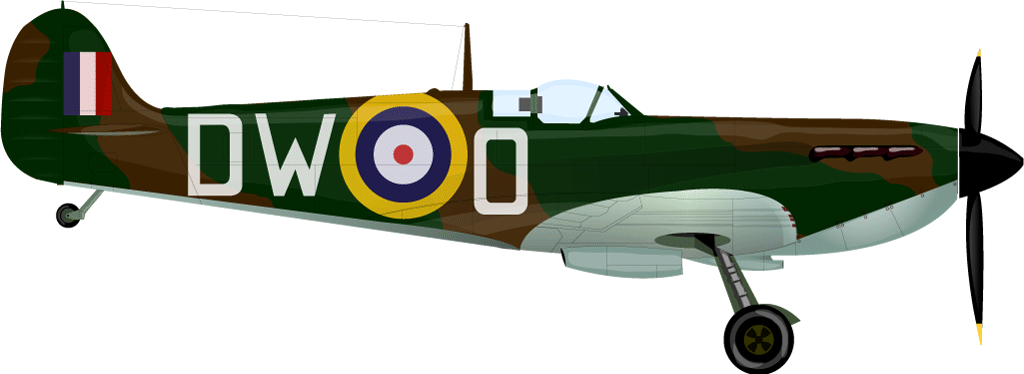
Profil du Spitfire Mk I.

Depuis 1935, le ministère de l'Air avait vu s'accomplir de grands progrès dans l'industrie aéronautique et voulait encore améliorer la conception du monoplan. On a, dans un premier temps, rejeté le projet Supermarine parce qu'il ne supportait pas l'armement exigé de huit mitrailleuses. De nouveau, Mitchell trouva la solution. Il suggéra, en regardant les avions du constructeur allemand Heinkel, d'adopter des ailes elliptiques, pour que la corde soit allongée. Ce qui permit d'installer les huit mitrailleuses, tout en conservant une faible traînée, grâce à la conception originale des ailes. L'aérodynamiste de Mitchell, Beverley Shenstone (en) a précisé que l'aile de Spitfire conçue par Mitchell n'était pas directement inspirée du Heinkel He 70 car elle était beaucoup plus mince et avait une section complètement différente. Quelle que soit son inspiration, l'aile elliptique était assez prometteuse pour vendre au Ministère de l'air ce nouveau type 300 que le bureau d'étude avait nommé F.10/35. Ses ailes sont dotées d'un profil NACA 2213.

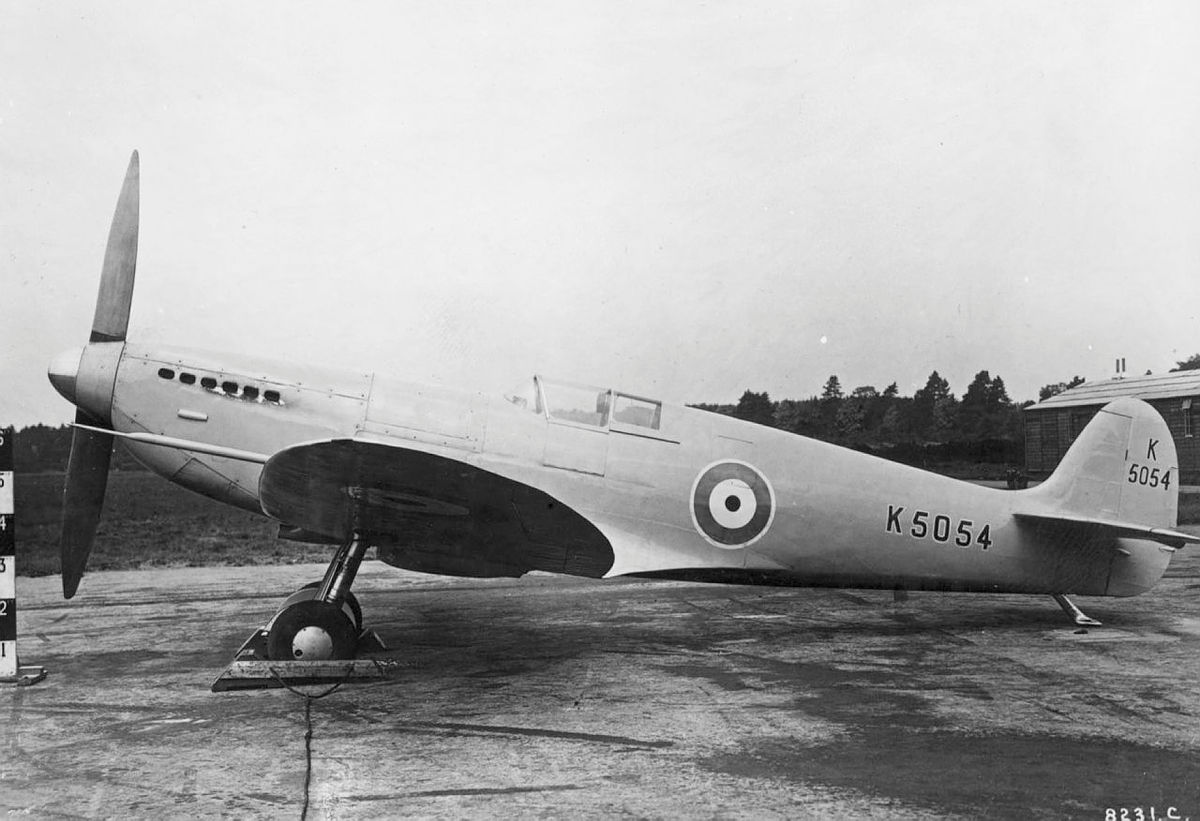
Un prototype du Spitfire K5054.

Le prototype a volé pour la première fois le 5 mars 1936 piloté par Joseph Summers. Ses performances étaient telles que le ministère de l'Air a immédiatement commandé 310 appareils. Alors qu'il était encore aux mains des pilotes d'essai de Vickers, l'avion était déjà testé par les pilotes de la Royal Air Force. Reginald Mitchell mourut d'un cancer le 11 juin 1937, après avoir donné à son pays le plus beau chasseur de son temps.

## Production
Alors que Supermarine peinait à fournir une première production, le ministère de l'Air comprit que le retrait de l'outillage des usines de Southampton entraverait la production de Spitfire et qu'une solution plus radicale s'imposait. Un deuxième contrat portant sur 200 Spitfire Mk.I fut attribué à Woolston en mars 1938. Des discussions ont débuté en mai avec un géant de la fabrication, le magnat de l'automobile William Morris – Lord Nuffield. L'idée des « usines fantômes » – des industries éprouvées construisant des avions pour suppléer le constructeur d'origine – était bien ancrée depuis la Première Guerre mondiale. Les compétences de production en série de l'organisation Nuffield pourraient transformer la production de Spitfire. Lord Nuffield a évoqué un premier lot de 1 000 appareils.
En raison des retards de production, le premier Spitfire de série, le Mk.I K9787 prit son envol à Eastleigh en mai 1938 soit 27 mois après le prototype. Le 4 août, le 19e escadron de Duxford devint opérationnel en recevant son premier exemplaire de Spitfire et atteignit son effectif complet – 16 appareils – lors de la livraison du K9811 le 11 novembre 1938. À cette date, un peu plus de 200 Hurricane étaient en service. Même à cette époque, la production tarda à démarrer et seuls 49 Spitfire furent livrés à la RAF au 1er janvier 1939. Au 3 septembre 1939, 306 Spitfire Mk.I avaient été livrés à la RAF. La production de Mk.I atteindra finalement 1517 exemplaires en mars 1941 complété par une commande de 50 unités sous licence à Westland de juillet à septembre 1941
Nuffield commença à planifier la construction d'une immense usine capable de produire jusqu'à 60 Spitfires par semaine. Entre-temps, le lieu de sa construction faisait l'objet de nombreux débats. Liverpool, loin des bombardiers ennemis et disposant d'une main-d'œuvre disponible, était une ville importante. Nuffield tint bon pour la région qu'il connaissait bien, les Midlands. La construction de la vaste usine – la Castle Bromwich Aircraft Factory (en) (CBAF) – a commencé le 12 juillet 1938. En incluant toutes les machines, l'usine entière a coûté 4 millions de livres sterling.
Cependant, lorsque Lord Beaverbrook devint ministre de la Production aéronautique en mai 1940 et que l'usine de Lord Nuffield n'avait toujours pas produit un seul Spitfire complet, les excuses n'étaient plus acceptables. Lors d'une conversation téléphonique presque légendaire, Lord Beaverbrook réprimanda Lord Nuffield pour ses échecs. Les critiques de Beaverbrook enragèrent tellement Lord Nuffield qu'il suggéra sarcastiquement à Lord Beaverbrook « de voir s'il pouvait faire mieux », ce à quoi Lord Beaverbrook répondit sèchement en déclarant qu'il acceptait l'offre de Lord Nuffield, raccrocha brusquement le téléphone et reprit rapidement l'usine. Le premier Spitfire « Castle Brom », Mk.II P7280, fut livré à Boscombe Down le 27 juin 1940. C'était le premier d'une série de 920.
Après la destruction de l'usine principale Itchen and Woolston par la Luftwaffe en septembre 1940, tous les Spitfire furent assemblés dans des usines de l'Ombre. À la fin de la guerre il y avait dix usines principales et plusieurs ateliers plus petits qui construisaient des pièces. La nouvelle usine principale de Castle Bromwich Aircraft Factory (en) qui eu énormément de problèmes d'organisations avant de produire des avions à partir de fin juin 1940 fut aussi aidée par nombre d'usines de l'ombre.
En juin 1939, un Spitfire fut équipé de canons Hispano-Suiza HS-404 Mk I alimentés par tambour dans chaque aile, une installation qui nécessitait de grosses protubérances sur les ailes pour recouvrir le tambour de 60 coups. Le canon subissait de fréquents enrayements, principalement parce qu'il était initialement conçu pour fonctionner dans la chaleur du moteur Hispano Suiza Y12 dans lequel il était intégré (le HS404 gelait facilement lorsqu'il était installé dans les ailes), et était monté de côté pour s'adapter autant que possible au chargeur dans l'aile ce qui entraînait également des enrayages sous facteur de charge. En janvier 1940, ce prototype est essayé au combat : le canon tribord s'est arrêté après avoir tiré un seul coup, tandis que le canon bâbord a tiré trente coups avant de s'enrayer. Si l'un des canons s'enrayait, le recul de l'autre mettait l'avion hors de visée.

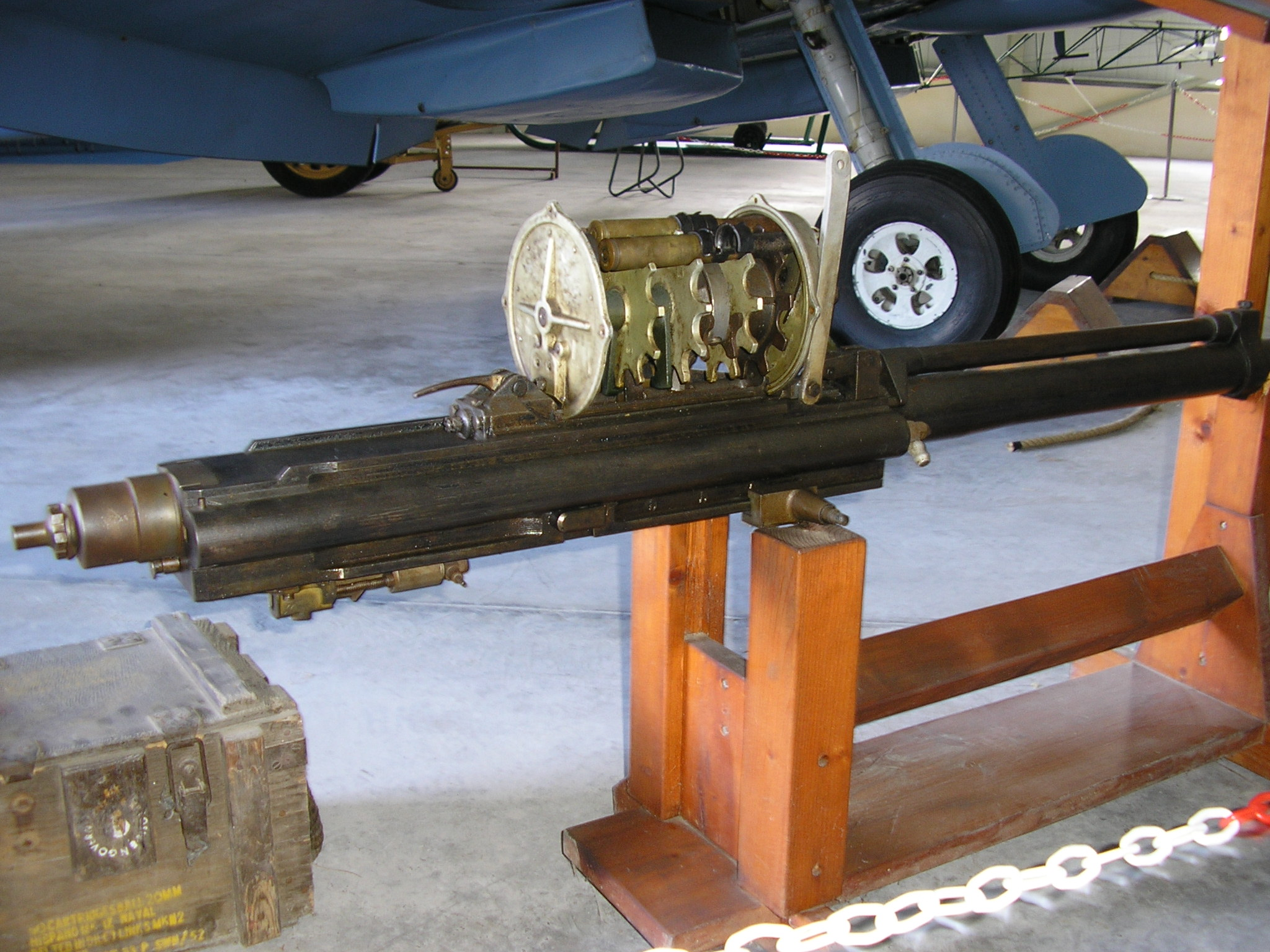
Un canon Hispano-Suiza HS-404 Mk.II, la bouche de feu étant à droite.

En 1940, devant les plaintes des pilotes au sujet du trop faible calibre de la munition de 7,7 mm, 30 Spitfire armés de canons furent commandés pour des essais opérationnels, et ils furent bientôt connus sous le nom de Mk IB, pour les distinguer des Mk IA de série armés de Browning ; ils ont été livrés au 19e Escadron à partir de juin 1940. Les Hispanos se sont avérés si peu fiables que l'escadron a demandé un échange de ses avions avec l'ancien avion armé de Browning d'une unité d'entraînement opérationnel. En août 1940, la filiale britannique d'Hispano Suisa met au point une conception plus fiable avec un mécanisme d'alimentation amélioré et quatre Browning .303 dans les panneaux extérieurs de l'aile. Les chasseurs modifiés sont livrés au 19e Escadron.
Une version de série du Spitfire équipée de canons de 20 mm Hispano et quatre Vickers est mise en production sur le Mk IIB en avril 1941. En raison d'enrayages encore trop fréquents, ces Spitfire Mk IIB laissent la place en juin 1941 au Mk VB armé d'une nouvelle version plus fiable Hispano HS-404 Mk II et équipé d'une évolution du moteur Rolls-Royce, le Merlin 45.
| Mark                  | Construit par                                                                | Quantité           | Notes                                                                                      |
| --------------------- | ---------------------------------------------------------------------------- | ------------------ | ------------------------------------------------------------------------------------------ |
| Prototype             | Supermarine                                                                  | 1                  | Premier vol le 5 mars 1936 (K5054)                                                         |
| F Mk I                | Supermarine, Westland (50)                                                   | 1 549              | Premier MK I, 14 mai 1938 (K9787)                                                          |
| F Mk II               | Nuffield Organisation, Castle Bromwich                                       | 920                | Premier MK II, 27 juin 1940 (P7280)                                                        |
| proto F Mk III, PRIII | Supermarine                                                                  | 2 + 17             | Premier MK III, 18 juillet 1940 (N3297)                                                    |
| proto F Mk IV, PRIV   | Supermarine                                                                  | 2 + 244            | Premier PR MK IV, 29 mars 1941 (X4498)                                                     |
| F Mk Va               | Supermarine                                                                  | 94                 | Premier MK Va, 28 février 1941 (R7158)                                                     |
| F Mk Vb               | Supermarine, Castle Bromwich                                                 | 3 923              | Premier MK Vb, 5 mai 1941 (X4664)                                                          |
| Seafire Ib            | Air Service Training (Hamble), Cunliffe Owen, Phillips & Powis South Marston |                    | modification de 166 Spitfires à partir du 10 janvier 1942 (re-sérialisé à partir du MB328) |
| F Mk Vc               | Westland, Castle Bromwich                                                    | 1 474              | Premier MK Vc, 1er mai 1942 (AR462)                                                        |
| Seafire II            | Supermarine, Westland                                                        | 372                | Premier Seafire II, 23 mai 1942 (MA970)                                                    |
| F Mk IX               | Castle Bromwich                                                              | 5 650              | Premier Mk IX, 9 juin 1942 (BR581)                                                         |
| F Mk XII              | Supermarine                                                                  | 100                | Premier Mk XII, 13 octobre 1942 (EN221)                                                    |
| F Mk XVIII            | Supermarine                                                                  | 1 658              | Premier Mk XVIII, 24 novembre 1942 (TP257)                                                 |
| Seafire III           | Cunliffe Owen                                                                | 1 200              | Premier Seafire III, 25 octobre 1943 (NN333)                                               |
| F Mk XIV              | Supermarine                                                                  | 957                | Premier Mk XIV, 14 octobre 1943 (RB142)                                                    |
| PR Mk XIX             | Supermarine                                                                  | 224                | Premier Mk XIX, 16 mai 1944 (RM626)                                                        |
| F Mk 21               | Castle Bromwich                                                              | 120                | Premier Mk 21, 27 janvier 1944 (LA187)                                                     |
| Spiteful              | Supermarine                                                                  | 21                 | Premier Spiteful, 30 juin 1944 (NN660)                                                     |
| Seafire XV            | Westland, Cunliffe Owen                                                      | 440                | Premier Seafire XV, 10 octobre 1944 (PK243)                                                |
| Seafang               | Supermarine                                                                  | 18                 | Premier Seafang, 15 janvier 1945 (VB893)                                                   |
| Seafire 45            | Supermarine                                                                  | 51                 | Premier Seafire 47, 17 janvier 1945 (LA428)                                                |
| F Mk 22               | Supermarine, Castle Bromwich                                                 | (27) + (260) ; 287 | Premier Mk 22, 21 mars 1945 (PK312)                                                        |
| Seafire XVII          | Westland, Cunliffe Owen                                                      | 233                | Premier Seafire XVII, 7 avril 1945 (SW899)                                                 |
| Seafire 46            | Supermarine                                                                  | 25                 | Premier Seafire 46, 18 août 1945 (TM383)                                                   |
| F Mk 24               | Supermarine                                                                  | 74                 | Premier Mk 24, 27 février 1946 (PK678)                                                     |
| Seafire 47            | Supermarine                                                                  | 90                 | Premier Seafire 47, 17 octobre 1947 (VP427)                                                |

### Version navale: Seafire

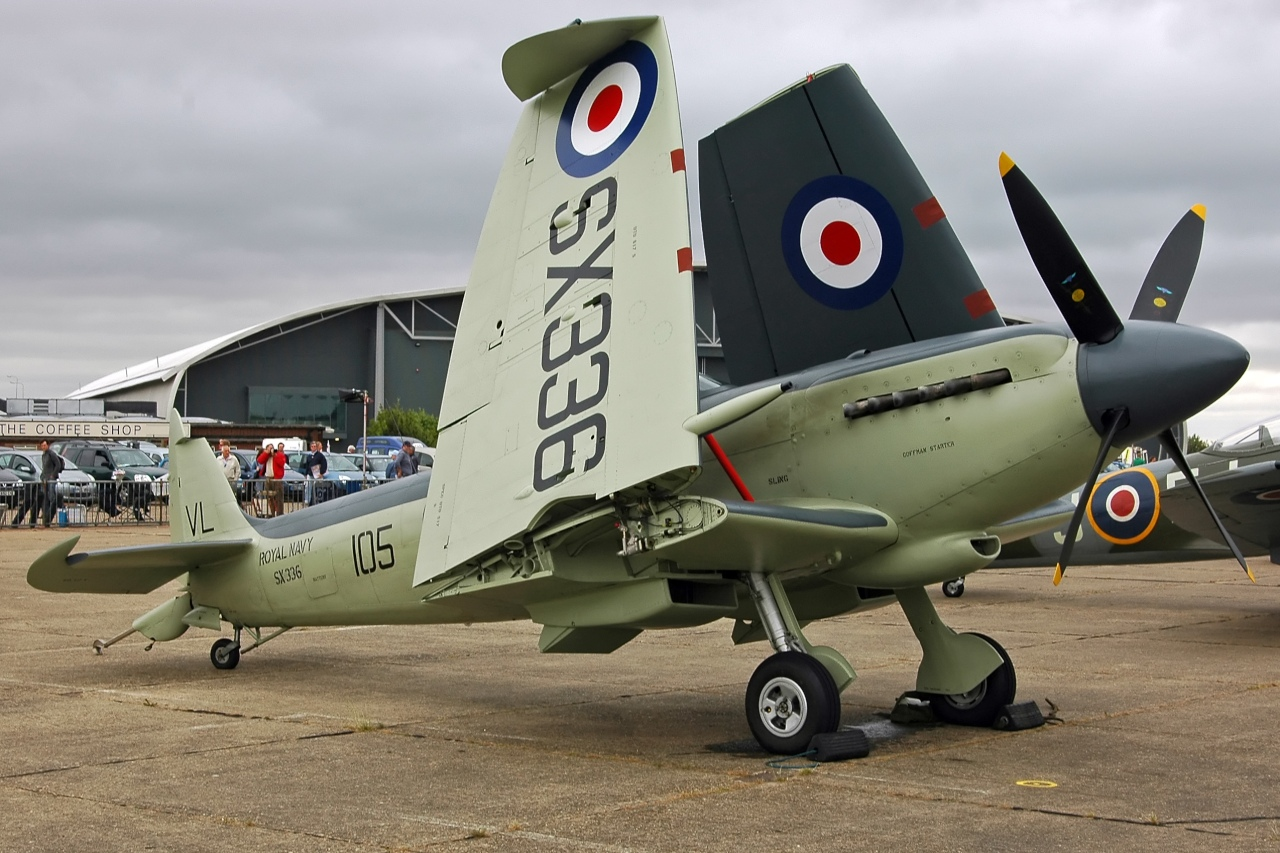
Un Seafire F.XVII à moteur Griffon avec ses ailes repliées.

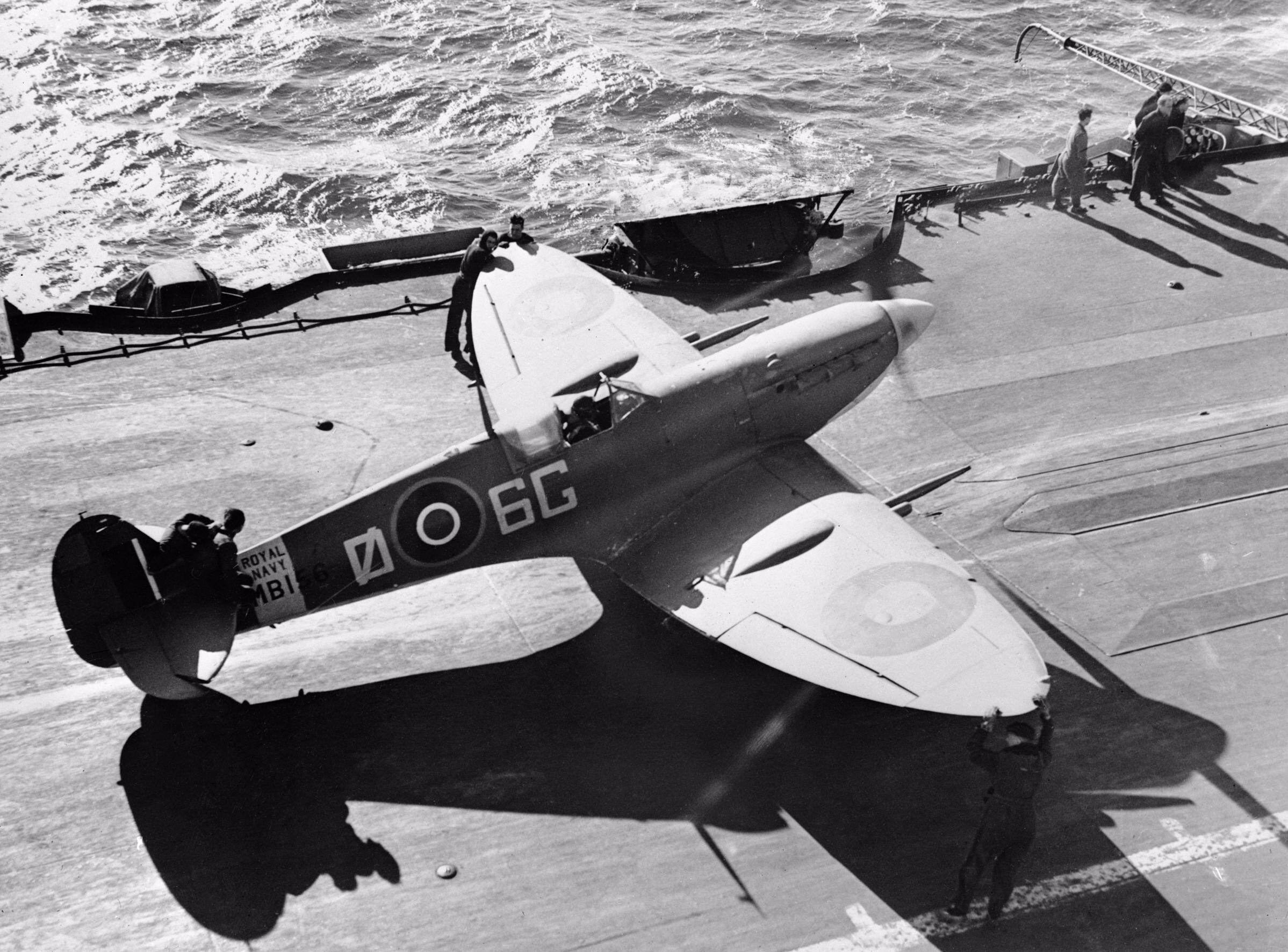
Supermarine Seafire Mk IIc « MB156 » du Nº 885 Naval Air Squadron sur le pont du en décembre 1942.

Il y eut une version navale du Spitfire appelée « Seafire ». Pour l'adapter aux missions des porte-avions, l'appareil reçut une crosse d'appontage, des ailes pliantes et tout un équipement spécialisé. Comme le Spitfire, le Seafire avait un train d'atterrissage très étroit inadapté aux appontages, provoquant un nombre très élevé d'accidents. Malgré tout, le Seafire participa à de nombreuses batailles. Notamment, il est utilisé lors du débarquement de Provence au sein de la Task Force 88.

## Engagements

### Avant-guerre

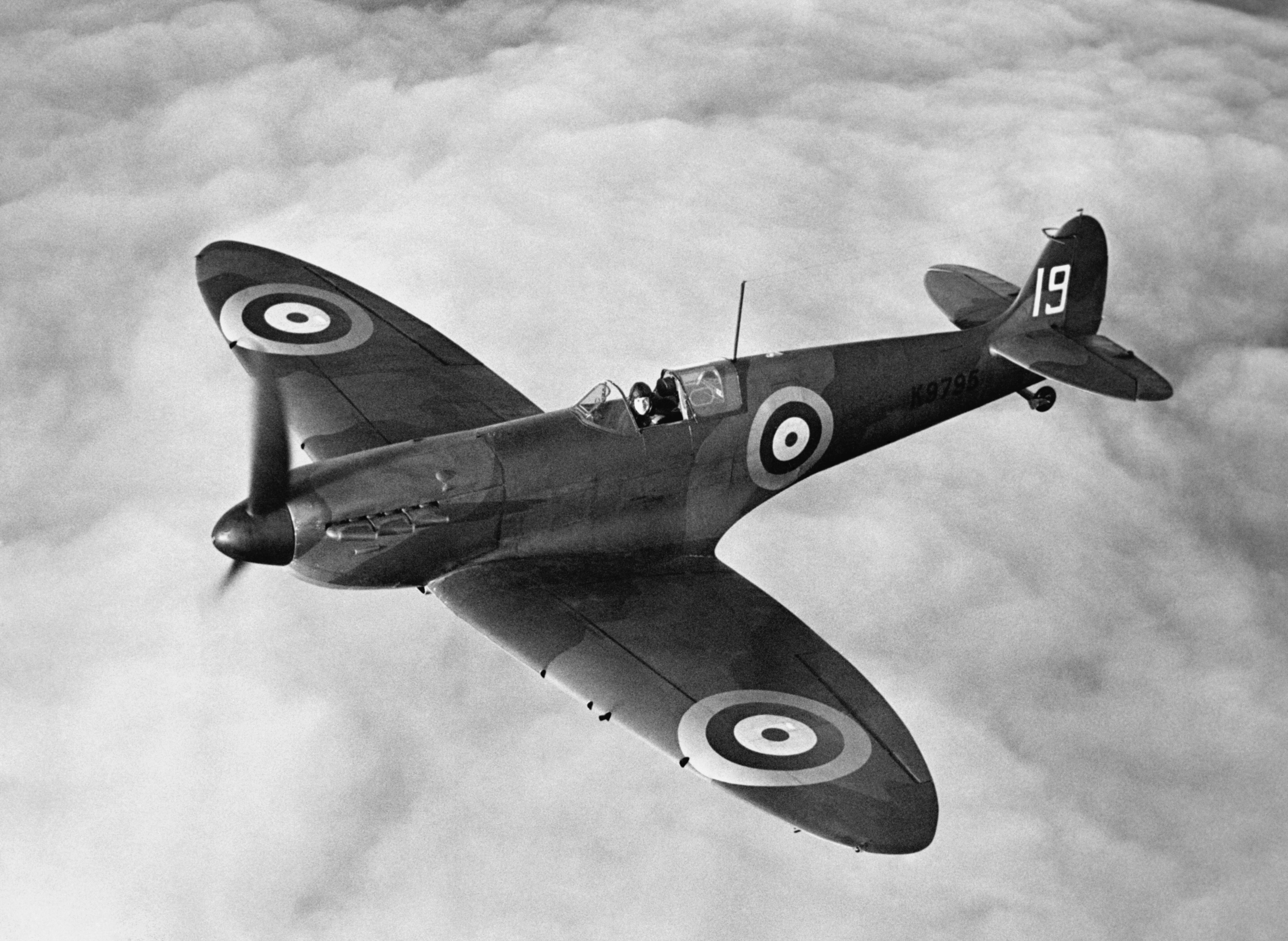
Le K9795, le 9e de la production de Mk Ia, dans le 19e Squadron.

La première variante du Spitfire équipée du Merlin II est entrée en service avec la RAF au 19e Squadron à Duxford le 4 août 1938. Au cours des semaines suivantes, des avions sont livrés au rythme d'un par semaine au 19e et au 66e Squadron de la RAF (également basé à Duxford). Le suivant à être équipé de Spitfire était le 41(st) Squadron à Catterick, suivi d'une succession d'escadrons stationnés à Hornchurch dans l'Essex. La première apparition publique du Spitfire aux couleurs de la RAF eut lieu le 20 mai 1939, lors d'une démonstration à Duxford au cours de laquelle le pilote atterrit « sur le ventre » de son avion, ayant oublié d'abaisser son train d'atterrissage. Il a été condamné à une amende de 5 £ par le Air Ministry. Au début de la Seconde Guerre mondiale, il y avait 306 Spitfire en service dans la RAF, 71 en réserve et 2 000 en commande ; 36 avaient été radiés dans des accidents.
Le 6 septembre 1939, lors d'un incident de tir ami connu sous le nom de Battle of Barking Creek, deux Hawker Hurricanes du 56e Escadron ont été abattus par des Spitfire du 74e Squadron près de la rivière Medway, dans le Kent. L'un des pilotes de l'Hurricane, P/O Montague Leslie Hulton-Harrop, a été le premier pilote britannique tué pendant la Seconde Guerre mondiale. En conséquence, le développement et la fabrication d'équipementsIFF pour les avions de la RAF sont devenus une priorité.

### Seconde Guerre mondiale
L'invasion de la Pologne provoque les déclarations de guerre du Royaume-Uni et de la France le 3 septembre 1939.
Le 16 octobre 1939, le Spitfire participe pour la première fois à une action contre la Luftwaffe lorsque trois avions chacun des 602e Squadron et 603e Squadron interceptent neuf Junkers Ju 88s du 1./KG30, menés par Hauptmann Helmuth Pohle, au-dessus de Rosyth. Ceux-ci attaquaient les croiseurs HMS Southampton et le HMS Edinburgh dans le Firth of Forth. Deux Ju 88 ont été abattus et un autre lourdement endommagé,.
La première opération du Spitfire au-dessus du continent européen eut lieu le 13 mai 1940, pendant la Bataille des Pays-Bas. Les forces aéroportées allemandes avaient été bloquées dans la bataille de La Haye par l'armée néerlandaise. Le RAF Fighter Command a envoyé le 66e Escadron de Spitfire pour escorter des bombardiers Defiant du 264e Squadron pour soutenir les Néerlandais. Ils rencontrèrent des Junkers Ju 87 du IV(St)./Lehrgeschwader 1 (LG 1), et en abattirent quatre. Ils furent bientôt interceptés par des Bf 109 du 5 Staffel Jagdgeschwader 26 (JG 26) qui abattit cinq Defiant et un Spitfire pour la perte d'un Bf 109.
Le 23 mai 1940, les Spitfire du 54e Escadron sont les premiers à abattre des Bf 109s, au-dessus de l'aérodrome de Calais Marck, le long de la côte nord de la France ; le premier d'entre eux est généralement attribué au Flying officer Alan Deere qui en a abattu deux (selon d'autres sources : un détruit plus un probable),.
Au cours de cette période, 67 Spitfire ont été perdus au-dessus de la France, la plupart d'entre eux en empêchant la Luftwaffe de bombarder les plages d'évacuation de la Bataille de Dunkerque. Alors que les Spitfire du Fighter Command restaient basés en Grande-Bretagne, selon l'insistance du Air Vice Marshal Hugh Dowding, à partir de la fin de 1939, arrivent les premiers Spitfire de reconnaissance photographique de la No 2 Camouflage Unit opérant à partir de Seclin en France. Ils recueillent des renseignements photographiques des défenses allemandes et des villes du front. Tout au long de la Seconde Guerre mondiale, les Spitfire de reconnaissance photo ont apporté un flux constant de renseignements photographiques, dans leur rôle, éloigné de celui de chasseur/intercepteur à courte portée.

#### Chasseur de nuit
La documentation relative à la spécification F.10/35, relative au Spitfire, était intitulée Requirements for Single-engine Day and Night Fighter. Elle stipulait que l'avion devait être équipé pour la chasse de nuit.
Conformément à ces exigences, les premières versions ont été équipées d'un puissant phare d'atterrissage rétractable, dans chaque aile. Les feux d'identification dorsale et ventrale pouvaient fonctionner en Morse, par le pilote à l'aide d'une petite clé morse dans le cockpit. Dans une tentative de protéger les yeux du pilote des flammes d'échappement de nuit, de nombreux Spitfire ont également été équipés de panneaux rectangulaires fixés à des supports en alliage léger sur les côtés du réservoir de carburant : ceux-ci pouvaient être facilement retirés.
Les Spitfire ont été utilisés pour la première fois comme chasseurs de nuit au cours de l'été 1940 : les interceptions nocturnes les plus réussies ont eu lieu dans la nuit du 18 au 19 juin 1940 lorsque Flt. Lieutenant « Marin » Malan du  74e Squadron a abattu deux Heinkel He 111 du Kampfgeschwader 4, tandis que Flg. Off.s John Petre et George Ball du 19e Squadron ont chacun abattu un He 111 du KG 4. Une semaine plus tard, dans la nuit du 26 au 27 juin, Pilot Officers R. Smith et R. Marples du  616e Squadron a abattu un autre He 111 du KG 4; Flt. Le lieutenant H. MacDonald du 603e Escadron a abattu un He 111 du KG 26 et un autre He 111 du KG 26 a été abattu, peut-être avec l'aide de Canons AA par Flg. Off.s A. Johnstone du 602e Squadron et J. Haig du 603e Squadron.
Bien que les Spitfire aient continué à être utilisés lors des patrouilles de nuit, les bombardiers de la Luftwaffe ont appris à voler bien au-dessus des altitudes auxquelles ils pouvaient être efficacement repérés par leurs projecteurs. Les Spitfire n'ont jamais connu le même succès.

### Bataille d'Angleterre

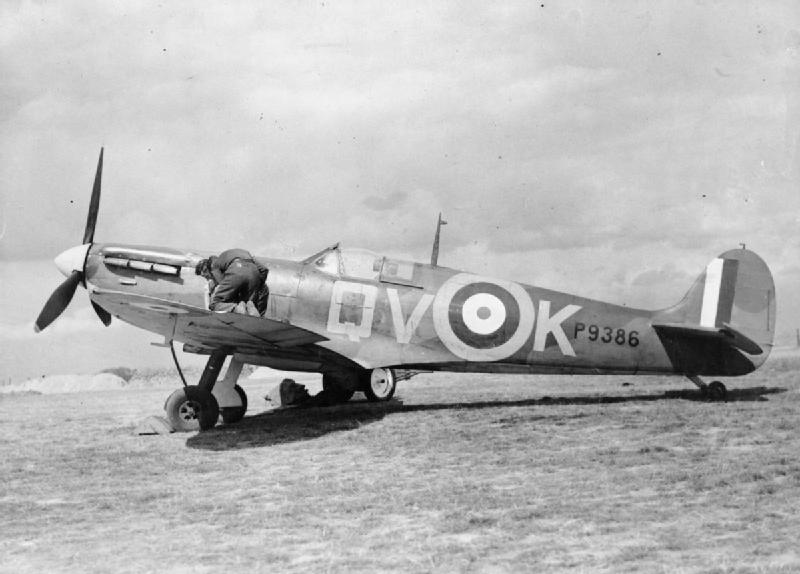
Supermarine Spitfire Mk IA, P9368 'QV-K', du 19e Squadron de la RAF.

C'est au Spitfire que la mémoire collective britannique attribue l'issue victorieuse de la bataille d'Angleterre en 1940. Pourtant, cette victoire n'est pas due au seul Spitfire, bien qu'il bénéficiait de vitesses en palier et ascensionnelle supérieures à celles du Hurricane. C'est l'utilisation conjointe de ces deux chasseurs, tous deux armés de huit mitrailleuses Vickers de 7,7 mm, qui permit à la RAF de prendre l'avantage sur la Luftwaffe. Les Spitfire, rapides et agiles, avaient pour rôle de s'attaquer aux chasseurs d'escorte tandis que les Hurricane, plus lents, à la structure robuste plus à même d'encaisser les coups, se chargeaient des bombardiers.

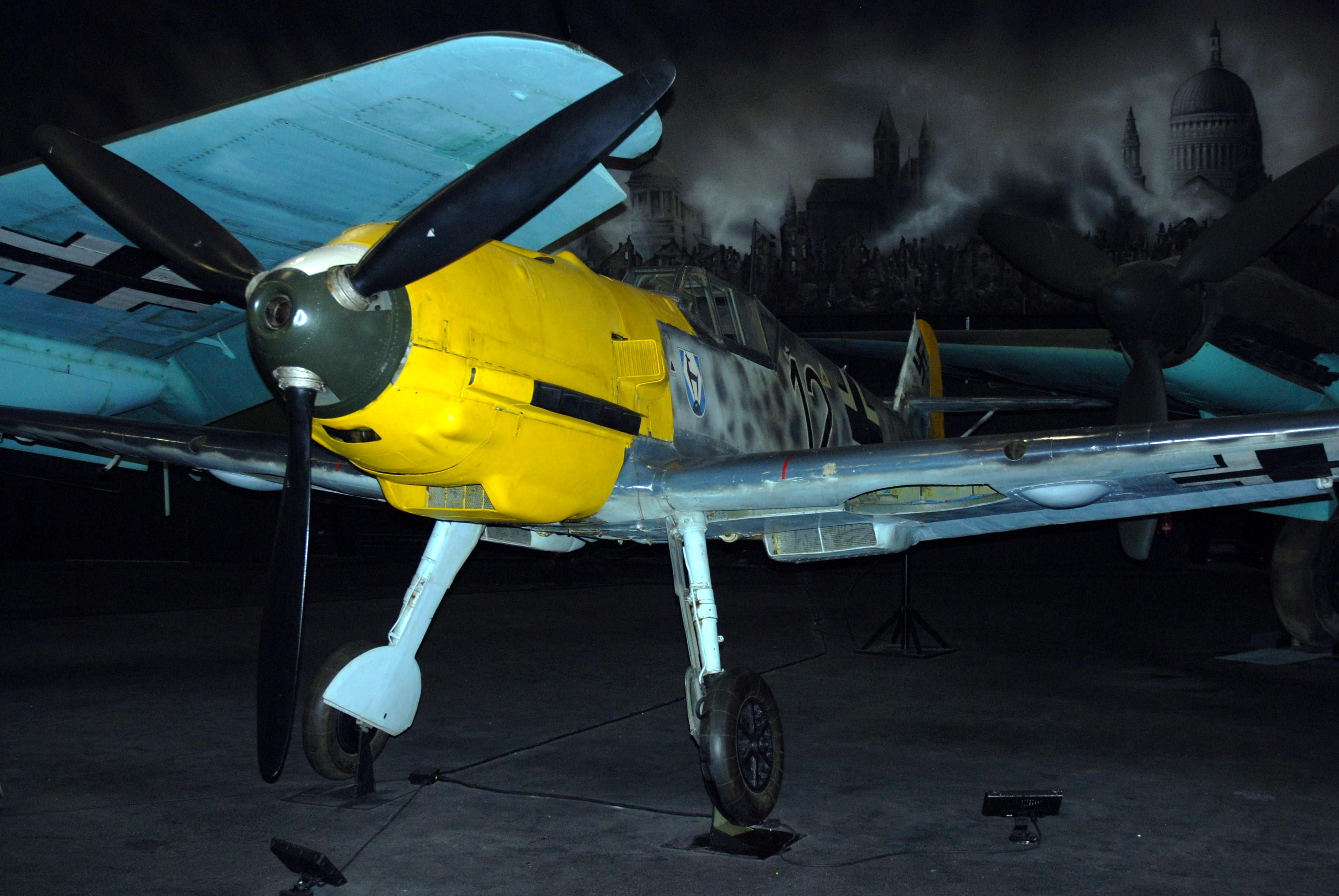
Messerschmitt Bf-109E, RAF Museum, Hendon.

Côté allemand, le chasseur principal est le Me 109, équipé d'un moteur Daimler Benz à injection directe qui ne coupe pas pendant certaines manœuvres violentes au contraire du Rolls-Royce Merlin britannique à carburateur. Autre différence, il possède deux canons de 20 mm et deux mitrailleuses de 7,92 mm, mais ses atouts sont contrebalancés par son manque de maniabilité. De plus, il était pénalisé par sa faible autonomie qui bridait les pilotes allemands et les rendait moins efficaces.
Le chasseur lourd bimoteur Me 110 possède une autonomie supérieure. Malgré son puissant armement de deux canons et de quatre mitrailleuses dans le nez, il est surclassé par les Spitfire bien plus manœuvrants. Il est par conséquent décimé.
Au début de la bataille, les Britanniques se trouvent en infériorité numérique avec environ 600 Hurricane et Spitfire, en face de 2 500 avions allemands dont environ 1 200 Me 109 et Me 110. Par la suite, les pertes de la Luftwaffe et l'augmentation de la capacité de fabrication britannique améliorent progressivement le rapport des forces en faveur des Britanniques. En outre ils bénéficient de l'avantage de combattre au-dessus d'un territoire allié, alors que les pilotes allemands abattus survivants sont capturés.

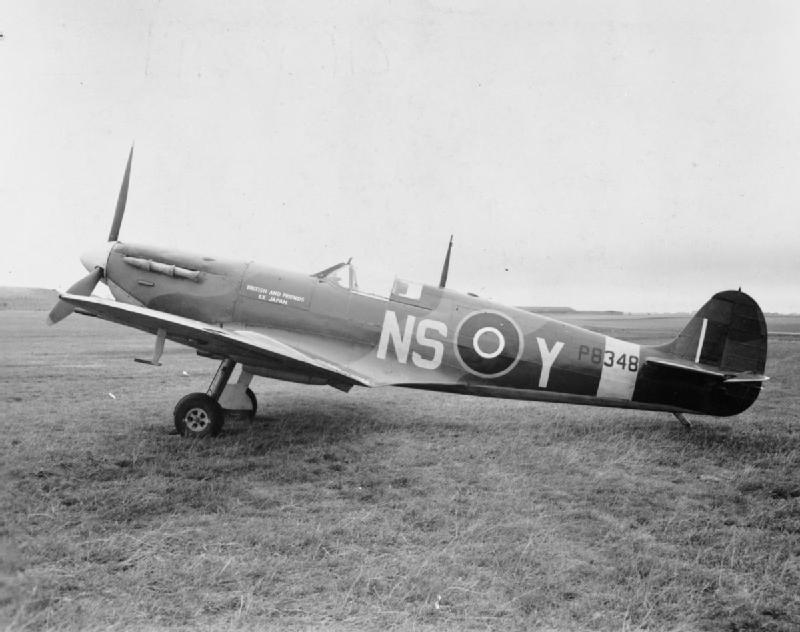
Spitfire Mk IIb N°P8348.

Bien que le moteur Merlin III du Spitfire I ait une puissance nominale de 1030 ch, des ravitaillements d'essence indice d'octane 100 en provenance des États-Unis parviennent en Grande-Bretagne au début 1940,. Ils offrent à l'appareil une suralimentation d'urgence de cinq minutes, pouvant fournir 1 310 ch à 3 000 tr/min à 9 000 pieds (2 743,2 m). Cet apport augmente la vitesse maximale de 40 km/h au niveau de la mer et de 55 km/h à 10 000 pi (3 048 m). Il améliore les performances de montée entre le niveau de la mer et la hauteur de plein gaz,. Le coup de fouet n'était pas préjudiciable tant que les limitations énoncées dans les manuels de vol étaient respectées. Par mesure de précaution, si le pilote avait eu recours à cette augmentation d'urgence de la pression d'admission, il le signalait à l'atterrissage et c'était consigné dans le livret d'entretien du moteur. Ce boost supplémentaire était également disponible pour le Merlin XII équipant le Spitfire II.
Entre le 1er août 1940 et le 31 octobre, les pertes des Spitfire se sont élevées à 208 perdus au combat, à sept détruits au sol et à quarante-deux dans des accidents de vol.
Le Spitfire avait, outre son train étroit et donc dangereux, un autre défaut gênant : son faible rayon d'action. Ce facteur ne joua pas durant la bataille d'Angleterre. Il devint rédhibitoire quand la RAF passa à l'offensive et s'éloigna de ses bases : en 1944, ses Spitfire ne dépassaient pas le Rhin, alors que les P-51 américains, partant des mêmes bases britanniques et dotés du même moteur Merlin, allaient jusqu'à Berlin.

### Offensive européenne 1941-1943

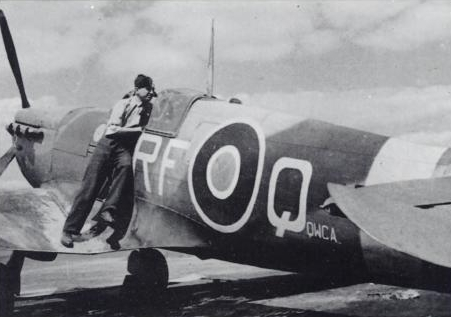
Spitfire Vb du Plt Off Antoni Głowacki du Squadron (polonais) basé à Northolt en août 1942.

Début 1941, le commandant du 11e Groupe Air Vice-Marshal Trafford Leigh-Mallory inaugura une politique de « glissement vers la France » Avec cette stratégie, des patrouilles de chasseurs et des missions d'escorte de bombardiers survolaient la France et d'autres territoires occupés, dans le but avoué de forcer une réponse de la Luftwaffe. Leigh Mallory était entièrement soutenu par Air Chief Marshal Sir William Sholto Douglas qui avait remplacé Sir Hugh Dowding en tant que commandant du Fighter Command en novembre 1940. À la suite de l'expérience de Leigh-Mallory au commandement du 12e Groupe pendant la bataille d'Angleterre, les escadrons de chasse de la RAF étaient de plus en plus organisés en formations (« big wing ») de deux escadrons (« wing ») au moins, volant ensemble sous le commandement d'un Wing Commander.
Avec le changement de tactique offensive, les unités de Spitfire, de Hurricane et les nouvelles unités de Westland Whirlwind sont confrontées aux mêmes désavantages en France que les unités allemandes avaient subies en Grande-Bretagne. Le rayon de combat limité des chasseurs de la RAF signifiait que la Luftwaffe pouvait engager le combat ou rompre selon ses propres conditions, sachant qu'elle se trouvait sur un territoire ami et avec de nombreux aérodromes pour atterrir, se réarmer et faire le plein. Les chasseurs de la RAF étaient ceux qui devaient alors faire face à la perspective de deux longs passages au-dessus de l'eau, revenant dans de nombreux cas avec des dommages de combat.
À la fin de 1940, les unités de chasse de la Luftwaffe étaient équipées des formidables nouveaux Bf 109F-1 et F-2, considérés par de nombreux pilotes de la Luftwaffe comme la meilleure des nombreuses variantes de ce chasseur. Les F-1 et F-2 surpassaient facilement les Spitfire Mk I et II et correspondaient étroitement aux Mk V qui étaient sur le point d'entrer en service. Entre les mains de pilotes comme Adolf Galland, c'était un défi audacieux d'affronter cet avion au-dessus de la France. Le 10 juillet 1941, un 109 F-2 piloté par Hauptmann Rolf Pingel du I./JG 26. suit un bombardier lourd Short Stirling qu'il a intercepté outre-Manche. Les tirs du Stirling atteignent le système de refroidissement de son chasseur, le forçant à atterrir d'urgence dans un champ près de Douvres. Le Me 109 est réparé et essayé à Air Fighting Development Unit (AFDU) jusqu'à ce qu'il s'écrase, tuant le pilote, le 20 octobre 1941. Les résultats de ces essais aident au développement de tactiques pour contrer le nouveau chasseur,.
En comparaison avec les assauts massifs de bombardiers de la Luftwaffe, en 1939 et 1940, les opérations Circus du Bomber Command étaient très petites et rarement dommageables. Les assauts se composaient d'un ou deux escadrons de Bristol Blenheim (plus tard, des Short Stirling sont utilisés), généralement escortés par de grands essaims bien visibles de cinq escadrons de chasse, ou plus. L'intention première des opérations Circus était d'attirer les chasseurs allemands au combat plutôt que de causer des dégâts par des bombardements avec un nombre relativement restreint de combattants, qui pouvaient choisir d'affronter ou non les combattants d'escorte. Douglas Bader, pilotant un Supermarine Spitfire Mk Va,  est abattu et capturé le 9 août 1941 alors qu'il dirige la base aérienne de Tangmere lors d'une opération de type Circus.
Un autre type d'opération organisé par le Fighter Command est le « Rhubarb » : une mission d'attaque au sol à basse altitude par un petit nombre de de pilotes, généralement sous des nuages bas. Contre les avions effectuant ces missions, les canons 20 mm et 37 mm flak sont des adversaires efficaces. Un autre Wing Commander connu, Bob Tuck, est ainsi abattu par une position multi-canon, 20 mm Flakvierling 38 et capturé par les troupes allemandes le 28 janvier 1942 alors qu'il dirige un Rhubarb. De nombreux autres Spitfire ont été abattus par des chasseurs allemands,.
Au milieu de 1941, alors que l'opération Barbarossa approchait, les seules unités de chasse de la Luftwaffe qui restaient pour combattre la RAF étaient la JG 2 et la JG 26. Ces deux unités, composées pour la plupart de pilotes expérimentés et agressifs, étaient parfaitement capables de monter une défense très réussie, en particulier lorsqu'elles ont disposé du Focke-Wulf Fw 190.

#### La défense contre le Fw 190

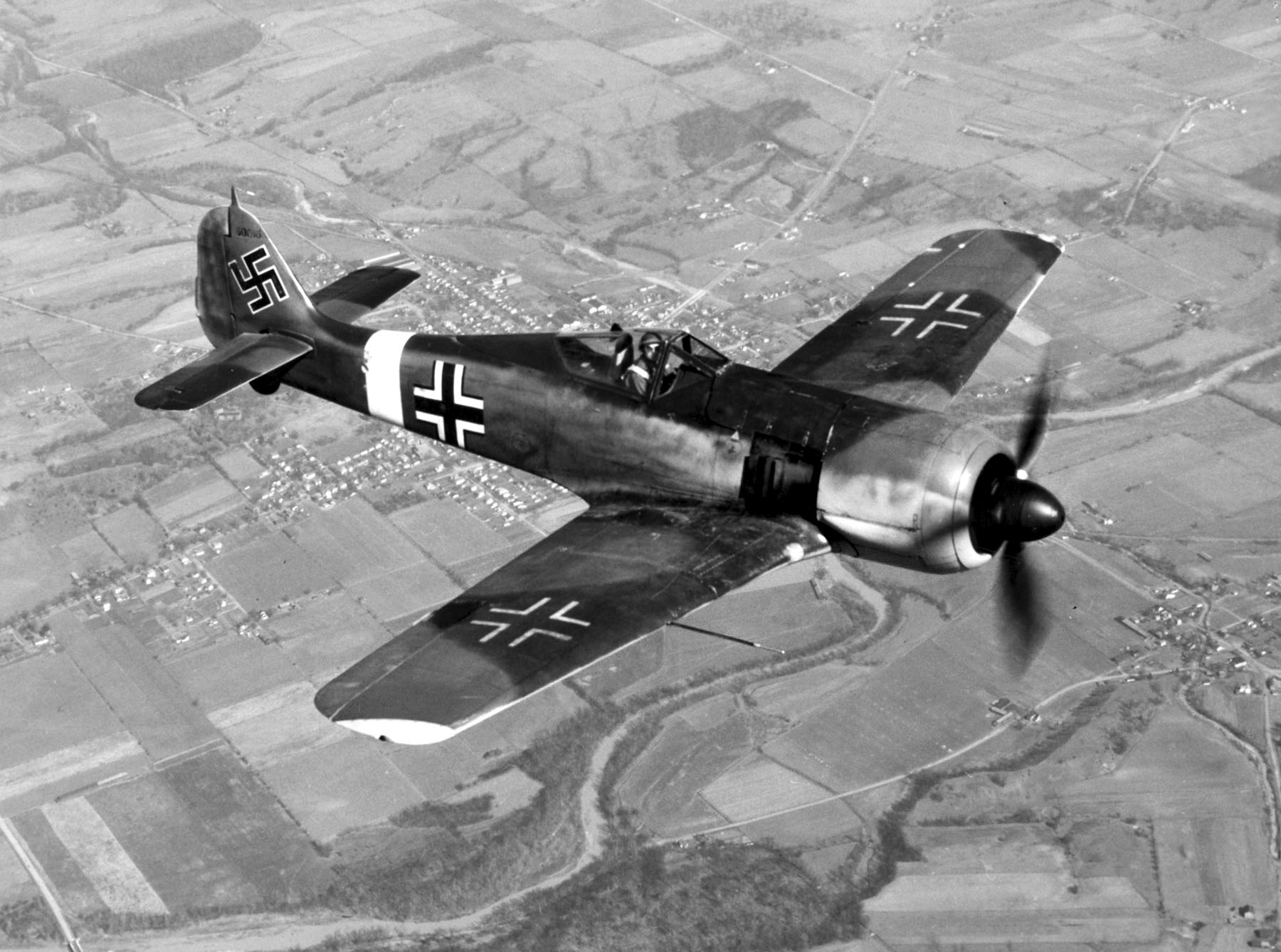
Un Focke-Wulf Fw 190 en vol.

L'introduction du Focke-Wulf Fw 190 à la fin de 1941 le long du front de la Manche fut une surprise totale pour le Fighter Command. Au début, il était supposé que ces nouveaux chasseurs à moteur radial dérivaient des Curtiss 75-C1 capturés aux Français. Il est vite devenu clair que le nouvel avion surpassait facilement le Spitfire V et semblait être plus lourdement armé. Il y avait peu d'informations relatives à ce chasseur jusqu'au 23 juin 1942 lorsque l'Oberleutnant Armin Faber de la JG 2 atterrit avec son Fw 190A-3 à la base aérienne de Pembrey par erreur. Lors d'essais comparatifs, le nouveau chasseur allemand s'est avéré supérieur au Mk Vb sous tous les aspects, à l'exception du rayon de braquage.

Le Fw 190 était au moins 25 à 30 mph plus rapide que le Spitfire V, et pouvait grimper et accélérer plus rapidement pour atteindre des vitesses de combat. Sur le territoire ennemi, les Spitfire utilisant la technique standard de vol à bas régime et à haute pression de suralimentation pour économiser du carburant se sont souvent retrouvés en difficulté lorsqu'ils étaient interceptés par des Fw 190. S'il était pris alors qu'il naviguait à basse vitesse, il pouvait falloir jusqu'à deux minutes à un Spitfire pour accélérer jusqu'à la vitesse maximale. La seule façon dont on pensait qu'un Spitfire pouvait échapper à une attaque était de naviguer à grande vitesse et d'effectuer un piqué peu profond avec les gaz ouverts. À condition que le Fw 190 soit vu à temps, il pouvait être contraint de cette manière à une longue poursuite. En raison du nombre élevé de victimes infligées aux Spitfire, le département des tactiques aériennes (ATD) a publié un guide sur les réglages optimaux du moteur à utiliser lors du survol du territoire ennemi ; en partie, il disait : 
Au stade actuel de la guerre, l'ennemi en France est équipé du Fw 190, un chasseur avec un excellent taux de montée et une bonne accélération. Pour vaincre cet avion et éviter des pertes de notre côté, nos avions doivent voler aussi vite que possible chaque fois qu'ils se trouvent dans la zone de combat.
« Le Focke-Wulf 190 a certainement choqué les Britanniques », écrit Douglas Bader dans son autobiographie Fight for the sky ; « il a dépassé l'ascension et la plongée du Spitfire. Maintenant, pour la première fois, les Allemands dépassaient nos pilotes. » Ils les surpassaient également en armes. Pendant la majeure partie de l'année 1942, et jusqu'à l'arrivée du Spitfire Mk IX, le Fw 190 dominait les cieux.
À partir de la fin de 1942, pour tenter d'atteindre une certaine parité avec le Fw 190, certains escadrons reçurent le LF Mark VB. Cette version avait réduit le diamètre du compresseur de suralimentation sur le Merlin pour des performances optimales à basse altitude et les extrémités des ailes ont été supprimées et remplacées par des carénages courts pour améliorer leur taux de roulis.
Les performances de vol d'un premier Mk IX, qui a volé contre le Focke-Wulf en juillet 1942, se sont avérées étroitement comparables. Pourtant, à des altitudes de 18 000–20 000 ft (5 500–6 100 m) et à 3 000 ft (910 m) et en dessous, l'AFDU a noté que le Fw 190 était " un peu plus rapide". Une fois de plus, le Mk IX avait un rayon de braquage supérieur bien qu'il puisse être dépassé et devancé par le chasseur allemand. Le Spitfire testé était gêné par le fait qu'il était équipé d'un ancien carburateur à flotteur : la grande majorité des Mk IX étaient équipés de carburateurs à G négatif. Ces résultats ont contribué à la poursuite du développement du moteur de la série Rolls-Royce Merlin 61 en versions optimisées pour les performances à haute (série 70), moyenne (63) et basse (66) altitude : cela a conduit à l'utilisation des préfixes HF, F et LF qui ont ensuite été appliqués aux Mks VII à IX, selon la version du moteur installée, par exemple, LF Mk IX.
Les unités Spitfire V ont continué à subir de lourdes pertes, infligeant souvent peu de dégâts en retour, tout au long de 1941 et jusqu'en 1942. Après l'arrivée du Mk IX en nombre suffisant, la situation s'améliore pour les anglais, bien que les Fw 190 en particulier continuent à être un adversaire sérieux. Hans « Assi » Hahn a remporté 53 de ses 108 victoires contre les Spitfire et Josef « Pips » Priller a remporté 68 de ses 101 victoires contre ce type, ce qui fait de lui le « tueur de Spitfire » le plus efficace de la Luftwaffe. La plupart de ces victoires étaient contre le Mark V.
L'opération Jubilee, le Raid de Dieppe le 19 août 1942, est appuyée par 48 escadrons de Spitfire et se révéle être un tournant dans les opérations de la RAF en Europe. Alors que le Fighter Command affirmait avoir infligé de lourdes pertes à la Luftwaffe, le bilan montrait le contraire. Les pertes d'avions alliés se sont élevées à 106, dont 88 chasseurs de la RAF et 18 bombardiers. Sur les pertes de chasseurs, 29 ont été causées par la flak, une est due au manque de carburant, deux à des collisions et une est la conséquence d'un tir ami. Ce total comprenait 28 bombardiers, dont la moitié Dornier Do 217 de KG 2. L'un des deux Jagdgeschwader, le JG 2, perdit quatorze Fw 190 et huit pilotes tués. JG 26 a perdu six Fw 190 avec leurs pilotes. Les pertes des Spitfire s'élevaient à 70 détruits et endommagés, toutes causes confondues. Les escadrons de Spitfire (42 avec des Mark V et quatre avec des Mark IX) étaient chargés de missions d'attaque au sol, d'escorte et de supériorité aérienne, donc le nombre exact de Spitfire perdus à cause des Fw 190 est inconnu. La Luftwaffe a revendiqué 61 des 106 machines de la RAF perdues, qui comprenaient tous les types (le JG 2 en a revendiqué 40 et le JG 26 en a revendiqué 21).

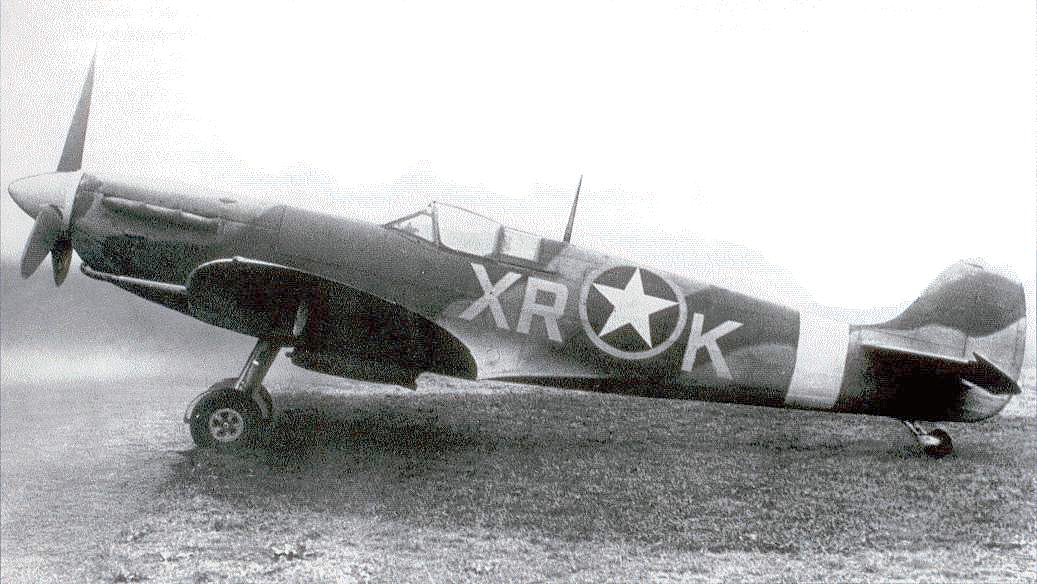
Un Vb de 71 (Eagle) Squadron, une unité composée de volontaires des États-Unis. En septembre 1942, cette unité fut dissoute et ses pilotes et avions transférés à l'USAAF, devenant le 334th Fighter Squadron, faisant partie du 4th Fighter Group.

Cette opération a vu les débuts au combat réussis du Spitfire Mk IX et les leçons tirées de Jubilee contribuent à la formation de la 2nd Tactical Air Force (2 TAF). Cette 2 TAF combinerait des escadrons de chasseurs, de chasseurs/bombardiers et de bombardiers légers et moyens de la RAF en une puissante organisation de soutien de l'armée qui contribuerait à la réussite du Jour J. L'expérience de la Desert Air Force en particulier, avait montré que l'instrument le plus efficace et le plus adaptable d'appui rapproché pour les forces terrestres était le chasseur-bombardier. Conformément à cela, de nombreux escadrons de Spitfire incorporés dans la 2 TAF assumeront plus tard le rôle de chasseurs-bombardiers comme mission principale.
Trois Eagle squadrons opéraient au sein de la RAF : des unités dirigées par des pilotes américains qui avaient rejoint la RAF. Formées pour la première fois en 1940 et initialement équipées d'Hurricanes, ces unités se sont converties en Spitfire Vb en 1941. Elles ont été rééquipées de Spitfire IX au début de septembre 1942 et ont été dissoutes à la fin de septembre 1942 lorsque leur équipage et leurs avions ont été transférés au jeune USAAF de la Eighth Air Force pour devenir le noyau du 4th Fighter Group.
À l'automne 1942, l'arrivée de la United States Army Air Forces (USAAF) 8th Air Force et de ses bombardiers de jour ajouterait l'escorte de bombardiers aux tâches du Fighter Command. Jusqu'à ce que les groupes de chasse américains Republic P-47 Thunderbolt soient opérationnels en mai 1943, les Spitfire ont joué un rôle vital dans la protection du nombre croissant de Boeing B-17 Flying Fortress et de Consolidated B-24 Liberator opérant sur l'Europe occupée. Le manque chronique de portée opérationnelle du Spitfire - pas tout à fait différent de l'avion de la bataille d'Angleterre - signifiait cependant qu'une telle protection était limitée à la Manche et aux côtes de l'Europe.

### En Méditerranée

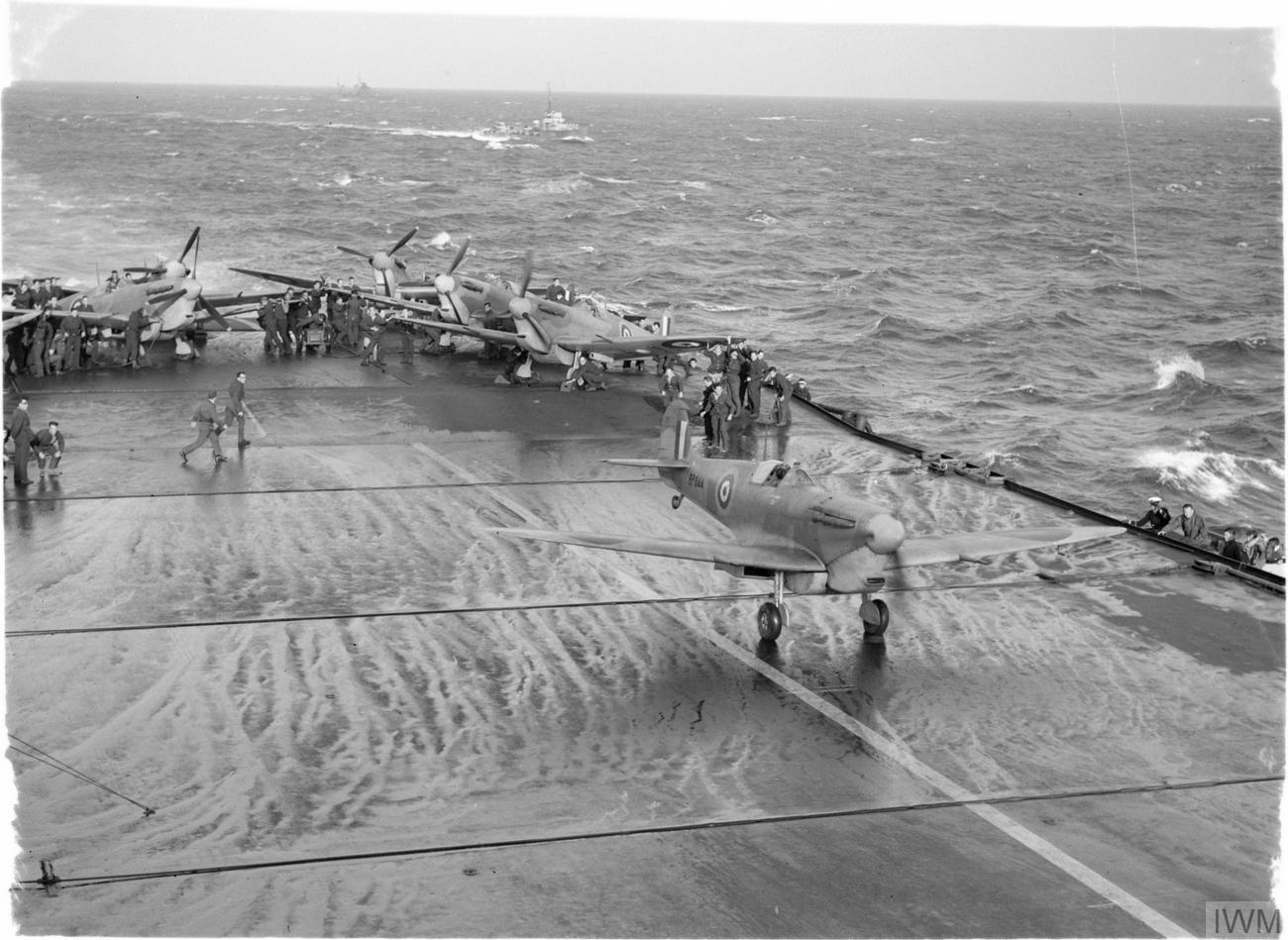
Spitfire V décollant du HMS Eagle avec un réservoir de 90 gallons.

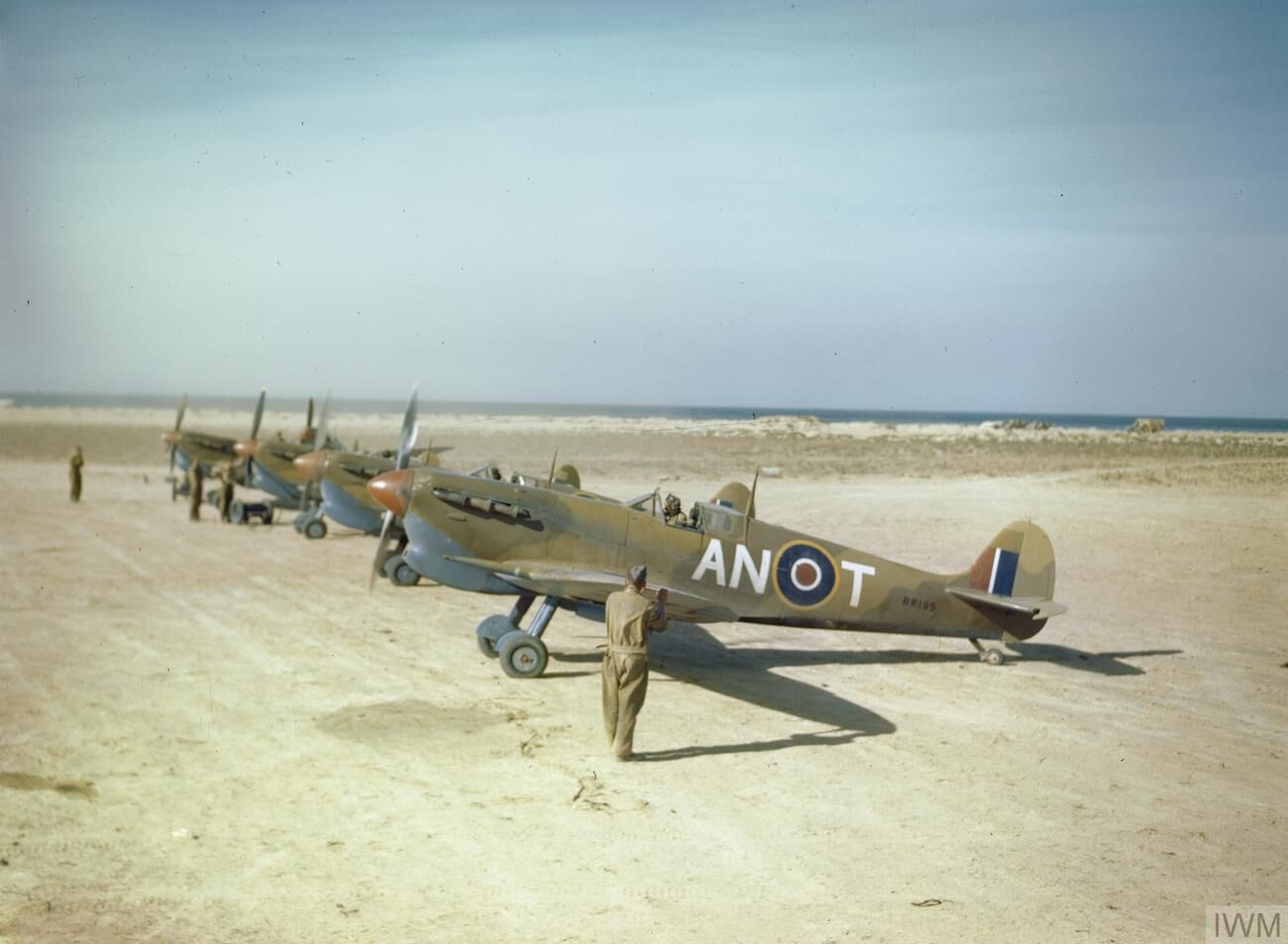
Spitfire Vc(tropicalisé) du No. 417 Squadron RCAF en Tunisie en 1943.

Le Mk Vb a été le premier Spitfire à bénéficier d'un service étendu à l'étranger. Le 7 mars 1942, quinze Mk V transportant des réservoirs de carburant de 90 gallons sous leurs fuselages ont décollé du HMS Eagle au large des côtes algériennes pour un vol de 600 milles vers Malte.

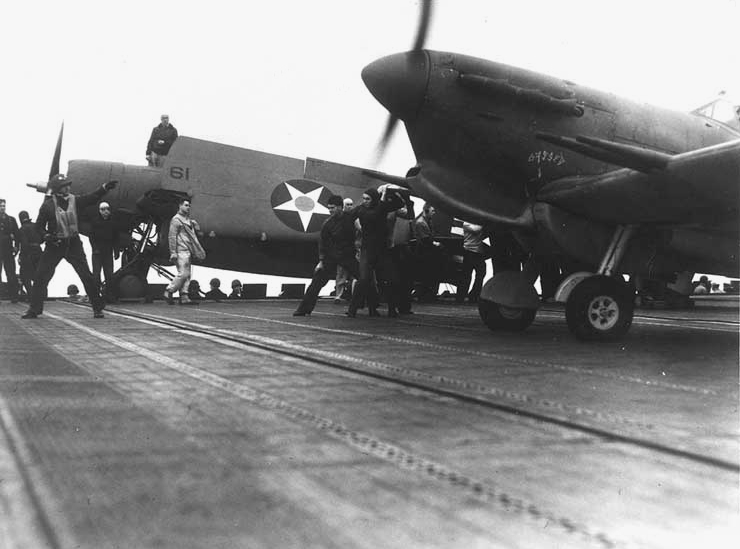
Spitfire avant décollage de l'USS Wasp (CV-7) en mai 1942.

Dans les mois qui ont suivi, quelque 275 Spitfire Mk Vb et Vc ont été livrés à l'île de Malte assiégée, les Américains apportant leur aide en permettant au USS Wasp d'être utilisé pour transporter deux lots de Spitfire vers l'île. Des cales en bois ont été utilisées pour permettre aux Spitfire de quitter le porte-avions avec des réglages maximum des volets de « décollage » (une fois que l'avion avait pris de l'altitude, le pilote ouvrait complètement les volets, les coins tombaient et les volets pouvaient alors être fermés.) Dans l'« opération Calendar » le 20 avril 1942, 47 Spitfire des escadrons 601 et 603 sont partis du Wasp et 14 de l'Eagle. Soixante d'entre eux ont débarqué à Malte. Un Spitfire avec un réservoir de carburant à longue portée défectueux a atterri sur le Wasp, malgré l'absence d'un crochet arrière. Trente-deux autres Spitfire ont volé vers Malte depuis le HMS Eagle, ils ont été interceptés en cours de route, quatre ont été abattus. Cependant, on pensait que les porte-avions étaient vulnérables aux attaques de la Luftwaffe lorsqu'ils étaient en mer Ainsi, de fin octobre à début novembre, un total de douze Spitfire Vc, équipés d'un seul énorme réservoir largable de 170 gallons, ont volé directement depuis Gibraltar, sur une distance de 1 000 milles. Cela signifiait un temps de vol de plus de cinq heures.
Tous ces Spitfire ont été impliqués dans la lutte contre les attaques aériennes constantes menées contre Malte par la Luftwaffe et la Regia Aeronautica. Le pilote de Spitfire le plus titré était le Plt. Off. George Beurling du Squadron 249 qui a été crédité d'avoir abattu 26 avions allemands et italiens entre juin et fin octobre 1942.
Le premier Spitfire à être modifié pour transporter des bombes sous les ailes était un Mk Vc basé à Malte, EP201 X-V du Squadron 229, qui a été adapté pour transporter une bombe de 250 lb sous chaque aile en septembre 1942. De nombreux Mk V Spitfire équipés pour transporter un deux bombes de 250 lb attachées sous leurs ailes ont été utilisées comme bombardiers de fortune, attaquant les fortifications et les bases aériennes siciliennes, et lâchant leurs bombes à 7 000 pieds alors qu'elles plongeaient à un angle optimal de 60 degrés.
Pour contrer les conditions poussiéreuses courantes, les Spitfire étaient équipés d'un grand filtre à air Vokes sous le nez, ce qui réduisait les performances de l'avion en augmentant la traînée. Les Vb et Vc tropicalisés (équipés de gros filtres à air anti-sable Vokes) équiperont également des unités de la Desert Air Force lors de la campagne d'Afrique du Nord en août 1942.

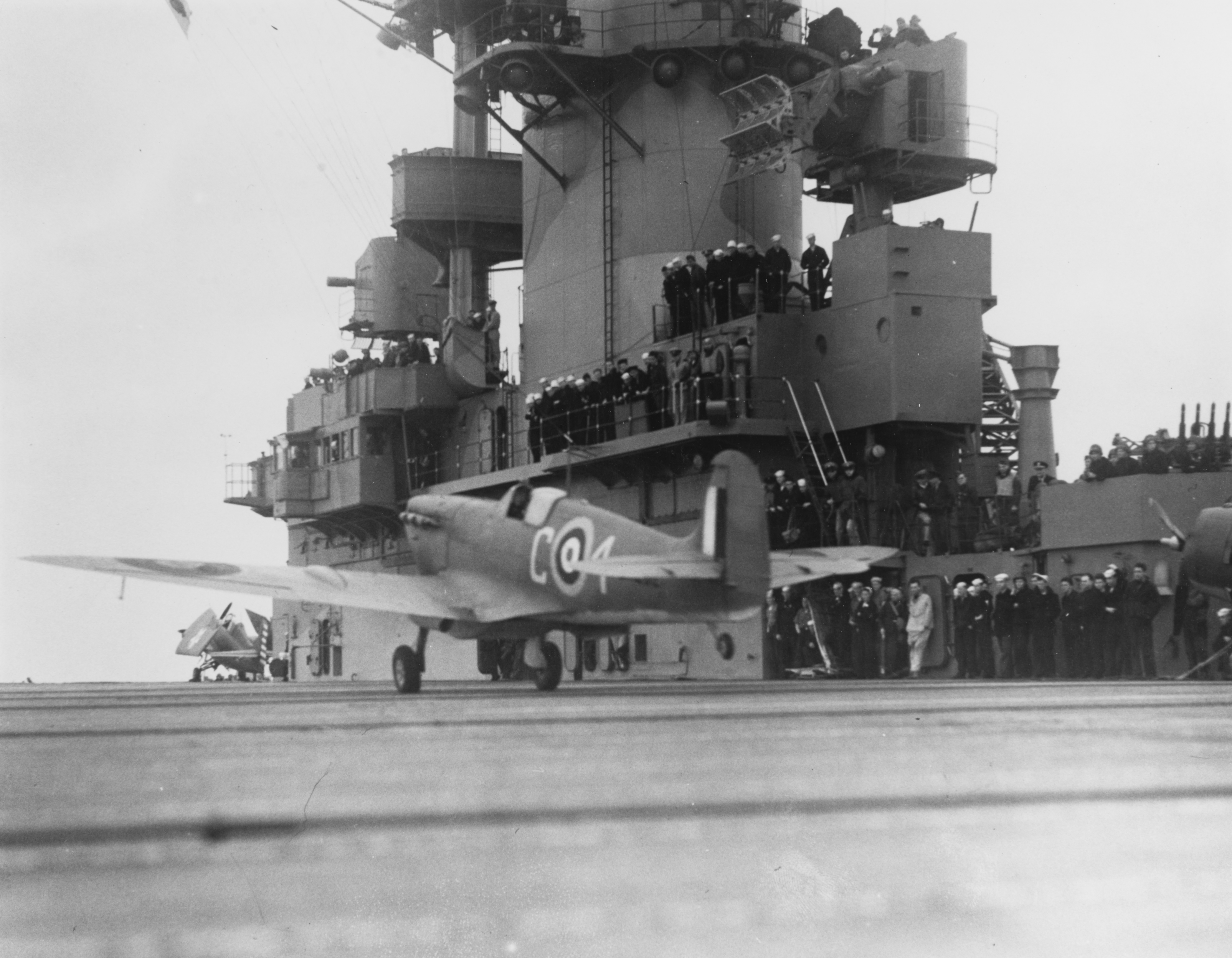
Spitfire Vc décollant de l'USS Wasp.

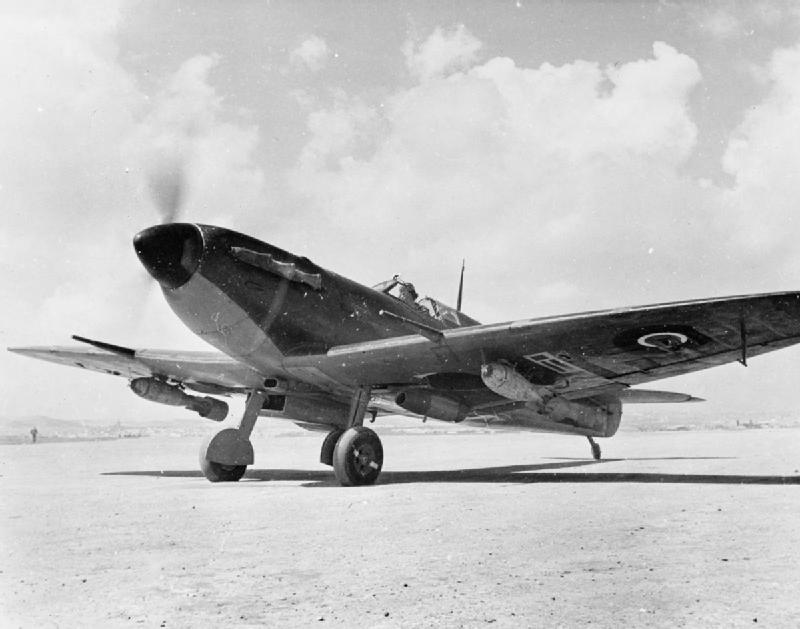
Spitfire Vb équipé de 2 bombes de 250 kg en Tunisie, mars 1943.

Ici, les Mk Vcs ont également été utilisés comme chasseurs-bombardiers tactiques, étant équipés d'une charge maximale de 500 livres de bombes. Le Mark Vbs a équipé les 4e, 31e et 52e groupes de chasse de l'USAAF à l'été 1942, et les deux derniers groupes ont continué à les piloter jusqu'à ce qu'ils soient remplacés par les Spitfire Mk VIII à la mi-1943. À ce moment-là, les Spitfire Mk Vc avec des ailes plus solides et des munitions supplémentaires ont commencé à transporter quatre canons de 20 mm. De nombreux Mk V avaient également le nouveau filtre Aboukir plus petit et beaucoup plus efficace au lieu du filtre Vokes annulant l'effet d'air dynamique. Le nouveau filtre a été nommé ainsi en raison de sa création à Aboukir, en Égypte, par des mécaniciens de la RAF.
Le Spitfire V et, plus tard, les Spitfire VIII à plus longue portée sont également rapidement devenus disponibles sur le théâtre nord-africain et, désormais, figuraient en bonne place avec la RAF, a South African Air Force et l'USAAF lors des campagnes en Sicile et en Italie.
Sur le théâtre méditerranéen et en Italie, le Mk VIII a également combattu avec l'United States Army Air Force. Les 31e et 52e groupes de chasse ont exploité le chasseur pendant un certain temps jusqu'à ce qu'en mars 1944, leurs avions soient remplacés par le P-51B/C Mustang, un changement qui n'a pas ravi la plupart des pilotes selon de nombreux membres du 31e FG. Cependant, le chasseur américain a été adopté en raison de sa capacité d'escorte à longue portée. Plus de 300 victimes ont été revendiquées par les deux groupes de chasseurs alors qu'ils pilotaient des Spitfire.

#### Spitfire contre chasseurs italiens

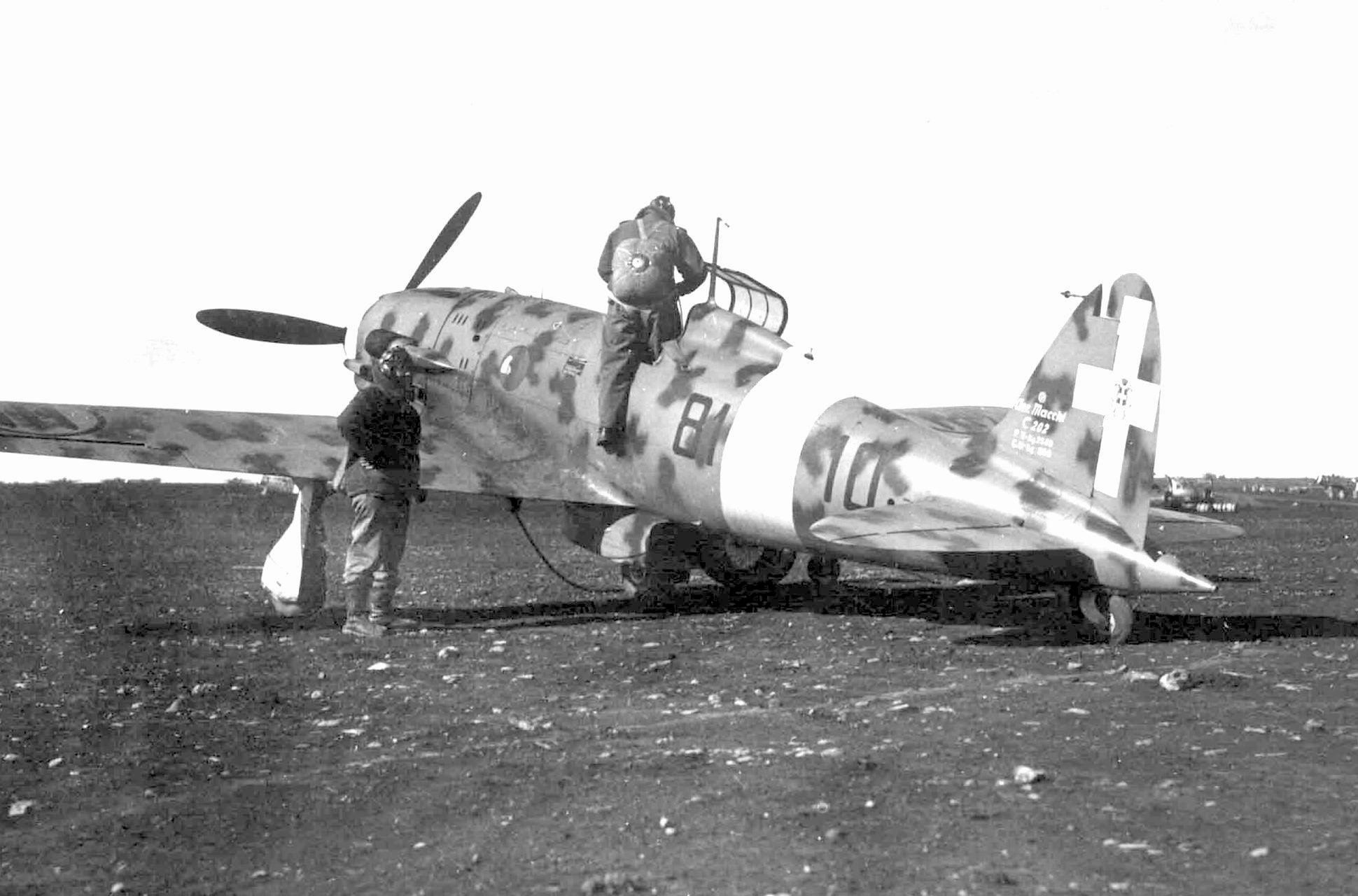
Un Macchi 202 durant la bataille de Mareth en mars 1943.

Dans le théâtre méditerranéen, le Spitfire VC a rencontré le Macchi M.C.202 Folgore, un avion qui était un sérieux concurrent sur le front libyen à partir de novembre 1941 puis en 1943, le C.202 fut en partie remplacé par le Macchi C.205 Veltro qui était une version améliorée du Folgore. Le Veltro était très respecté par les pilotes alliés et de la Luftwaffe. En action, les C.205 se sont avérés extrêmement efficaces. L'un des meilleurs pilotes de chasse britanniques de la Seconde Guerre mondiale, Grp Capt W.G.G. Duncan Smith, DSO DFC, respectait grandement les chasseurs Macchi, déclarant : « Lors des rencontres avec les Macchi 205, nous étions particulièrement confrontés à des avions qui pouvaient très bien tourner et se battre avec nos Spitfire ».
Laddie Lucas a rappelé que le Reggiane Re.2001 pourrait également être un adversaire difficile pour le Spitfire V, en particulier lorsqu'il est pris dans un combat aérien. Au-dessus de Malte, même des pilotes compétents pouvaient être déjoués par l'agile chasseur italien qui était, en revanche, plus lent et armé uniquement du couple « classique » de mitrailleuses Breda-SAFAT de 12,7 mm.

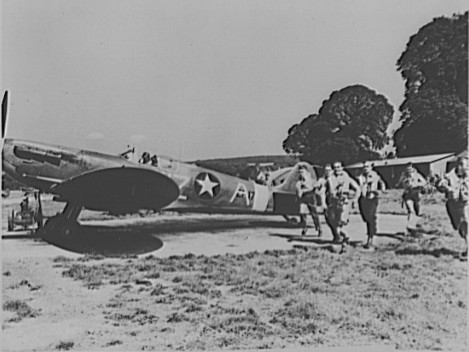
Pilotes de l'USAAF du 309th Fighter Squadron, 31st Fighter Group, courant vers leurs Supermarine Spitfire Mk VB en Angleterre en 1942.

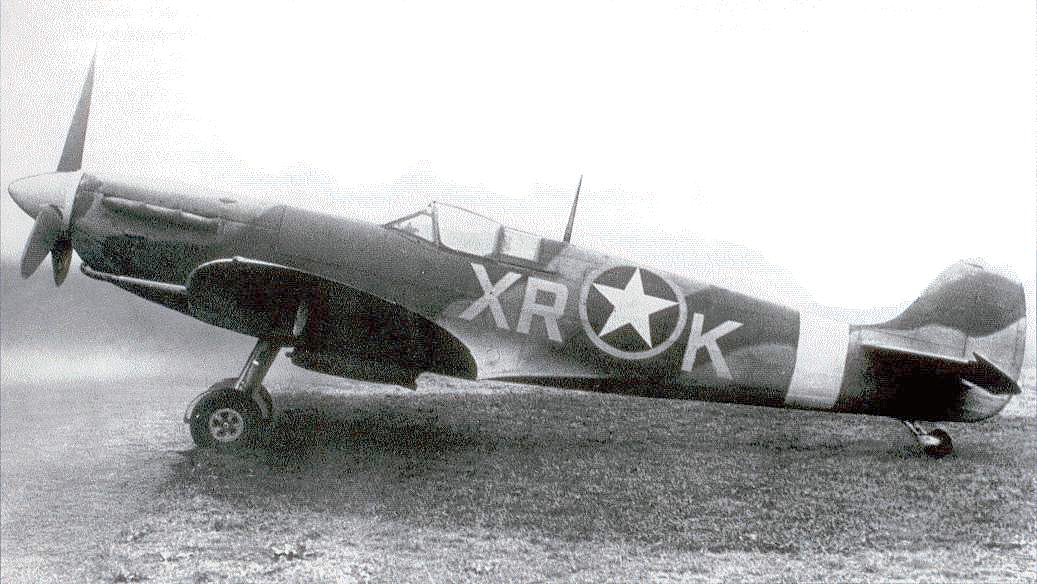
Supermarine Spitfire Mk Vb du 334th Fighter Squadron américain.

### Asie et Pacifique
En Extrême-Orient, le Spitfire a trouvé un adversaire de taille dans le A6M "Zero" chasseur à longue portée qui, comme la plupart des chasseurs japonais, excellait en maniabilité. Bien qu'il ne soit pas aussi rapide que le Spitfire, le Zero pouvait facilement dépasser le Spitfire, supporter une montée à un angle très raide et rester en l'air trois fois plus longtemps. Pour combattre le Zero, les pilotes de Spitfire ont dû adopter une politique "slash and run" et utiliser leur vitesse supérieure et leur supériorité en plongée pour combattre et éviter les combats aériens classiques.

#### Pacifique Sud-Ouest

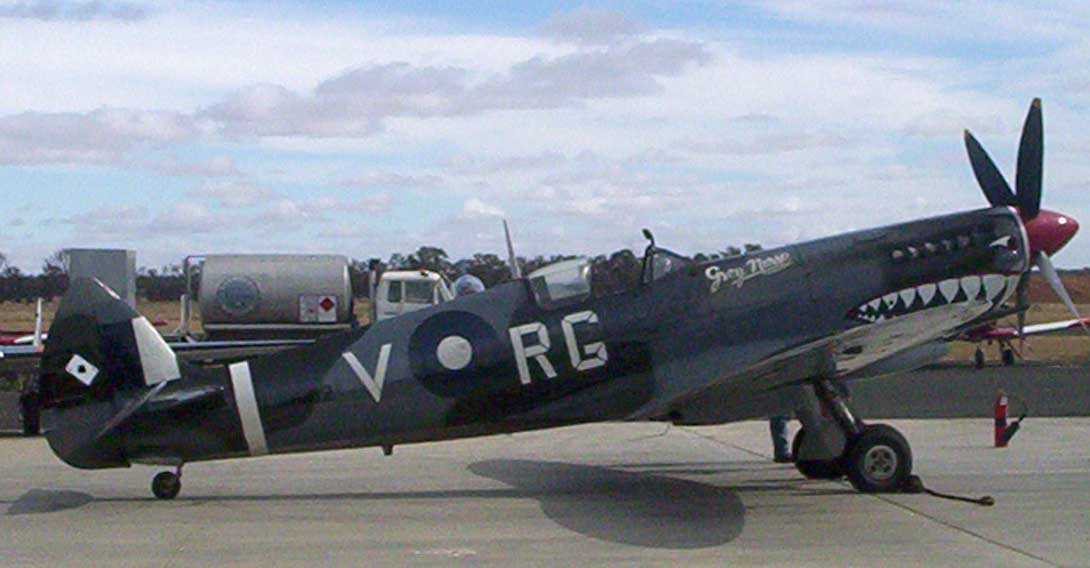
Spitfire VIII avec les marques du No. 457e Escadron RAAF.

La Royal Australian Air Force, la Force aérienne indienne et la RAF ont également utilisé des Spitfire contre l'empire du Japon sur le théâtre du Pacifique. Les premiers Spitfire en Extrême-Orient étaient deux avions de reconnaissance photo (PR IV) qui opéraient à partir d'aérodromes en Inde à partir d'octobre 1942.
Les raids aériens japonais sur le nord de l'Australie ont accéléré la formation à la fin de 1942 de l'escadre No. 1 de la RAAF, comprenant No. 54e Squadron RAAF, No. 452e Squadron RAAF et No. 457 Squadron RAAF, sous le commandement du Wing Commander Clive Caldwell, aux commandes d'un Spitfire Vc(tropicalisé). L'escadre est arrivée à Darwin en février 1943 et a connu une action constante jusqu'en septembre. Les versions Mk Vc reçues par la RAAF se sont avérées peu fiables et, au début du moins, avaient un taux de perte relativement élevé. Cela était dû à plusieurs facteurs, notamment l'inexpérience du pilote, la survitesse du moteur due à la perte d'huile de l'unité de réduction de la vitesse de l'hélice (un problème résolu par l'utilisation d'une qualité d'huile plus lourde), et la pratique consistant à vidanger le liquide de refroidissement au glycol avant expédition, entraînant une corrosion interne des moteurs Merlin[citation nécessaire].
Un autre facteur du taux d'attrition élevé initial était l'endurance relativement courte du Spitfire : la plupart des sorties ont bien entendu survolé la vaste étendue océanique entre l'Australie, la Nouvelle-Guinée et le Timor. Même lorsqu'ils étaient équipés de réservoirs largables, les Spitfire ne pouvaient pas se permettre de voler trop loin de la base sans risquer de manquer de carburant au-dessus de l'eau. En conséquence, lorsqu'un raid imminent a été détecté, les Spitfire ont été forcés de grimper aussi vite que possible pour tenter de se mettre dans une position favorable. Dans le climat chaud et humide qui prévalait, cela signifiait que les moteurs Merlin surchauffaient souvent avant même le début des combats. Les Spitfire étaient équipés des filtres tropicaux Vokes qui réduisaient les performances: pour tenter d'augmenter les performances, les filtres de plusieurs Spitfire ont été retirés et remplacés par la prise d'air non tropicalisée standard et les capots moteur inférieurs qui avaient été fabriqués par les ateliers de base. L'expérience s'est avérée un échec et les Spitfire ont été rapidement rééquipés des filtres tropicaux.

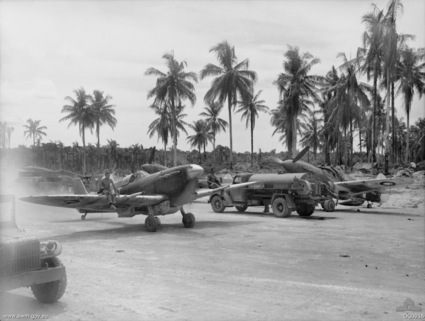
Deux Spitfire VC du No.79 Squadron RAAF et son équipage au sol en avril 1944.

De nombreux aviateurs australiens et britanniques qui ont volé dans la 1re Escadre étaient des vétérans de combat expérimentés, dont certains avaient volé sur P-40s avec la Desert Air Force en Afrique du Nord, tandis que d'autres avait fait voler des Spitfire au-dessus de l'Europe. Ils étaient habitués à pouvoir déjouer les combattants adverses et ont été choqués de découvrir que les Zéros contre lesquels ils volaient maintenant étaient capables de déjouer le Spitfire. Plusieurs Spitfire ont été perdus avant que les pilotes n'apprennent à ne pas tenter de se lancer dans un combat tournoyant avec les agiles chasseurs japonais. Malgré ces problèmes, les Spitfire ont eu un succès raisonnable et ont parfois pu toucher l'avion de reconnaissance Mitsubishi Ki-46 qui volait assez vite et assez haut pour échapper à l'interception.
Le premier des 410 Spitfire Mk VIII a commencé à remplacer les Mk Vc à partir d'octobre 1943, même si, en l'occurrence, ils devaient voir des combats air-air très limités. Au milieu de 1943, les lourdes pertes imposées à la marine japonaise lors de la campagne des îles Salomon et en Nouvelle-Guinée signifiaient que la JNAF ne pouvait pas poursuivre ses attaques contre le nord de l'Australie. D'autres unités équipées de Spitfire dans la zone du Pacifique Sud-Ouest comprenaient le No. 79e Escadron RAAF, le No. 85e Escadron RAAF, le No. 548e Escadron RAF et le No. 549e Escadron RAF.
La politique a également joué un rôle; le commandant suprême du théâtre du Pacifique Sud-Ouest Douglas MacArthur ne voulait pas que les Australiens ou tout autre non-Américain partagent son retour triomphal aux Philippines.[citation nécessaire] En conséquence parmi ceux-ci, les Spitfire V et VIII de la RAAF ont été de plus en plus utilisés dans le rôle de chasseurs-bombardiers dans les opérations de nettoyage contre les grandes poches de forces japonaises encore présentes en Nouvelle-Guinée, et certaines unités basées en Australie n'ont pas pu voir de combat du tout. Les pilotes australiens considéraient la situation comme intolérable et y voyaient un gaspillage d'efforts et de vies, d'autant plus que beaucoup d'entre eux étaient expérimentés et endurcis au combat. À la fin de la guerre du Pacifique le No. 80e Escadre RAAF était basé sur l'île Morotai de l'archipel des Moluques assistant les troupes terrestres australiennes à Bornéo. C'est ici que la Mutinerie de Morotai a eu lieu en avril 1945.

#### Inde-Birmanie

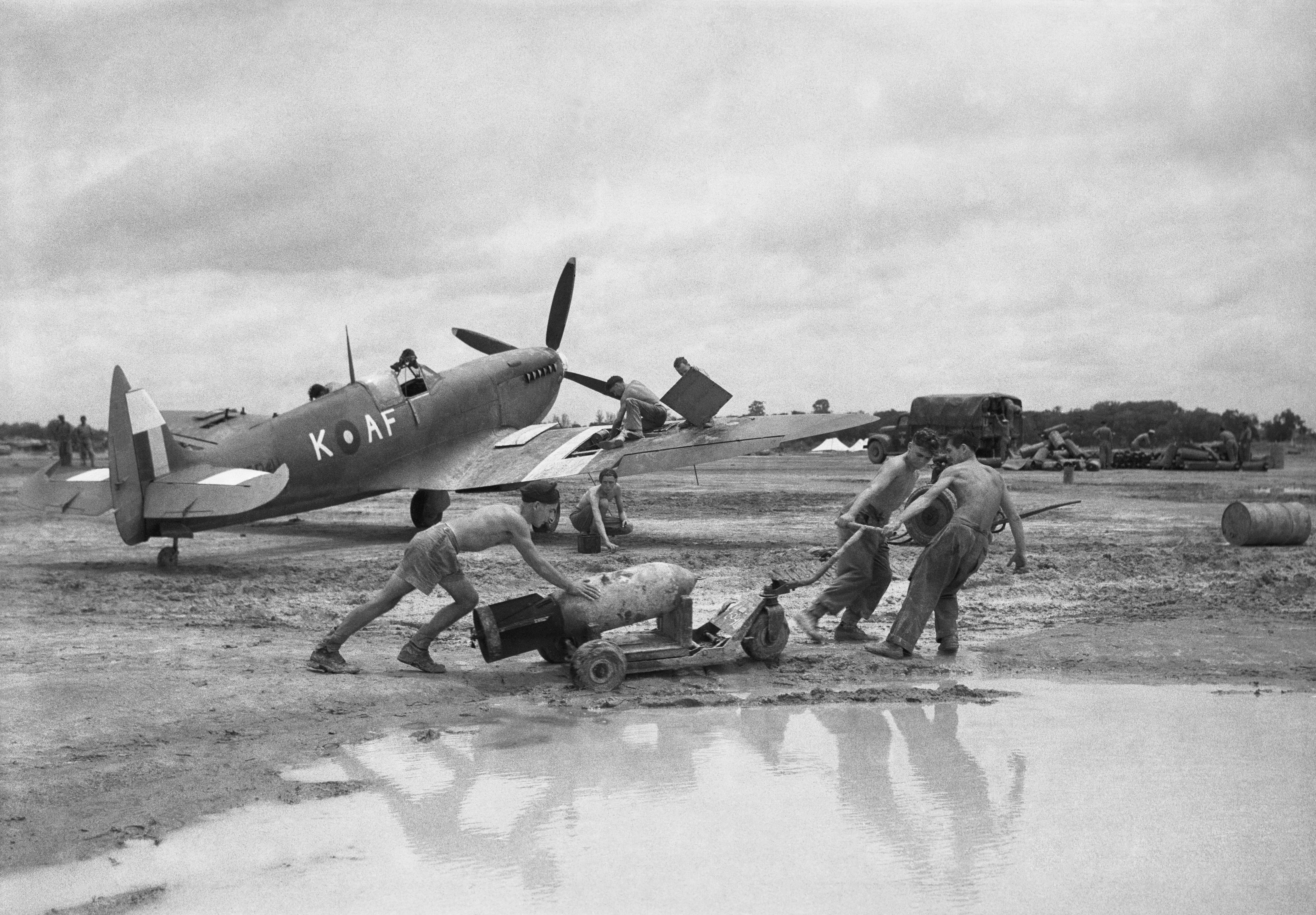
Un Spitfire Mk. VIII de No. 607 Squadron RAF en préparation pour une sortie à Mingaladon Airfield en Birmanie en août 1945.

Dans le théâtre d'Asie du Sud-Est, les premiers Spitfire Vcs atteignirent trois escadrons sur le front indo-birman en novembre 1943. Les pilotes de Spitfire rencontrèrent des Japonais pour la première fois le jour du Boxing Day, 1943. Une paire de Spitfire pilotés par le Flying Officer Geoffrey William Andrews et le Flight Sergeant Harry B. Chatfield ont attaqué une formation d'avions japonais au-dessus de Chittagong. Andrews a détruit un chasseur et un bombardier, en endommageant un second, tandis que Chatfield en a abattu deux autres. Le dernier jour de 1943, les Spitfire de la Royal Australian Air Force détruisirent onze bombardiers japonais et trois chasseurs. Churchill a félicité l'escadron australien pour son "brillant exploit".
Ces appareils furent remplacés par les premiers Mk VIII, à partir de février 1944. Fin février, ils jouèrent un rôle majeur pour contrecarrer l'Offensive Ha-Go japonaise, une attaque destinée à isoler et détruire les divisions de l'Inde britannique dans la province d'Arakan de la Birmanie. Les Alliés avaient l'intention que les avions de transport (en particulier les C-47) larguent des ravitaillements aux formations encerclées, mais au début de l'attaque japonaise, un grand nombre d'avions de chasse japonais (IJAAF) volant depuis l'aérodrome de Akyab Island ont forcé les premières missions de ravitaillement aérien à rebrousser chemin. Trois escadrons de Spitfire opérant à partir de nouveaux aérodromes autour de Chittagong ont acquis la supériorité aérienne sur le champ de bataille après des jours de combat avec Ki-43 "Oscars" et Ki-44 "Tojos". Soixante-cinq avions japonais ont été revendiqués abattus ou endommagés pour la perte de trois Spitfire. Les Alliés ont pu parachuter des ravitaillements vers les unités avancées isolées et l'offensive japonaise a été vaincue avec de lourdes pertes.
Les Spitfire ont permis aux Alliés d'acquérir et de conserver la supériorité aérienne pendant les batailles de Kohima et de l'Imphal du début au milieu de l'année 1944, au cours desquelles les Japonais ont tenté de détruire la 14e armée et d'envahir l'Inde. En 1945, lorsque les Alliés lancèrent des offensives en Birmanie, les Japonais furent incapables de défier leur suprématie aérienne. Les Spitfire ont pris part à la dernière grande bataille rangée de la guerre impliquant les alliés occidentaux : les MKVIII armés de bombes de 500 livres ont aidé à détruire une tentative japonaise d'évasion du coude de la Sittang en juillet et début août 1945.

### Opération Overlord et occupation de l'Allemagne

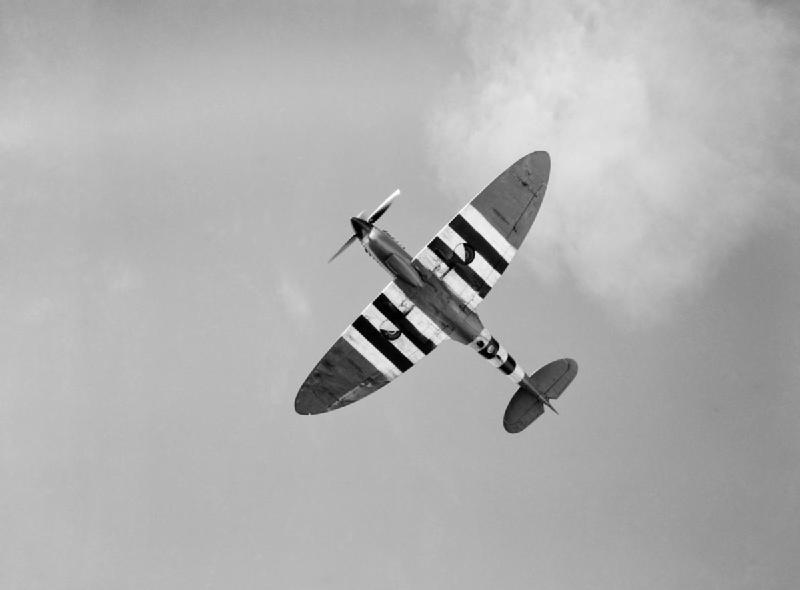
Spitfire PR Mark XI (s/n PL775 A) de reconnaissance photographique du No. 541 Squadron RAF basé à Benson en juillet 1944.

En 1943, le Fighter Command a été scindé en « Air Defence of Great Britain » (ADGB), l'ancien nom du Fighter Command, pour défendre la Grande-Bretagne et la « Second Tactical Air Force » pour soutenir forces terrestres après l'invasion de l'Europe. La même année, le groupe No. 14 de la RAF (créé le 26 juin 1940) a été dissous le 15 juillet. En 1944, l'ADGB a fait le plus grand effort de son histoire pendant l'opération Overlord, l'invasion de la France qui a commencé le 6 juin 1944. Les unités de chasse de la RAF et des Alliés ont réprimé la maigre opposition aérienne allemande et ont soutenu les forces terrestres en mitraillant les positions et les moyens de transport allemands. Plus tard dans l'année, le test final de l'ADGB (rebaptisé Fighter Command en octobre 1944) est réalisé dans la guerre qui eut lieu contre la bombe volante V-1 pendant l'opération Crossbow. Les chasseurs de la RAF ont également effectué des opérations d'intrusion nocturne à longue portée contre des aérodromes et des avions allemands (par exemple, au décollage / atterrissage) au moment où les chasseurs de nuit de la Luftwaffe étaient contre le RAF Bomber Command[réf. incomplète].
En janvier 1945, le commandement comprenait les groupes 10, 11, 12 et 13, plus le Groupe 38 (Forces aéroportées), le Groupe 60, et le Groupe 70 (entrainement). Le Groupe 10 a été dissous le 2 mai 1945 et le Groupe 70 le 17 juillet 1945. En 1946, le Group 60 a été fusionné avec Groupe 26 pour devenir le Group 90 (Signals) et transféré au Transport Command / British Air Force of Occupation. De 1939 à 1945, le Fighter Command a perdu 3 690 tués, 1 215 blessés et 601 prisonniers de guerre ; 4 790 avions ont été perdus.

### Pour les autres pays
Après la Seconde Guerre mondiale, dans les années 1960, le Spitfire est resté en service dans beaucoup d'armées de l'air autour du monde, par exemple, dans celles de l'Égypte, de l'Irlande, d'Israël, de la Syrie, du Danemark et aussi de la Turquie.
- Australie[91],[92]
- Belgique
- Birmanie
- Canada
- Tchécoslovaquie
- Danemark
- Égypte
- France
- France libre
- Grèce
- Hong Kong[93]
- Inde
- Raj britannique
- Indonésie
- Irlande
- Israël
- Royaume d'Italie
- Italie
- Pays-Bas
- Nouvelle-Zélande
- Norvège
- Pakistan
- Pologne
- Portugal
- Rhodésie du Sud
- Afrique du Sud
- Union soviétique
- Suède
- Syrie
- Thaïlande
- Turquie
- Royaume-Uni
- Etats-Unis
- Yougoslavie

#### URSS

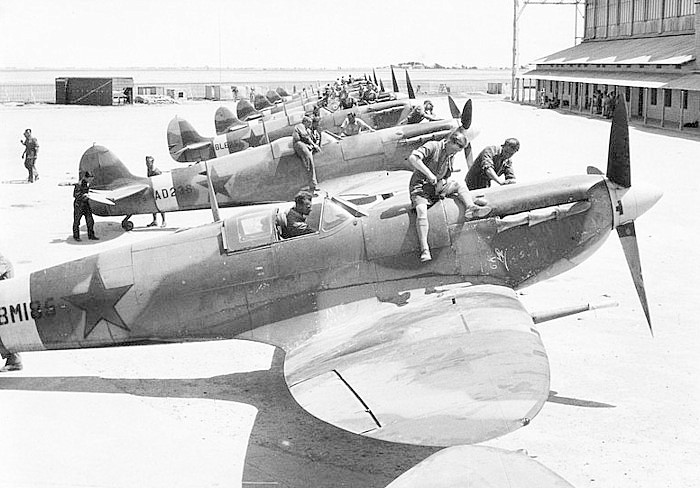
Spitfire Vbs ex-RAF en cours de préparation pour la livraison à l'URSS à Abadan, Iran au début de 1943. Les deux Spitfire au premier plan avaient déjà connu longuement les opérations au sein de la RAF.

Début octobre 1942, Josef V. Staline écrivit à Sir Winston Churchill, demandant la livraison urgente de "Spitfire". Churchill a accepté d'envoyer un lot de 150 chasseurs Supermarine, ainsi que des pièces de rechange, ce qui équivalait à 50 avions supplémentaires. Les livraisons de Spitfire VB à l'URSS ont commencé au printemps 1943. Il s'agissait de la première exportation officielle de Spitfire. La plupart de ces Mk Vb avaient déjà été en service dans la RAF. L'une des premières unités à recevoir le Spitfire fut le 36th Fighter Aviation Regiment, qui faisait partie des Forces aériennes soviétiques. Les pilotes soviétiques ont été très déçus par les performances du Spitfire V ; ils préféraient et utilisaient mieux le Bell P-39 Airacobra.
Selon le lieutenant principal Anatoli Ivanov, « Nous savions qu'à l'époque les Anglais avaient un meilleur chasseur, le Spitfire IX, et qu'il était bon. Les avions que nos Alliés nous avaient présentés étaient cependant d'une version beaucoup plus ancienne […] et ces Spitfire avaient pris quelques coups avant d'être réparés et transférés chez nous […] Sa vitesse n'était pas beaucoup plus grande que celle du I-16 […] Les chasseurs soviétiques conçus par Lavochkin et Yakovlev avaient des performances nettement meilleures ».
Dans la « presse ouverte » soviétique, la tendance de l'époque était que les articles fabriqués à l'étranger ne devaient jamais être présentés comme meilleurs que les produits fabriqués à la maison.
Mais généralement, les pilotes soviétiques s'accordaient à dire que le Spitfire Mk VB était facile à piloter et qu'il constituait un magnifique compromis entre maniabilité et stabilité. À cet égard, le chasseur britannique était supérieur au Yak-1, sans parler du LaGG-3 et du MiG-3. D'autres chasseurs pourraient cependant surpasser le chasseur britannique, un plongeon pour se détacher en cas d'attaque - une tactique qui fonctionnait bien avec d'autres types d'avions - pouvait être fatale sur le Spitfire, car il prenait lentement de la vitesse en raison de l'aile basse. L'armement était supérieur à celui de n'importe quel chasseur soviétique et n'a été dépassé que plus tard par celui du Yak-9T. Il est clair que les problèmes rencontrés ont été acceptés car l'URSS ne s'est pas opposée à recevoir plus de Spitfire et que 1183 MkIX ont été reçus.
Cependant, le Spitfire avait de sérieux défauts pour les conditions difficiles des opérations soviétiques. En raison de sa voie étroite, le train d'atterrissage était mal adapté aux aérodromes en herbe soviétiques. L'avion pourrait commencer à se balancer dangereusement en roulant sur un sol accidenté, et le bout de l'aile pourrait facilement toucher le sol. De plus, le Spitfire avait un centre de gravité positionné bien en avant et pouvait facilement se basculer sur le nez lors de manœuvres sur un sol meuble ou accidenté; le manuel de vol interdit expressément de rouler dans de telles conditions sans un homme assis à califourchon sur la queue pour l'équilibre. De plus, les canons largement espacés sur les ailes se sont révélés peu familiers aux pilotes soviétiques, car sur les chasseurs soviétiques, l'armement était généralement regroupé autour du moteur. Compte tenu de cela et des tactiques soviétiques, ceux qui ont volé au combat avec le Spitfire ont constaté qu'il n'était pas facile d'atteindre la cible à courte distance ou lors de manœuvres violentes dans un combat aérien.
Les principaux problèmes d'opération étaient que les pilotes soviétiques et les artilleurs anti-aériens confondaient à plusieurs reprises la silhouette du Spitfire avec celle des Bf 109 allemands, la configuration carrée du bout d'aile du Mk. IX Spitfire n'a pas aidé. En 1943, les Forces aériennes soviétiques étaient rééquipées de Lavotchkine La-5, Yakovlev Yak-1 et Yak-9 qui étaient extrêmement bons chasseurs de basse à moyenne altitude et, avec leur construction robuste et leurs trains d'atterrissage à voie large, étaient bien adaptés pour opérer à partir des aérodromes de fortune de première ligne. Néanmoins le Spitfire IX est devenu irremplaçable dans un rôle d'intercepteur à haute altitude de défense aérienne.
Pour autant que l'on puisse le déterminer, le nombre total de Spitfire livrés est le suivant :
- Vb : = 143
- PR IV : = 9 (nombre non confirmé)
- LF IX : = 1183
- HF XI : = 2
- LF XVI : = 9[100]

#### France

##### Essai du Spitfire Mk I en 1939
En septembre 1938, deux pilotes de l'armée de l'air française furent autorisés à piloter un Spitfire Mk.I après que la France eut officiellement manifesté son intérêt pour l'achat d'une licence de fabrication. Le ministère de l'Air britannique était réticent à abandonner l'un de ses Spitfire, mais il a finalement accepté de fournir trois exemplaires à l'armée de l'air française. Cela a ensuite été réduit à un seul exemplaire, et le 251e avion de production N21 a été achevé en tant que 01 pour l'armée de l'air française et a été fourni avec un moteur Merlin III de rechange. Il a effectué son vol inaugural le 25 mai 1939, se rendant en France le 18 juillet. C'était le seul Spitfire jamais construit directement pour un client à l'export, toutes les autres livraisons étant d'anciens avions de la RAF modifiés pour le service étranger.
Lorsque les forces allemandes ont envahi la France, le Spitfire 01 français était basé au centre d'essai scientifique d'Orleans-Bricy. Il est saboté pour l'empêcher de tomber aux mains de l'ennemi en juin 1940.

##### Les Spitfire de la France libre
Le 7 novembre 1941, le Groupe de chasse no 2 Île-de-France (340 Squadron RAF) est la première unité équipée de Spitfire formée dans les Forces aériennes françaises libres. D'autres d'escadrons ont été formés plus tard, dont le Groupe de chasse no 1 Alsace (341 Squadron RAF).
Les unités de l'armée de l'air française libre et française de Vichy en Afrique du Nord fusionnent en janvier 1943. Trois anciens escadrons de Vichy sont équipés de Spitfire. Finalement, sept escadrilles françaises de Spitfire combattent en Europe occidentale et en Méditerranée.

##### Les Spitfire en Indochine française
La France d'après 1945 continua à utiliser des Spitfire car les États-Unis n'était pas disposée à équiper les forces colonialistes françaises en Indochine. La France s'est donc tournée vers l'Angleterre, mieux disposée à cet égard. Le Spitfire, choisi par la force des choses, n'était pas bien adapté à la tâche qui lui était demandée, en raison de son faible rayon d'action. L'aide américaine viendra après le déclenchement de la guerre de Corée.
En septembre 1945, des forces britanniques et françaises débarquent à Saïgon. Le personnel de la 1re escadre de chasse (escadrilles I/7 et II/7) arrive à Saïgon en novembre, sans avion. Le II/7 s'installe à Saïgon avec douze Spitfire Mk VIII prêtés par les Anglais et le I/7, à Phnom Penh, s'équipe des Ki-43 laissés sur place par l'armée japonaise. Les deux groupes sont équipés en mars 1946 avec un renfort de quarante-huit Spitfire IX acheminés par un bateau britannique. Les deux groupes sont relevés par la 2e escadre (I/2 Cigognes et III/2 Alsace) pendant l'été 1946.
Le 17 août 1947, la 4e escadre (I/4 Dauphiné et II/4 La Fayette) relève la 2e Escadre. Les deux groupes restent en Indochine jusqu'au mois d'octobre 1948. À partir d'août 1948, la 3e escadre (I/3 Navarre et II/3 Champagne) relève la 4e escadre. C'est la dernière force importante à utiliser le Spitfire. En septembre 1949, le I/3 reçoit des P-63 et le II/3 récupère tous les Spitfire restants. Ce dernier groupe est relevé par le groupe de chasse I/6 Corse. C'est lui qui achève l'histoire des Spitfire en Indochine, avant sa transformation sur F6F-5 Hellcat américains plus robustes, en décembre 1950.
Le 1er janvier 1951, il reste seulement douze Spitfire en Indochine. Six en bon état sont envoyés à l'école de chasse de Meknès et les six autres sont ferraillés sur place.
L'aéronautique navale française disposa également de deux flottilles équipées de Seafire MkIII sur les porte-avions Dixmude et Arromanches, la 1F à partir de 1946, et la Flottille 12F reformé en 1948. Ils restent en ligne jusqu'à l'arrivée en 1950 de 139 F6F-5 et F6F-5N Hellcat américains d'occasion nettement supérieurs. L'Aéronautique Navale reçu en tout 179 Mk.III, une grande part pour servir de pièces de rechange, entre 1945 et 1946, ils sont interdits d'appontage début 1949. 15 Mk.XV sont livrés les 17, 24 et 28 juin 1949 pour un remplacement d'urgence, ils sont eux-mêmes interdit d'appontage le 13 mars 1950, les derniers étant rayés des inventaires en 1951.

#### Luftwaffe allemande
La Luftwaffe a utilisé des Spitfire capturés pendant la Seconde Guerre mondiale soit pour les essayer soit pour des tâches d'entraînement. Le Spitfire, dans de nombreuses versions, était présent dans la Luftwaffe, constituant la plus grande flotte d'avions capturés en Allemagne. Tous ces Spitfire étaient récupérés, si possible, après un atterrissage forcé et démantelés pour les pièces de rechange pour les quelques avions pilotables ou envoyés dans des dépôts aériens (beaucoup presque intacts). Son utilisation au combat n'est pas enregistrée.
L'as allemand Heinz Bäer a déclaré : « Bien sûr, la qualité du Spitfire n'a pas besoin d'être longuement démontrée. Ils m'ont abattu une fois et m'ont causé au moins six atterrissages forcés ». Son compagnon, l'as Gunther Rall, qui a piloté des versions capturées de pratiquement tous les meilleurs chasseurs alliés, a déclaré qu'il préférait le Spitfire. C'était un sentiment courant parmi les pilotes de chasse de la Luftwaffe, qui considéraient le Spitfire comme leur ennemi le plus dangereux. Certains de ces avions ont été utilisés dans le soi-disant Zirkus Rosarius - 2.Staffel Versuchsverband Oberkommando der Luftwaffe. Les avions de cette unité étaient utilisés pour l'entraînement au combat et pour développer de nouvelles techniques de combat aérien. Les Spitfire utilisés dans le Zirkus Rosarius étaient équipés des radios allemandes FuG7 ou FuG7a pour une meilleure communication entre l'instructeur et l'élève. Au moins un Spitfire MK V a été re-motorisé avec un moteur Daimler-Benz DB-601 à l'automne 1942.
Les Allemands ont capturé de nombreux Spitfire qui pouvaient voler après quelques réparations. Dans les cas suivants, il est documenté que les avions suivants ont été utilisés par la Luftwaffe :
- Spitfire Mk IA, X4260, du No. 603 squadron a été abattu le 16 mai 1940 au sud de Calais, il a ensuite été testé par Fritz Wendel.
- Spitfire PR IB, P9331. Le 7 juin 1940 est contraint d'atterrir sur l'aérodrome de Reims/Champagne lors d'une mission avortée pour photographier la voie ferrée à Maastricht-Liège. C'était le premier PR Spitfire capturé.
- Spitfire Mk IA, N3277, du No.234 Sqn débarqué de force près de Cherbourg le 15 août 1940. Il fut réparé, et testé à Rechlin, marqué 5+2. Plus tard, il a été testé par des unités de chasse de la Luftwaffe en France, avec le JG.26 à Orléans-Bricy, en mars 1943.
- Spitfire Mk IA, P9317, du No.222 Sqn débarqué de force à l'aérodrome du Touquet le 1er juin 1940. Il a été piloté comme "G-X" dans un film de propagande, basé à Kolberg.
- Spitfire PR IA, P9331, du No.212 Sqn, a atterri de force près de Reims le 7 juin 1940. Il a été réparé et envoyé à Rechlin, marqué 2+ I.
- Spitfire Mk IA, K9791, n'est pas revenu d'une sortie au-dessus de la Ruhr le 17 août 1940. Le Spitfire capturé a été exposé avec d'autres équipements alliés à l'exposition Victory in the West à Vienne vers la fin de 1940.
- Spitfire Mk IA, X4260, du No. 603 Sqn débarque de force près de Calais le 6 septembre 1940. Il est réparé et testé par le 2/JG.54. plus tard volé à l'usine Messerschmitt et marqué 4 + 5.
- Spitfire PR IIIC, X4385, du No.l PRU a atterri de force à l'aérodrome de Deelen, aux Pays-Bas, le 22 septembre 1941. Il a été réparé et transporté par avion à Rechlin.
- Spitfire Mk IA, marqué 5+2, a été utilisé pour des essais de vol de comparaison contre les Bf 109 et Fw 190 du 5/JG.2 en octobre 1942. Un autre Spitfire a été utilisé par le 5/JG.2 en avril 1943, marqué 3+9 .
- Spitfire Mk Vb, EN830, du No.131 Sqn a atterri de force sur l'île de Jersey le 18 novembre 1942. Il a été transporté par avion à l'usine de Messerschmitt où un système électrique de 24 volts et un moteur DB605A ont été installés. Il était marqué CJ+ZY. L'avion a effectué des essais de comparaison avec un Bf 109G en 1943. Plus tard, un moteur DB601A a été installé[106].
- Spitfire PR XI, EN685, du No.542 Sqn débarqué de force le 13 mai 1944 en Allemagne. Il a été réparé et rejoint Zirkus Rosarius, marqué T9+EK.
- Spitfire LF IXC, MK698, du No.412 Sqn débarque de force près de Wachtendonk (Krefeld) le 5 décembre 1944. Il rejoint le Zirkus Rosarius.
- Spitfire PR XI MB945, T9+BB. En service avec Versuchsverband Ob.d.L.[107],[108]

### Avions encore en état de vol

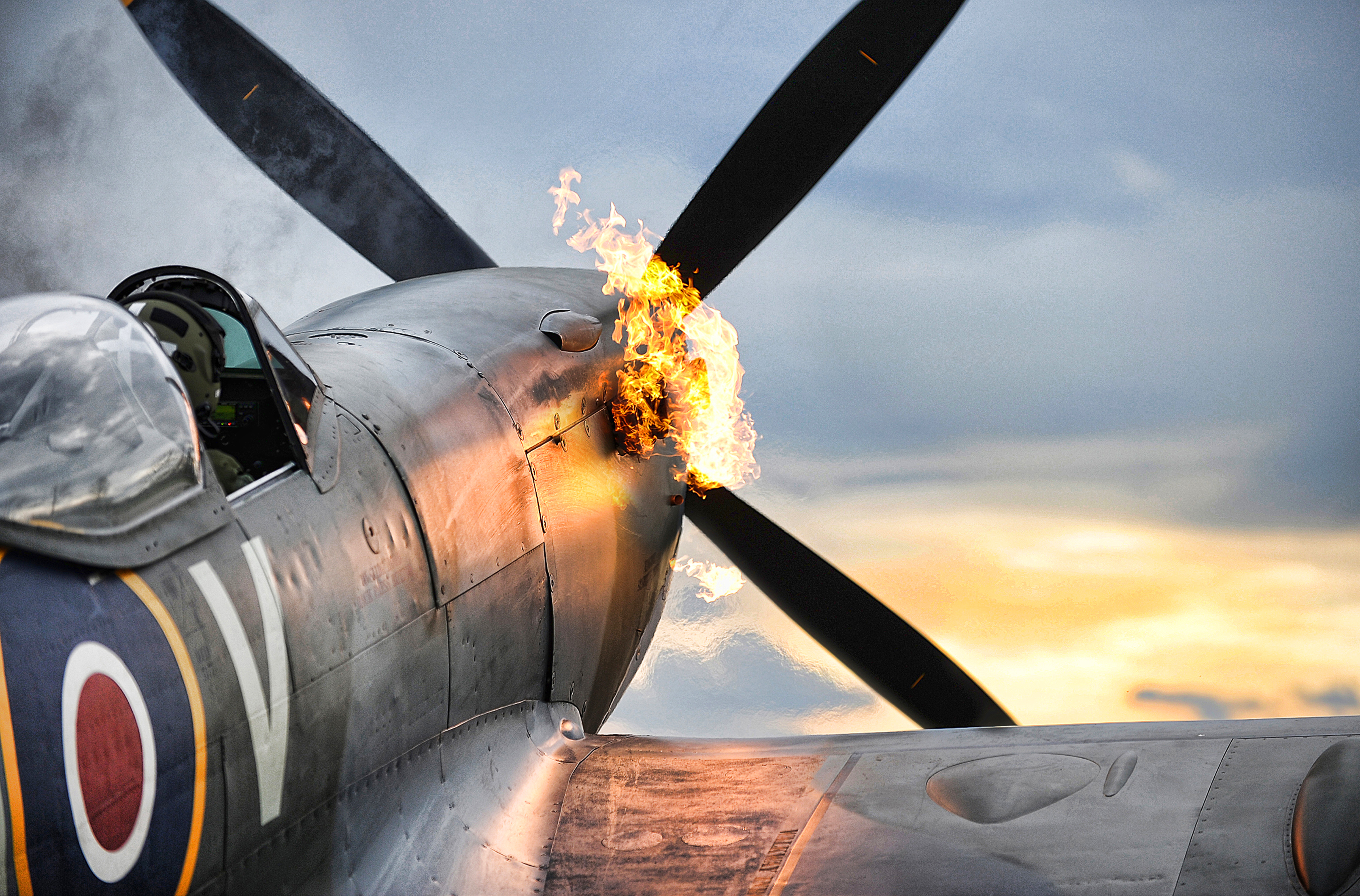
Un Spitfire du ' de la Royal Air Force fait un hot start, 2013.

Beaucoup de Spitfire et quelques Seafire restent en état de navigabilité parfait et beaucoup de musées consacrés à l'aviation essaient d'avoir des exemplaires volants de ce chasseur. La RAF en maintient quelques-uns en état pour les grandes cérémonies comme les anniversaires de la Bataille d'Angleterre (en anglais : Battle of Britain) à RAF Coningsby dans la région du Lincolnshire. Environ cinquante Spitfire et Seafire sont en état de vol et vingt autres en cours de restauration[Quand ?].

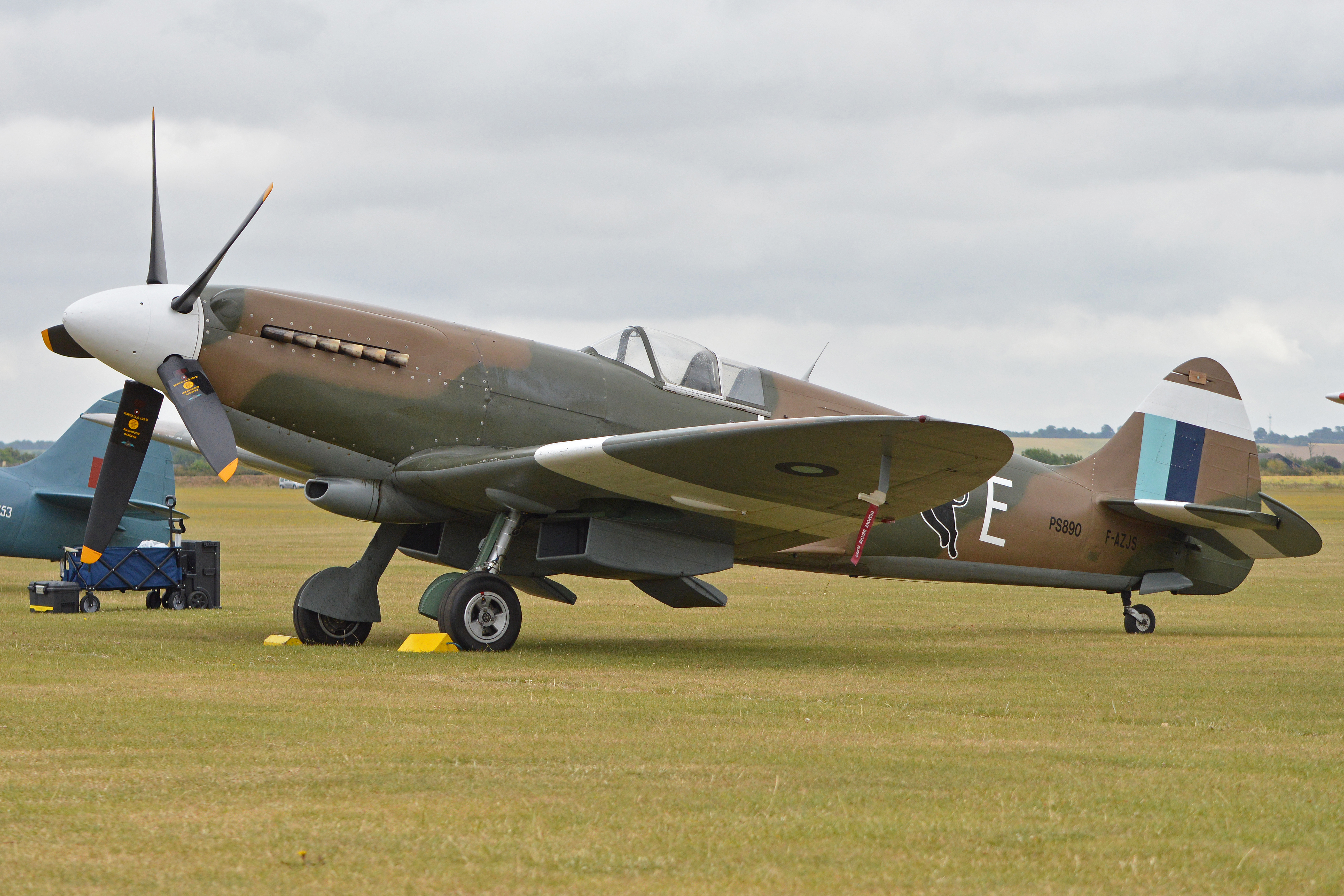
Supermarine Spitfire PR.XIX ‘PS890' (F-AZJS) en 2015.

L'unique Spitfire PR XIX en état de vol (immatriculé PS 890) stationne à Dijon (France). Il avait été livré à la RAF en avril 1945 et reversé à la Royal Thai Air Force avec le code U14-26/97 en 1951 puis retiré du service en 1952. Acheté par Steve Hinton (en), il a été restauré avec un moteur d'Avro Shackleton, une version du Rolls-Royce Griffon 58 utilisée avec un doublet d'hélices contra-rotatives pour le record du « Fastest propeller-driven aircraft (en) ». Ce moteur remplaçait le RR Griffon 66 d'origine. Il vole à Chino en 2002 parmi les avions du Planes of Fame Museum, immatriculé N219AM. Revendu à Christophe Jacquard, il est immatriculé F-AZJS en France en 2005. Cet avion a participé au Melun Air Show 2008 dans le cadre du Top flying Tour. Au cours de l'hiver 2008-2009, ce Spitfire a été remis dans sa configuration d'origine, avec un moteur Griffon 66 et une hélice unique à cinq pales. Il a été accidenté lors d'un meeting aérien à l'Aérodrome de Longuyon - Villette en juin 2017. Envoyé en Grande-Bretagne pour y être réparé et remis en état de vol, l'avion fait son premier vol post-réparations à Duxford le 6 août 2020,.
Le Spitfire FR Mk. XIVe RM927 est en état de vol, il a été construit en novembre 1944 et livré à la RAF en janvier 1945, affecté au No. 430e Squadron ARC sous le nom de G9-X. Après avoir été touché par la flak et entreposé pendant quelques années, il est vendu à l'armée de l'air belge en 1947 sous le nom de SG-25, codé 3R-D, avant d'être décapé et codé IQ-W. En 1957, l'avion est vendu à un ferrailleur, puis finalement exposé à côté du NH904 (volant aux États-Unis) sans ses ailes. Il est passé par plusieurs propriétaires aux États-Unis et au Royaume-Uni, avant d'être livré à Airframe Assemblies pour une reconstruction en 2005. La reconstruction du fuselage a été achevée en 2009 et a obtenu l'enregistrement G-JNMA. Après un temps de garage, l'avion a été vendu à la W Air Collection en France fin 2020, avec l'immatriculation changée en G-SXIV et déplacée à Sywell pour terminer la restauration, qui s'est achevée en 2022. Le Spitfire restauré a effectué son premier vol le 5 juillet 2022 au départ de Sywell et s'est envolé pour La Ferté-Alais en France un mois plus tard.

## Variantes

### Pour comprendre le tableau

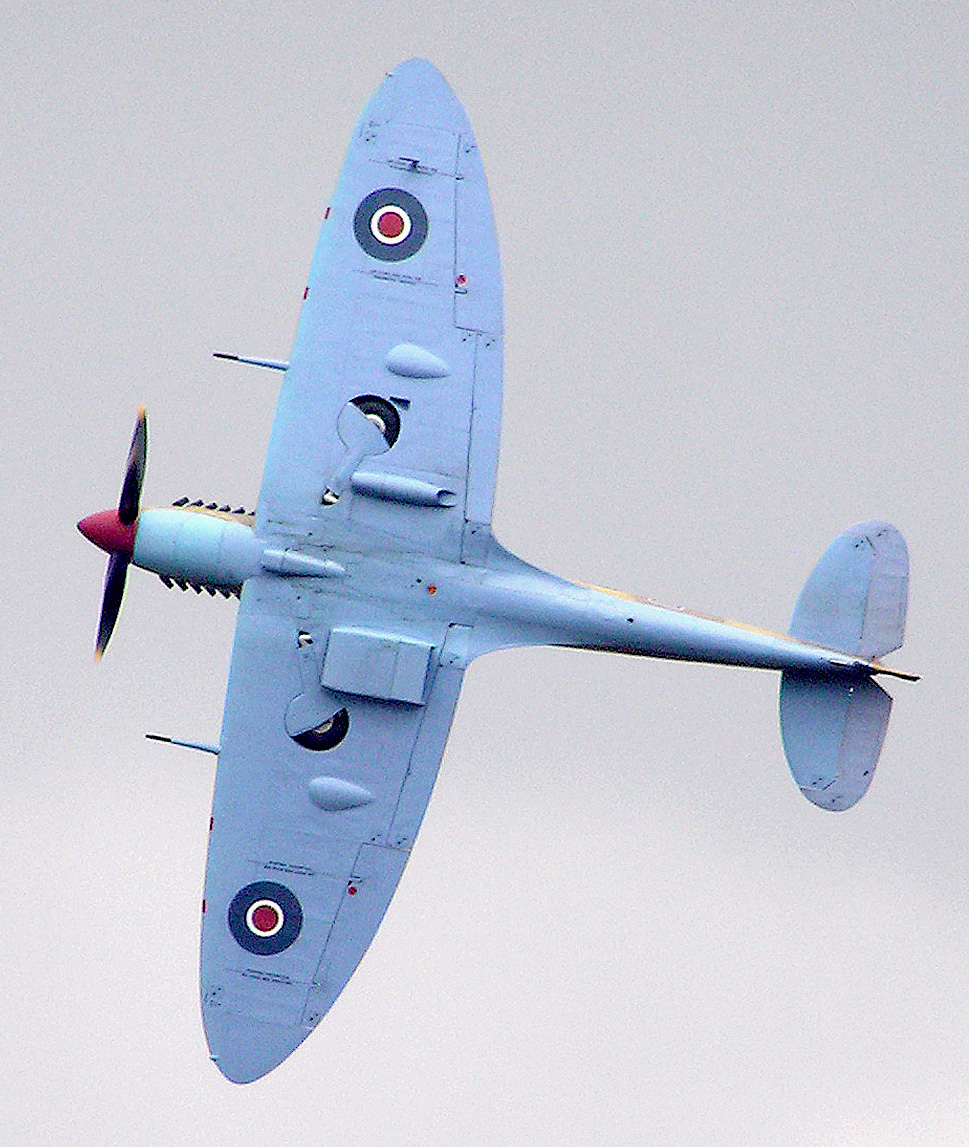
Spitfire Mk IXc vu de dessous.

- L'appareil fut équipé de six ailes différentes :
  - Type a : 4 mitrailleuses Browning calibre.303 (0,303 pouce=7,7 mm) avec 300 cartouches par arme dans chaque aile.
  - Type b : 1 canon Hispano de 20 mm et 2 mitrailleuses Browning dans chaque aile.
  - Type c : aile dite « universelle » introduite à partir du Spitfire Mk V, armement modulable suivant les conditions : pour chaque aile, emplacement pour 2 mitrailleuses Browning.303 et pour 2 canons Hispano de 20 mm ; en général la configuration 2 mitrailleuses et 1 canon dans chaque aile était la plus utilisée mais parfois il y eut les deux canons montés sans les mitrailleuses. De plus, on pouvait monter une bombe de 500 lbs (environ 250 kg) sous chaque aile.
  - Type d : peut-être l'aile sans armement qui équipait les versions reconnaissance photo.
  - Type e : par aile : 1 canon Hispano de 20 mm et 1 mitrailleuse Browning calibre.50 (0,50 pouce=12,7 mm). Ce type d'aile a été introduit à partir du Mk IX.
  - Les Spitfire de dernière génération comme les Mk XXI / XXII et XXIV avaient une aile avec 2 canons Hispano de 20 mm (soit quatre canons au total) et le 24 pouvait aussi emporter quatre roquettes sous chaque aile (les chiffres romains sont remplacés après la guerre par des chiffres arabes = Spitfire 21 / 22 / 24).
- Il y avait aussi trois formats d'aile disponibles pour les Spitfire selon l'utilisation : Standard Wing tip pour aile standard, Clipped Wing tip pour les ailes aux saumons démontés, spécifiques aux exemplaires destinés à la chasse à basse altitude, Extended Wing tip pour les ailes dotées de saumons allongés et plus pointus, pour les chasseurs haute altitude.

Les lettres F HF ou LF correspondent à un type de moteur optimisé pour les altitudes décrites par les initiales : (F Fighter) ; (Low altitude Fighter = chasseur basse altitude) ; (High altitude Fighter=chasseur haute altitude).
Il y a eu aussi des Spitfire non armés, les modèles PR (photographic reconnaissance), notamment les PR-I, PR-IV, PR-X, PR-XI et PR-XIX

### Tableau des versions
| Spitfire I    | premier modèle mis en service en août 1938 avec un moteur Merlin III de 1 040 ch (768 kW) à 3000 rpm refroidi par eau, une hélice tripale métallique à pas variable et 8 mitrailleuses Browning de 7,7 mm (au début, seulement 4 mitrailleuses, en raison de la pénurie) ou 2 canons de 20 mm et 4 mitrailleuses de 7,7 mm (1 566 exemplaires construits) | Spitfire XVIII     | dernière version équipée du Griffon à compresseur à deux étages ; aile F ; armement E ; verrière en goutte d'eau ; capacité de carburant plus importante ; appelé FR XVIII (pour FR 18 ans après 1945) équipé d'un appareil photographique monté dans le fuselage (300 exemplaires) |
| Spitfire II   | appareil assemblé à partir de juin 1940 à Castle Bromwich (en) (nombre d'exemplaires construits : 750 IIA à 8 mitrailleuses de 7,7 mm et 170 IIB à 2 canons de 20 mm et 4 mitrailleuses de 7,7 mm). Doté d'un moteur Merlin XII de 1 175 ch (876 kW) à 3000 rpm refroidi par un mélange 30/70% glycol/eau pressurisé (mis en service en septembre 1939) . | Spitfire XIX       | version PR haute altitude démunie d'armement, basée sur la cellule du XIVc ; moteur Griffon à compresseur à deux étages ; la plupart pressurisés (255 exemplaires). Le PR 19 réalise la dernière mission de guerre du Spitfire en 1954 lors des combats contre l'insurrection communiste en Malaisie.                                                                                            |
| Spitfire III  | prototype expérimental (1 seul exemplaire) équipé du Merlin XX de 1 300 ch, puis désignation attribuée aux 17 spitfires version PR de reconnaissance photographique non armé équipé du moteur Merlin XII avec arbre d'hélice Havilland/Rotol à trois pales                                                                                                | Spitfire XX        | prototype unique, construit à partir d'un Mk IV et d'un prototype du Mk XII |
| Spitfire IV   | prototype équipé du moteur Griffon, puis désignation attribuée aux 229 appareils de reconnaissance extrapolés du Mk V | Spitfire 21        | cellule révisée mais gardant la verrière en bulle (alors que la goutte d'eau était déjà employée pour les XIVe, XVIe et tous les XVIII) ; aile nouvelle ne présentant plus la forme elliptique habituelle ; généralement moteur Griffon 61 ou 64 avec hélice à cinq pales ; 4 canons de 20 mm (122 exemplaires). L'importance des changements fit envisager un nouveau nom pour l'avion, Victor. |
| Spitfire V    | cellule renforcée pour recevoir le Merlin 45 de 1 460 ch (1 074 kW ou le Merlin 50 de 1 490 ch (1 097 kW) (nombre d'exemplaires construits : 94 Mk VA, 3 923 Mk VB et 2 447 Mk VC) | Spitfire 22        | très semblable au Spitfire 21 mais reçoit une verrière en goutte d'eau, également installée sur le Mk 24 ; quelques appareils avec le Griffon 85 de 2 400 ch (1 772 kW) et hélice contrarotative (278 exemplaires) |
| Spitfire VI   | intercepteur à haute altitude, moteur Merlin 47 de 1 435 ch (1 056 kW) ; habitacle pressurisé et envergure 12,24 m avec ailes pointues (100 exemplaires) | Spitfire 24        | modifications mineures, capacité à emporter 4 roquettes ; empennage arrière du Spiteful ; canons du Mk V (54 exemplaires) (790 km/h) (meilleur avion de la guerre) |
| Spitfire VII  | intercepteur à haute altitude ; moteur Merlin 61, 64 ou 71 à compresseur à deux étages ; cabine pressurisée ; roulette de queue rétractable et souvent gouverne pointue et plus large (140 exemplaires) | Seafire IB         | version navale du Spitfire VB (166 exemplaires réalisés à partir de Spitfire Vb ou Vc) |
| Spitfire VIII | dernière version équipée avec un moteur Merlin 61, 63, 66 ou 70 à deux étages ; sans pressurisation ; aile HF, LF ou F (1 658 exemplaires) | Seafire IIC        | points d'attache pour catapulte de porte-avions et train renforcé ; Merlin 32 et hélice quadripale (372 exemplaires) |
| Spitfire IX   | version de transition équipée du Merlin 61, 63, 66 ou 70 monté sur la cellule du Mk V ; aile LF, F ou HF armement B, C ou E (5 665 exemplaires). Les derniers IX, construits en parallèle de versions plus évoluées (Mk XIV et XVIII), seront équipés de verrière en goutte d'eau, les rendant proches visuellement de la majorité des Mk XVI.            | Seafire III        | ailes repliables ; Merlin 55M de 1 600 ch (1 182 kW) (1 220 exemplaires) |
| Spitfire X    | version pressurisée du PR.XI ; moteur Merlin 77 (16 exemplaires construits, dont 1 avec l'aile HF) | Seafire XV         | Griffon VI de 1 675 ch (1 380 kW); radiateurs asymétriques du Spitfire XII ; généralement avec crochet ; dernières séries avec verrière en goutte d'eau (390 exemplaires) |
| Spitfire XI   | avion de reconnaissance sans armement, moteur Merlin 61, 63 ou 70 (471 exemplaires) | Seafire XVII ou 17 | fabriqué depuis le Seafire XV (232 exemplaires), tous les exemplaires ayant une verrière en goutte d'eau |
| Spitfire XII  | intercepteur à basse altitude et première version opérationnelle à moteur Griffon, Griffon II ou IV de 1 760 ch (1 294 kW), aile LF ; armement B (canons) (100 exemplaires) | Seafire 45         | cellule nouvelle du Spitfire 21 (50 exemplaires) |
| Spitfire XIII | appareil de reconnaissance à basse altitude ; cellule du Mk V équipée du Merlin 32 (hélice tripale DH, à l'inverse des derniers Spitfire) 4 mitrailleuses de 7,7 mm seulement (18 exemplaires) | Seafire 46         | semblable au Spitfire 22 ; verrière en goutte d'eau (24 exemplaires) |
| Spitfire XIV  | moteur Griffon 65 ou 66 de 2 080 ch (1 529 kW) à compresseur à deux étages ; hélice à cinq pales cellule renforcée et améliorée ; radiateurs symétriques plus profonds ; surfaces verticales élargies et verrière en goutte d'eau pour la variante XIVe ; aile F ou LF ; armement C ou E (957 exemplaires)                                                | Seafire 47         | aile repliable (généralement par système hydraulique) Griffon 87 ou 88 de 2 400 ch (1 772 kW) capacité en carburant augmentée ; fin de série FR avec appareil photographique (140 exemplaires) |
| Spitfire XVI  | Mk IX équipé du Packard-Merlin 266; aile F ou LF ; généralement, armement C ou E ; la majorité avec verrière en goutte d'eau (1 054 exemplaires) |                    | |

Dérivés : Supermarine Spiteful et Supermarine Seafang.

## Citations et anecdotes
- Le pilote allemand, Adolf Galland, répond à Hermann Göring qui lui demandait ce qu'il pouvait faire pour aider ses pilotes à gagner leurs combats contre les Britanniques pendant la bataille d'Angleterre : « Monsieur le Maréchal du Reich, donnez moi une escadrille de Spitfire » (« Herr Reichsmarschall, geben Sie mir eine Staffel Spitfire »)[115].
- Un épisode bien connu au Cameroun est celui, en novembre 1940, du Spitfire du général de Gaulle : des centaines de milliers de Camerounais de toutes les générations et de toutes les régions se cotisent, à l'invitation pressante de l'administration, pour offrir un avion au général. Alors que les impôts ne cessent d'augmenter, l'administration invente à cette occasion de nouveaux moyens de mettre à contribution les indigènes : démonstration de danses, animations sportives payantes, vente de cartons souvenir montrant le fameux Spitfire... La plupart des indigènes vident leurs poches sous l'effet de la propagande, ou par peur des représailles"[116].
- Le groupe de musique électro The Prodigy sort le titre Spitfire en 2005 en référence à cet appareil. Les paroles suivantes sont répétées de nombreuses fois : « If I was in World War 2 they'd called me Spitfire ! ». Il apparaît sur l'album Always Outnumbered, Never Outgunned.

## Hommages et apparitions notables dans les médias
De nombreux films et documentaires mettent en scène le Spitfire, dont certains sont listés dans cette rubrique.
- Spitfire (1942) est un film britannique produit et réalisé par Leslie Howard , avec Howard dans le rôle principal et David Niven jouant un personnage composite inspiré des pilotes du Trophée Schneider de 1927, 1929 et 1931, et du pilote d'essai Supermarine Jeffrey Quill. Certaines des images incluent un film tourné en 1941 de Spitfire opérationnels et de pilotes du No. 501 Squadron RAF (lettres de code SD). Howard a passé beaucoup de temps à rechercher l'histoire du développement du Spitfire pour le film[117]. Les séquences de vol acrobatique présentées dans les quinze dernières minutes du film ont été réalisées par Jeffrey Quill au début novembre 1941, aux commandes d'un Spitfire Mk II simulé pour représenter le prototype.
- Le Grand Cirque (1948) est un livre vendu à plus de trois millions d'exemplaires, adapté en film, qui raconte comment Pierre Closterman est devenu le plus grand as français de la Seconde Guerre mondiale avec 33 victoires aériennes, remportées principalement en pilotant des Spitfire.
- Tonnerre sur Malte (1953), avec Alec Guinness et Jack Hawkins, est un film de guerre en noir et blanc racontant l'histoire de la défense de Malte en 1942 lorsque les Spitfire étaient la principale défense de l'île contre les attaques aériennes[118].
- Vainqueur du ciel (1956), avec Kenneth More, raconte raconte l'histoire de Douglas Bader, soldat de l'armée de l'air britannique qui parvient à surmonter la perte de ses deux jambes, lors d'un accident de vol en 1931, pour devenir un pilote de guerre victorieux durant la Seconde Guerre mondiale[119].
- La Bataille d'Angleterre (1969), réalisé par Guy Hamilton avec Laurence Olivier, Michael Caine et Christopher Plummer , se déroule en 1940. Comprend plusieurs séquences impliquant un total de douze Spitfire volants (principalement des versions Mk IX car peu de Mk.Is étaient disponibles à l'époque)[120], ainsi qu'un certain nombre d'autres exemplaires volants d'avions britanniques et allemands de la Seconde Guerre mondiale.
- Piece of Cake (TV series) (en) (1987) avec Tom Burlinson, diffusé sur le réseau ITV en 1987. D'après le roman de Derek Robinson (en), la mini-série en six parties couvre l'époque d'avant-guerre jusqu'à la Battle of Britain Day, le 15 septembre 1940. Elle dépeint des combats aériens au-dessus des cieux de France et de Grande-Bretagne au début de la Seconde Guerre mondiale, bien que n'utilisant que cinq exemplaires volants de modèles récents de Spitfire à la place des premiers modèles Hurricanes du roman[121].
- Dark Blue World (2001), avec Ondřej Vetchý (en), est l'histoire de deux pilotes tchèques qui fuient l'Europe occupée par les nazis pour piloter des Spitfire pendant la bataille d'Angleterre. Jan Svěrák a filmé de nouvelles scènes aériennes et réutilisé des images aériennes du film de Hamilton Battle of Britain[122].

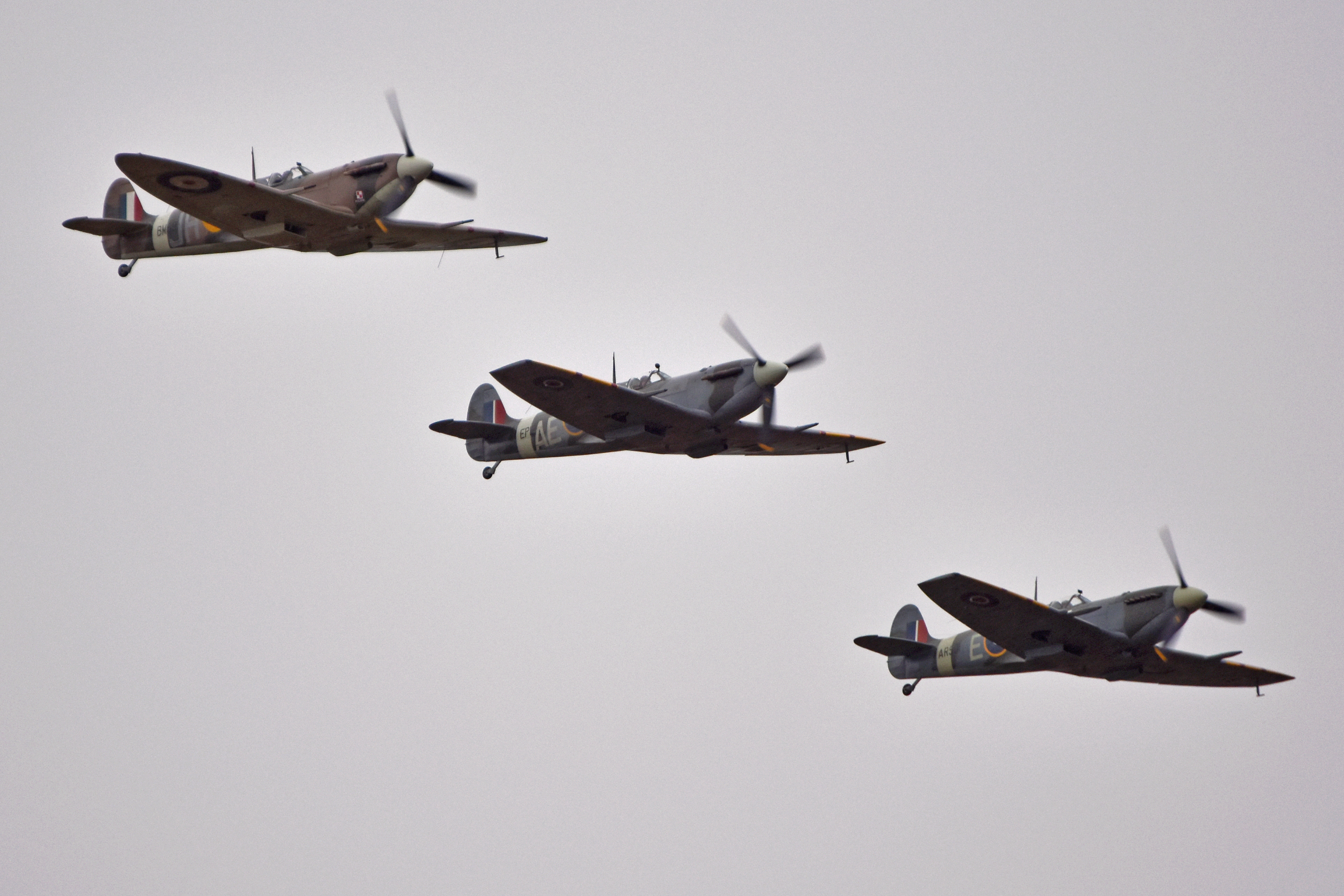
Trois des Spitfire utilisés dans le film Pearl Harbor : « BM597 », « EP120 » et « AR501 ».

- Pearl Harbor (2001) de Michael Bay, avec Ben Affleck, Josh Hartnett et Kate Beckinsale. Deux jeunes pilotes zélés et doués, Rafe McCawley et Daniel Walker décident tous deux de rejoindre la United States Army Air Corps. Rafe tombe amoureux d'Evelyn. Elle et Danny se font muter à Hawaï alors que Rafe, lui, rejoint l'Angleterre pour combattre la Luftwaffe du Troisième Reich d'Hitler, aux côtés des Britanniques dans les Eagle Squadrons. Quelques mois plus tard, au cours d'une mission, le Spitfire de Rafe est abattu au-dessus de la Manche et ce dernier est porté disparu. Ils se retrouvent juste avant l'attaque japonaise sur Hawaï le 7 décembre 1941.

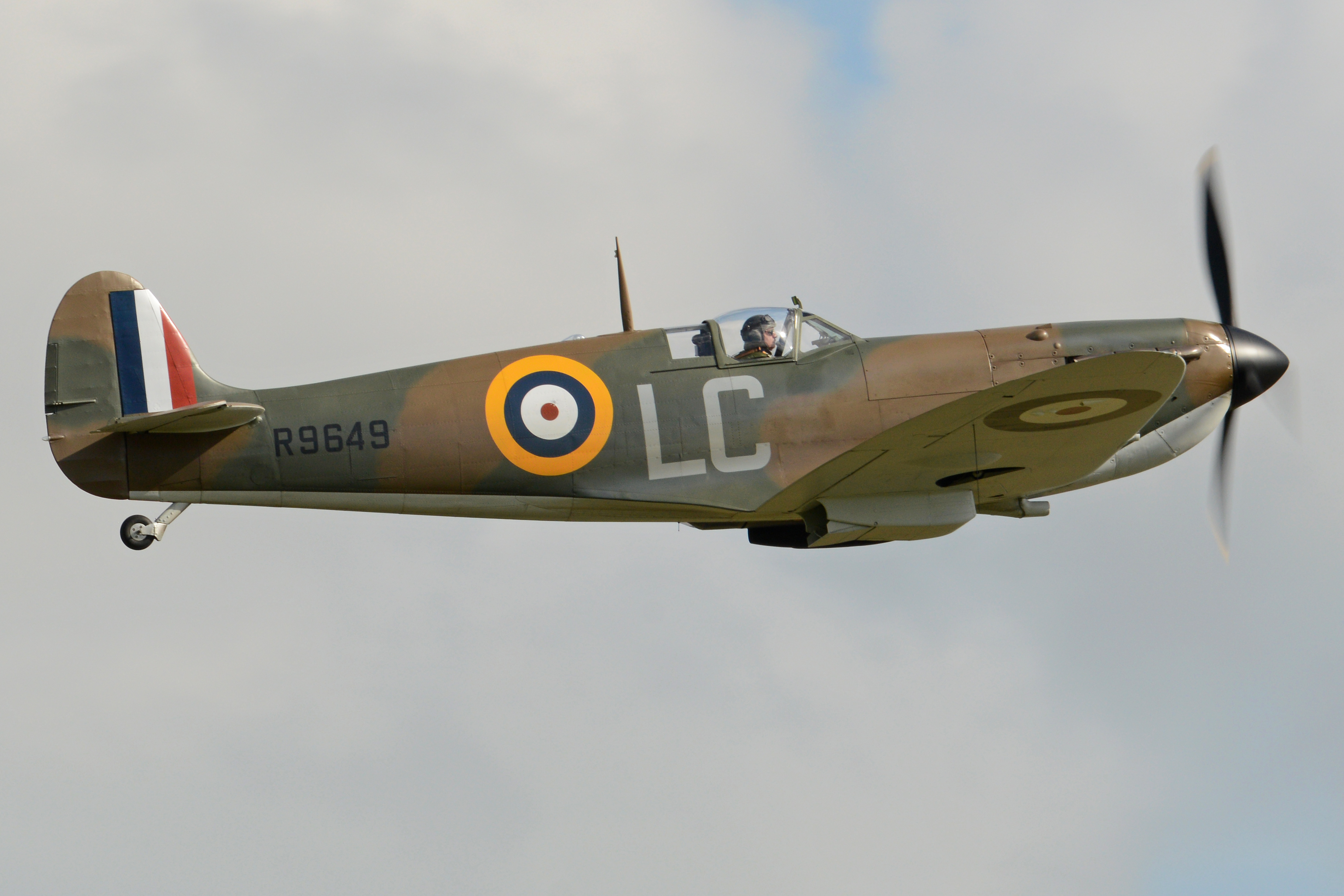
Spitfire Vb « R9649 - LC » (immatriculé G-CISV - vrai numéro de série EP122) utilisé dans le film Dunkerque de 2017.

- Guy Martin's Spitfire (2014) est un documentaire couvrant la restauration de deux ans d'un Spitfire Mark 1, le N3200, codé « QV », qui avait été enterré sous le sable pendant 46 ans après atterrissage forcé lors de l'évacuation de Dunkerque en 1940. Guy Martin raconte l'histoire de son pilote, Geoffrey D. Stephenson (en), et aide à la restauration de l'avion dans les installations de l'Aircraft Restoration Company à Duxford[123].
- Dunkerque (2017), réalisé par Christopher Nolan, met en scène trois Spitfire défendant l'évacuation des troupes britanniques et françaises de Dunkerque contre les attaques de la Luftwaffe allemande[124].
- Spitfire: The People's Plane (« Spitfire : l'avion du peuple ») (2020) est un podcast en dix parties du BBC World Service sur les efforts des personnes qui ont construit l'avion[125].

## Galerie

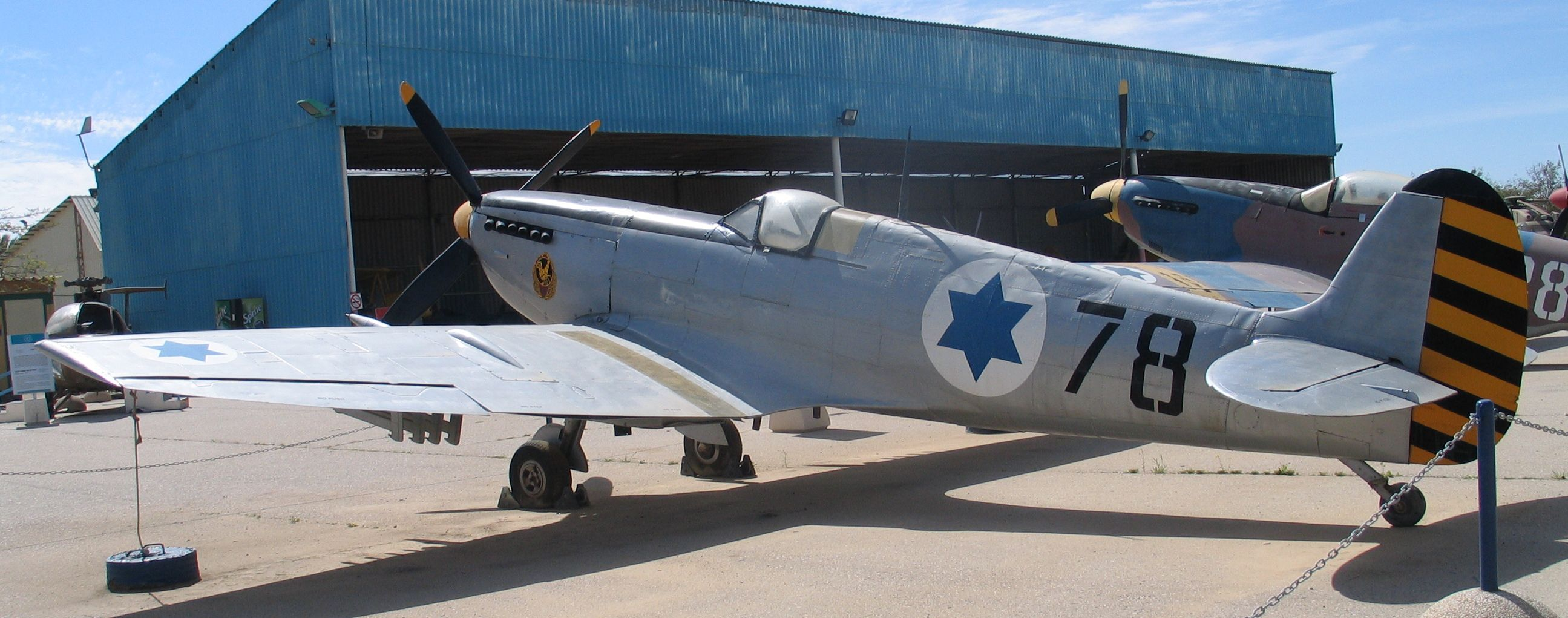
Un Spitfire Mk IX israélien.
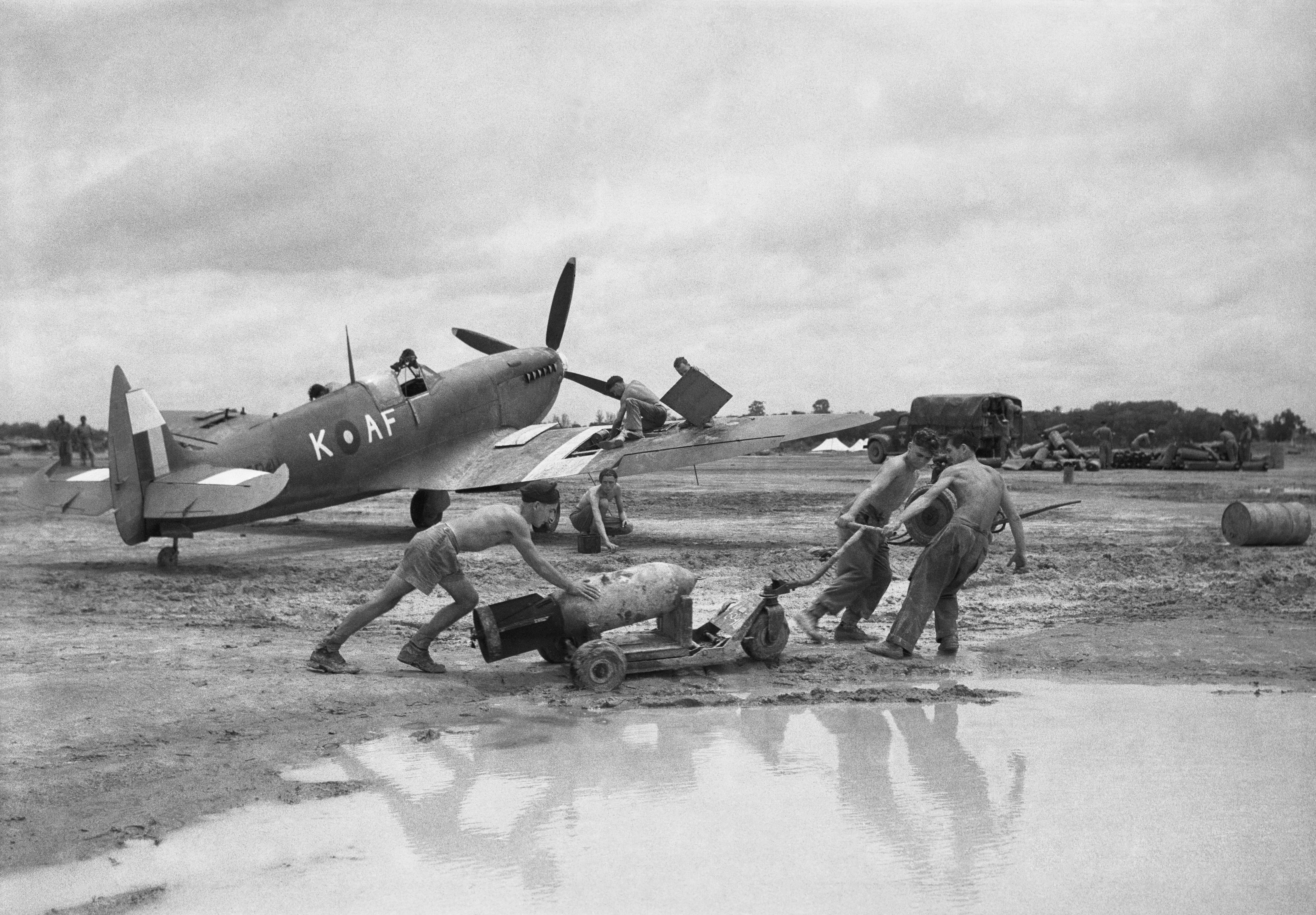
Un Spitfire Mark VIII durant la Campagne de Birmanie en 1944.
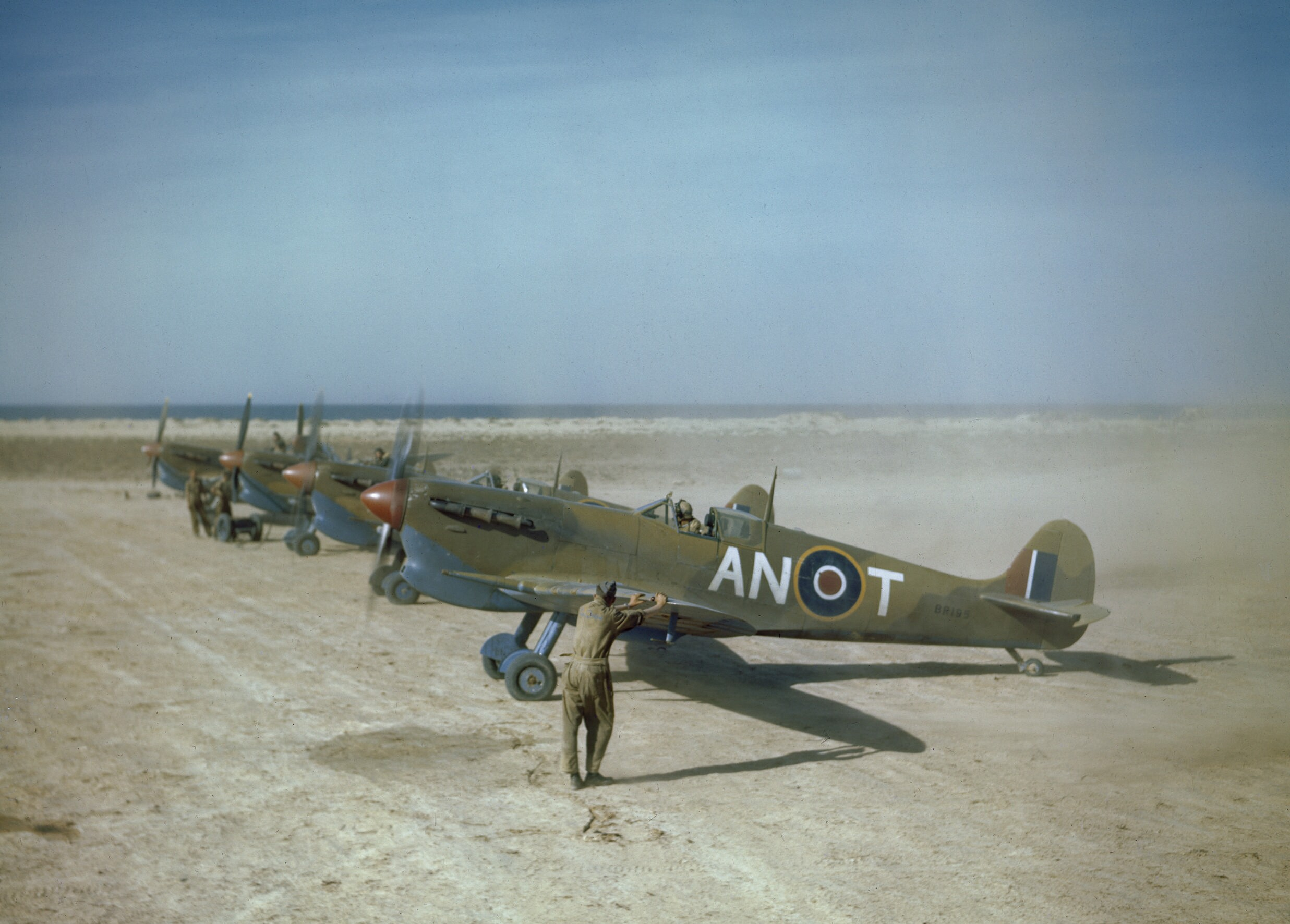
Des Spitfire Mark V de la Royal Canadian Air Force sur l'aérodrome de Goubrine en Tunisie, avril 1943.
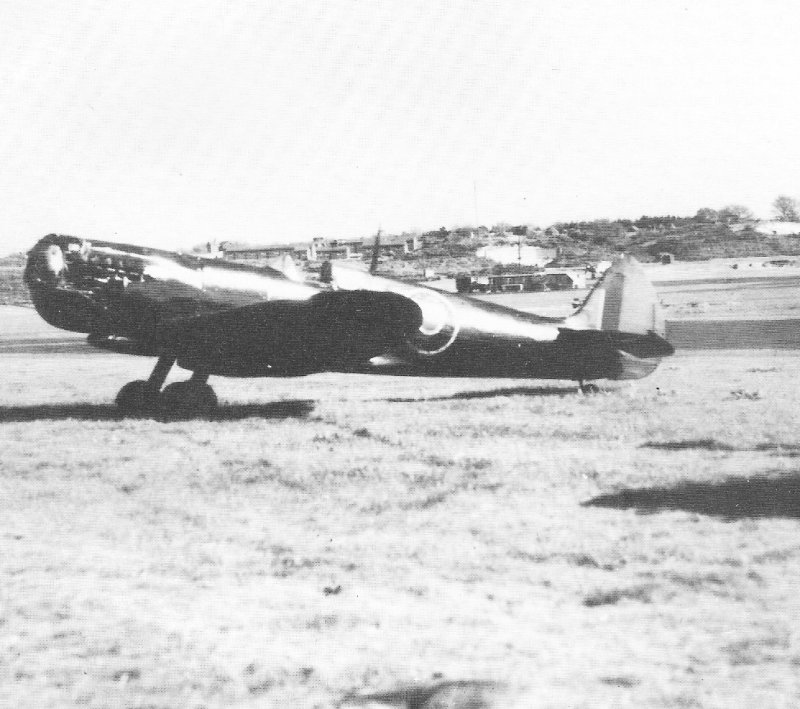
Le Spitfire Mk XI (l'hélice se disloqua sur cet appareil après avoir passé Mach 0,92. Malgré cela, l'avion réussit à atterrir sans encombre).
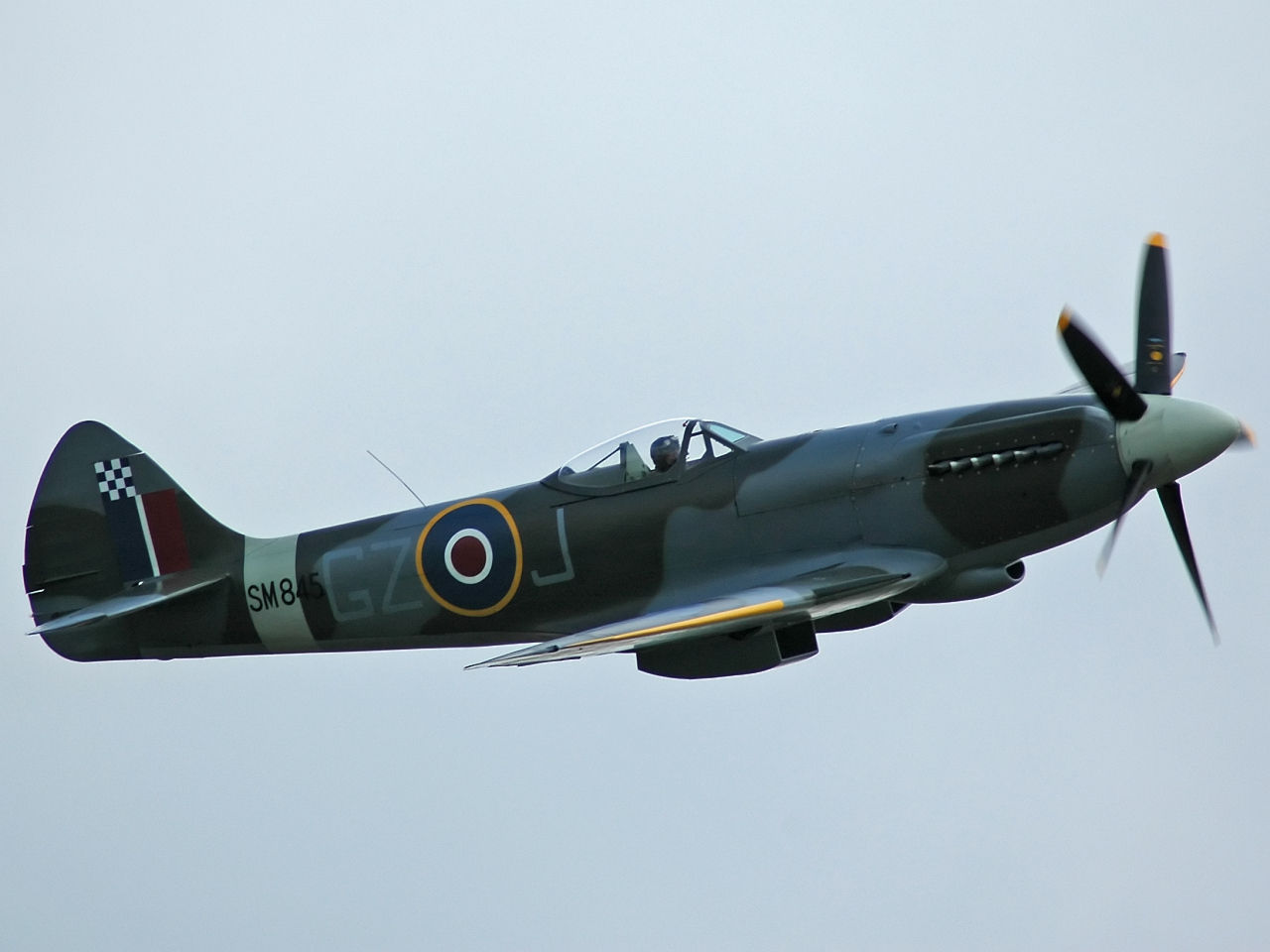
Un Spitfire Mk XVIII britannique.
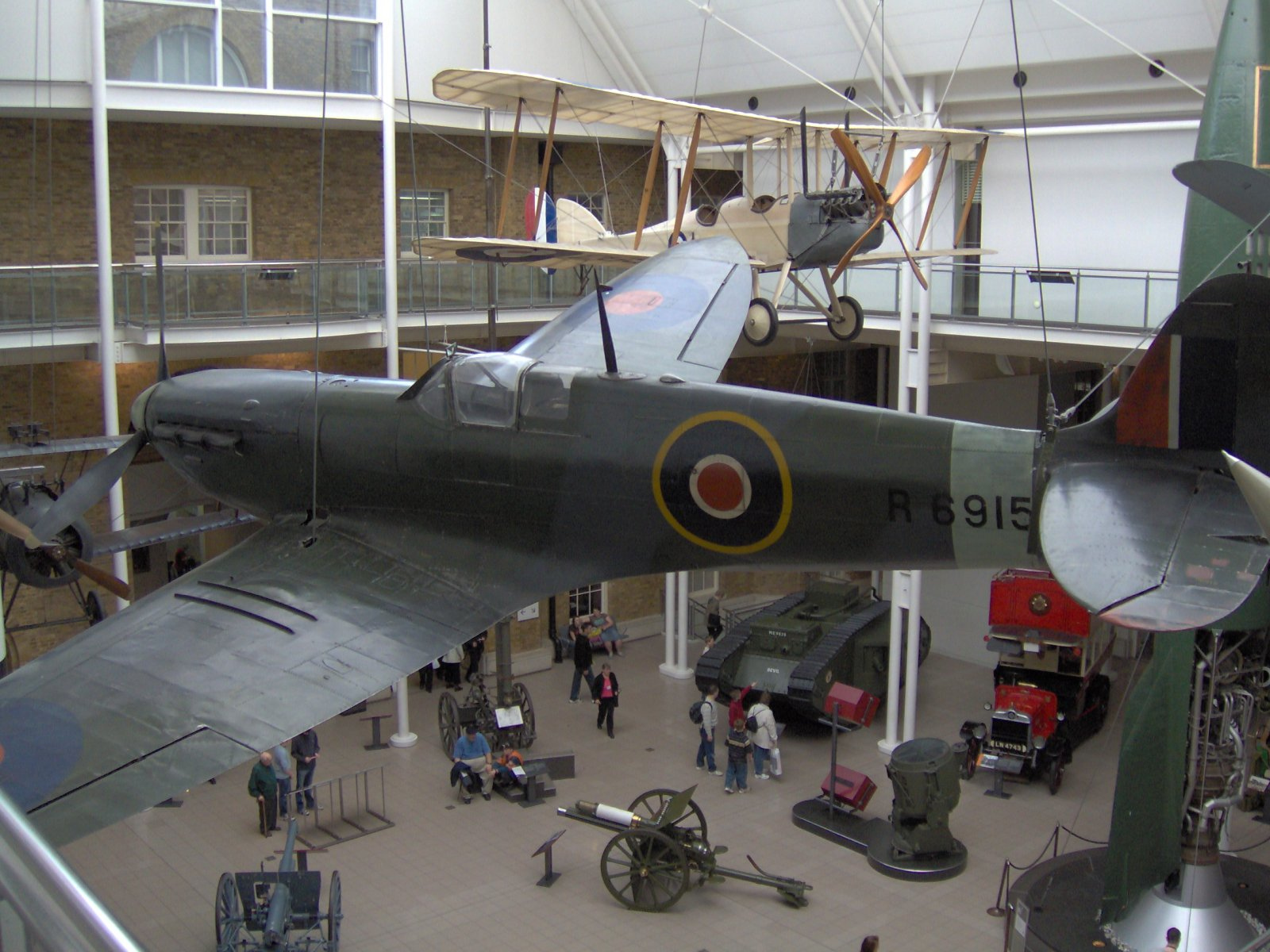
Le Spitfire Mk I 'R6915' (57 sorties durant la bataille d'Angleterre) de l'Imperial War Museum.
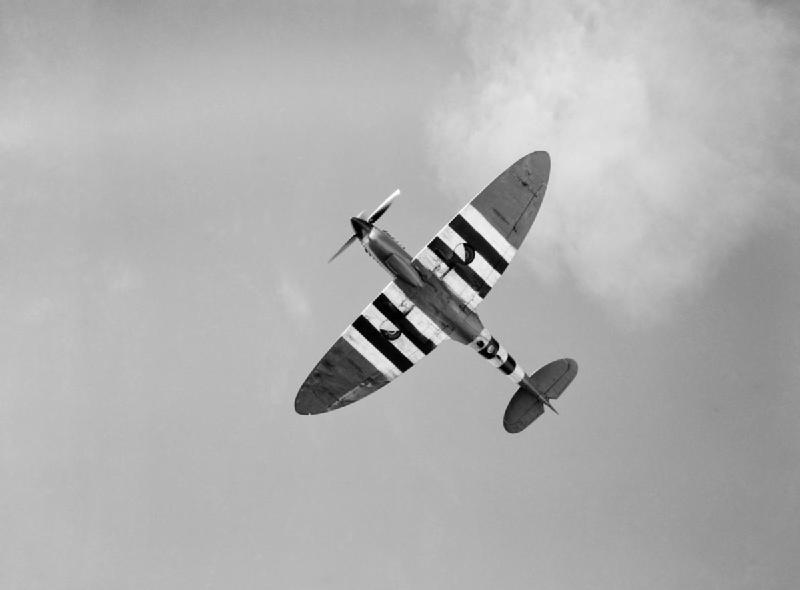
Spitfire PR Mk XI en Normandie en 1944, variante de reconnaissance.
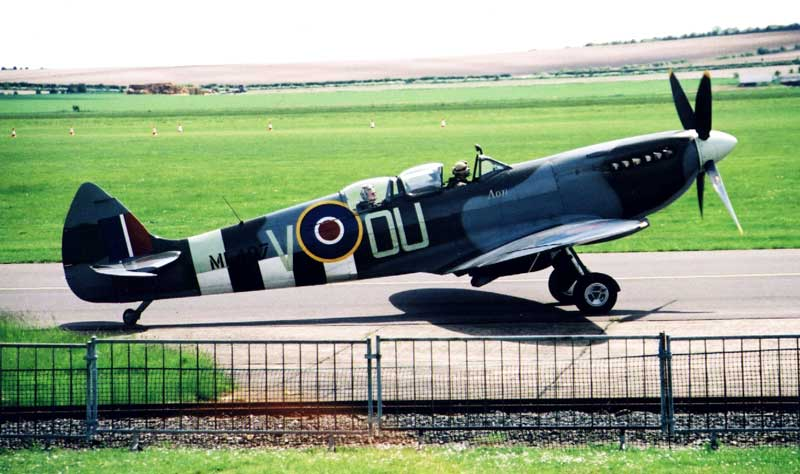
Spitfire Mk IX biplace.
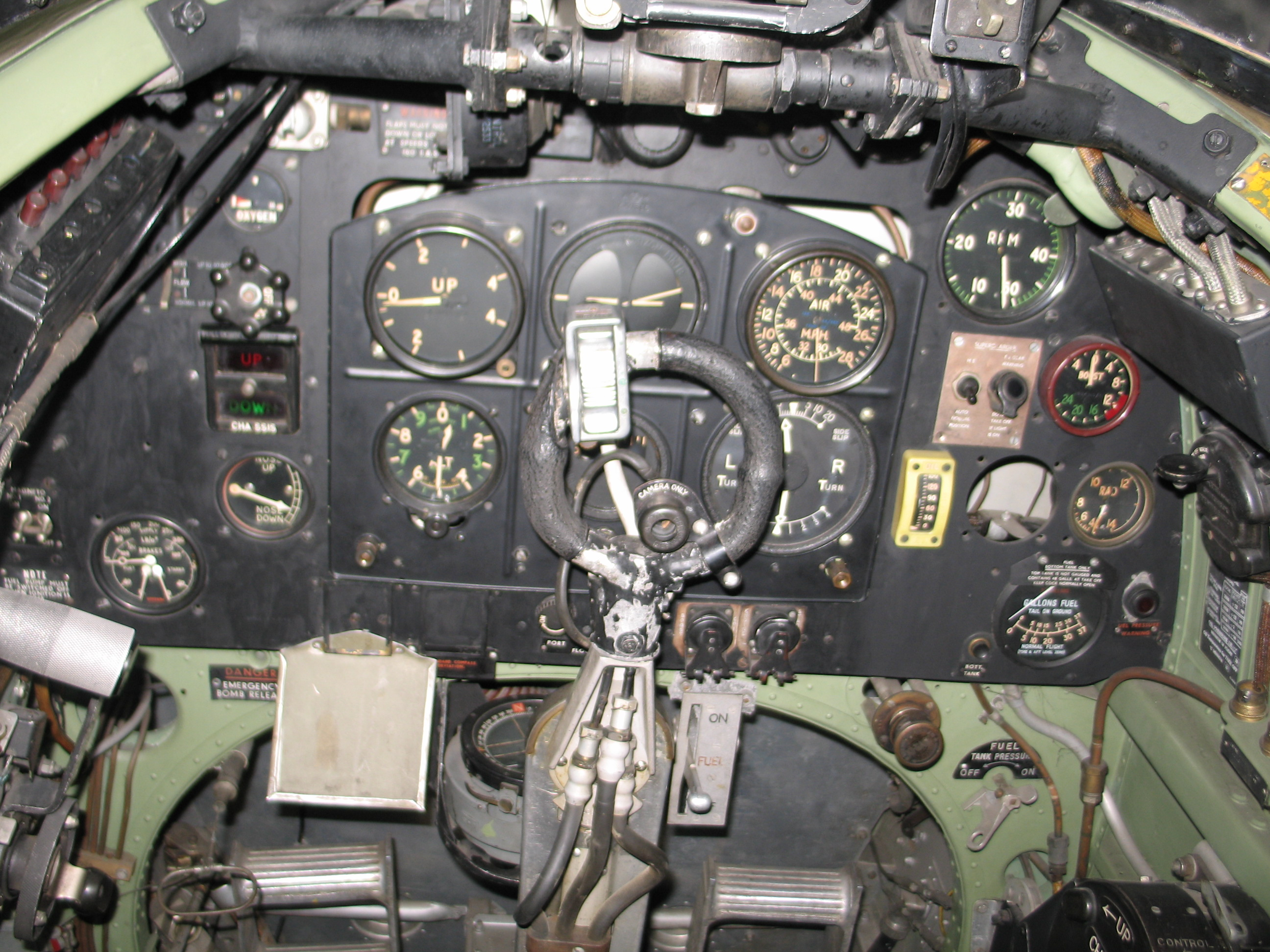
Intérieur du cockpit.
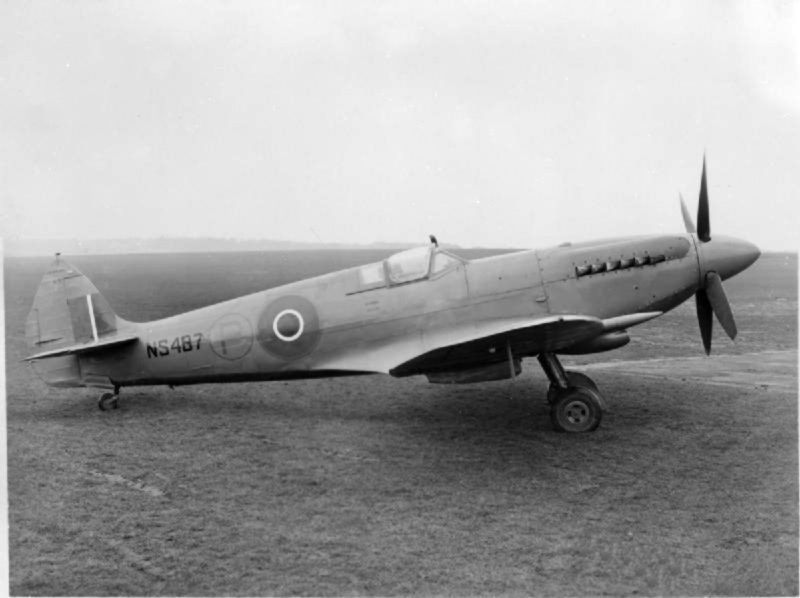
Supermarine Type 377 Seafire Mk XV.
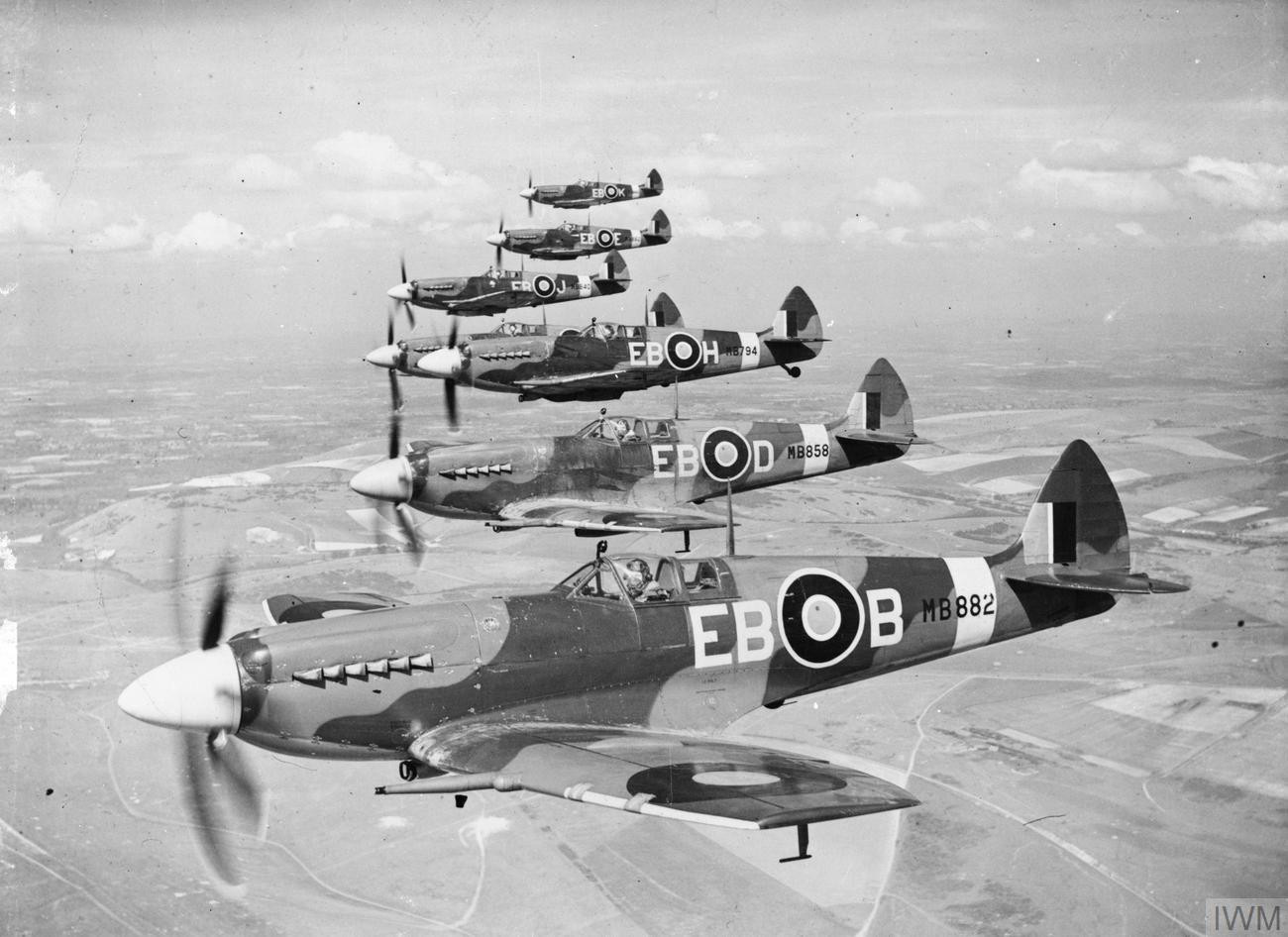
Supermarine Spitfire F Mk XII (squadron 41).
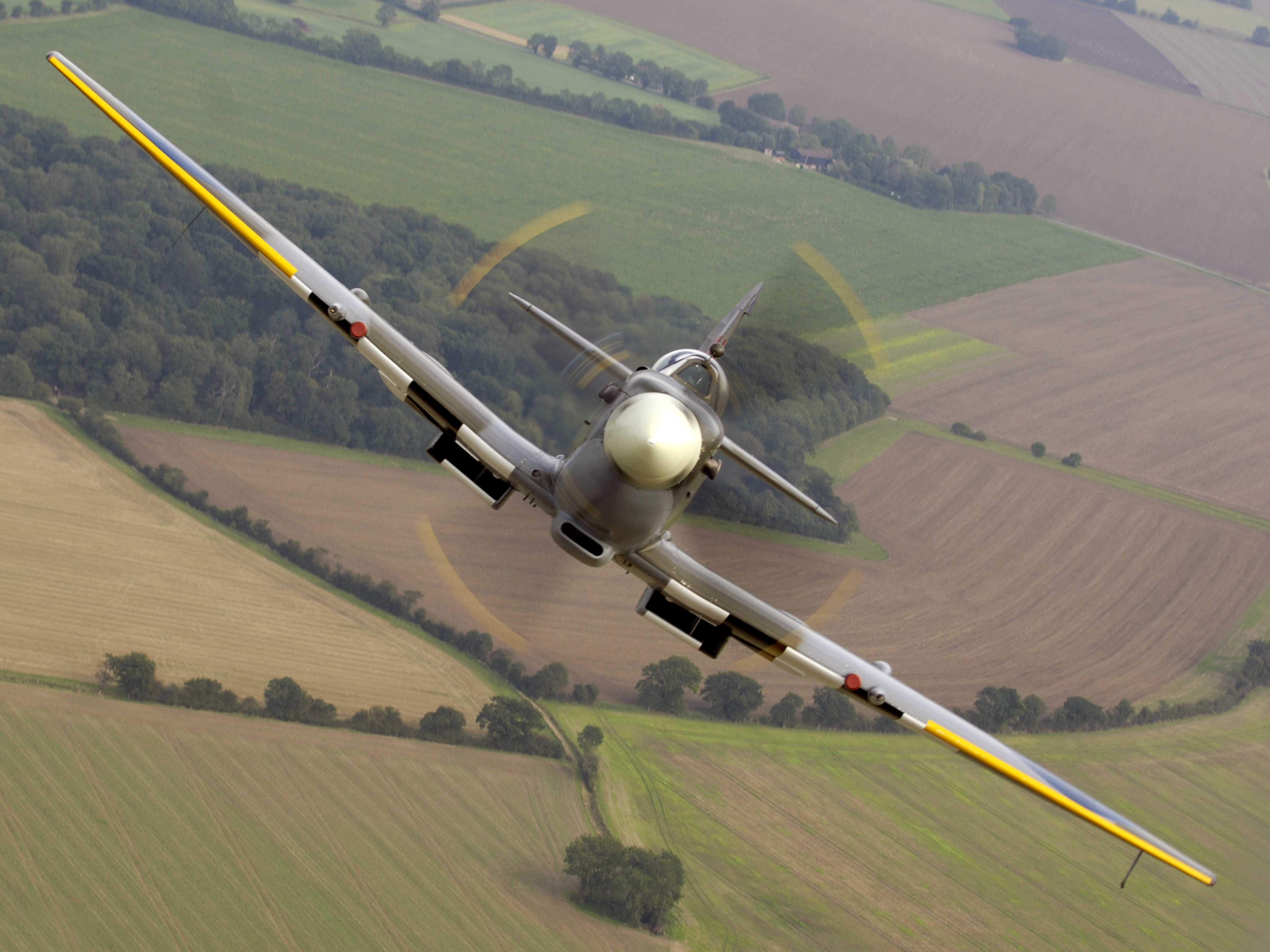
Vue de face d'un Spitfire en plein vol.
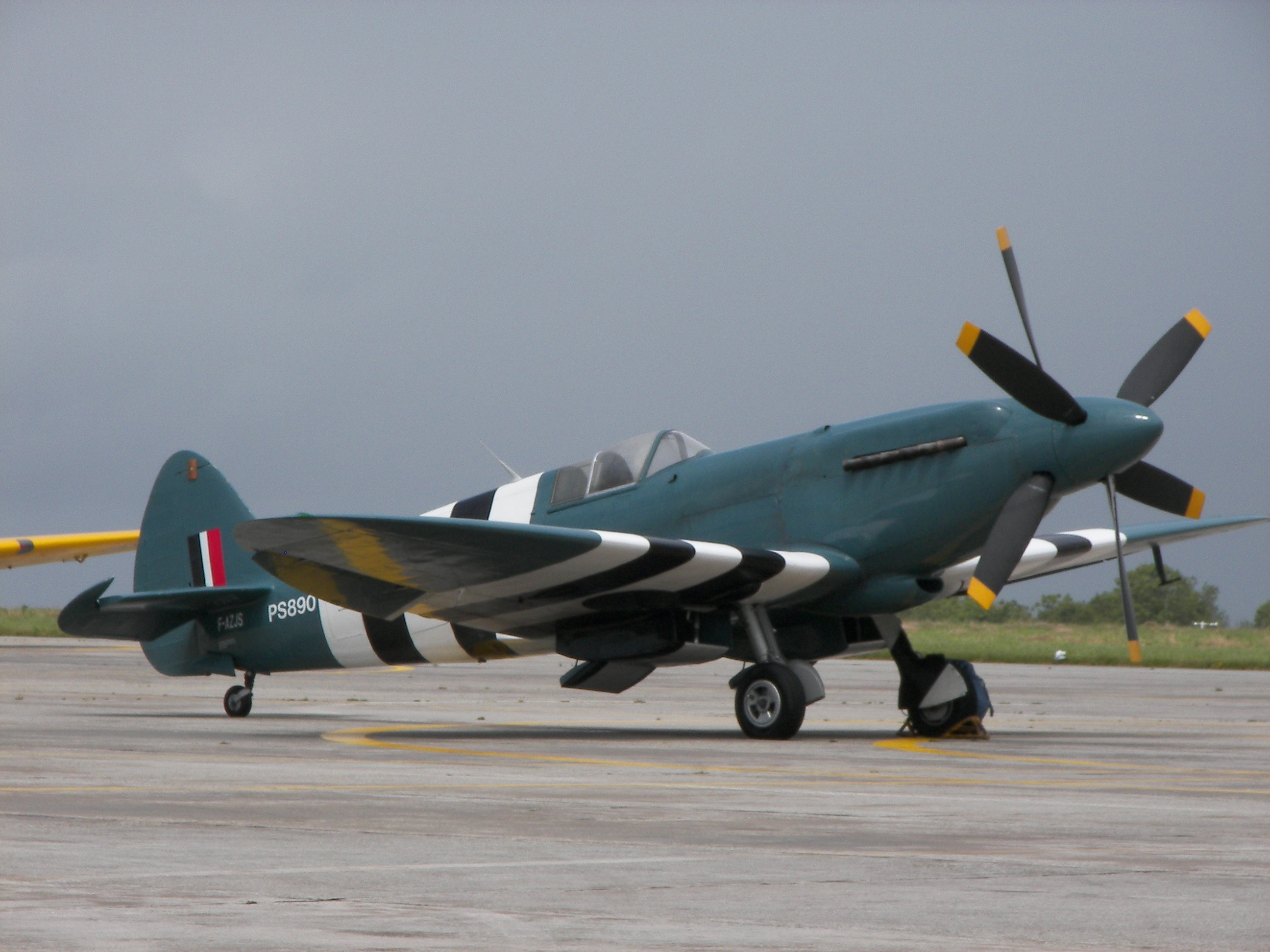
Spitfire PR XIX de C. Jacquard sur la BAN Lanvéoc-Poulmic (2007).
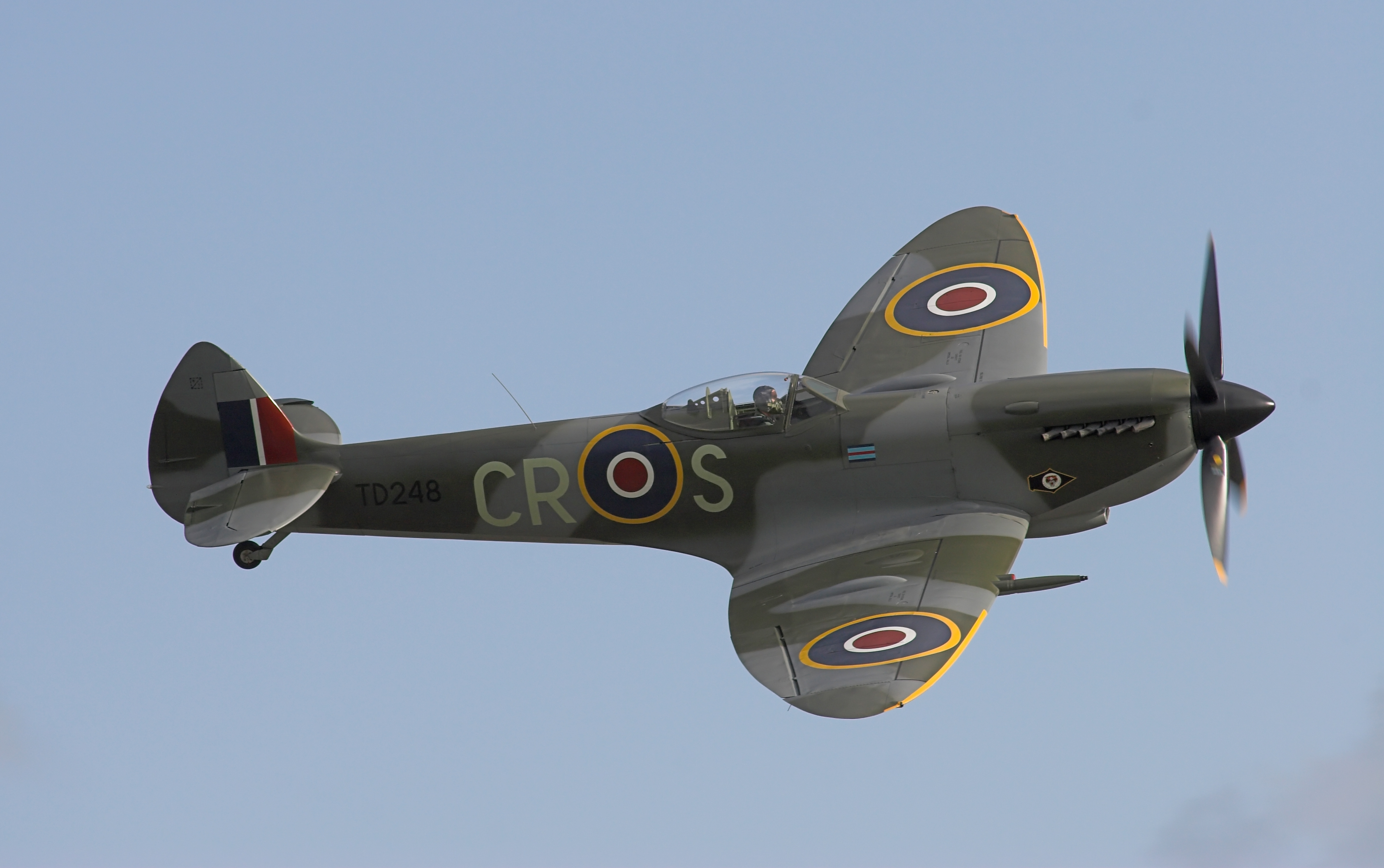
Spitfire Mk XVI NR.
Poster décrivant un Spitfire, 1942-1945.
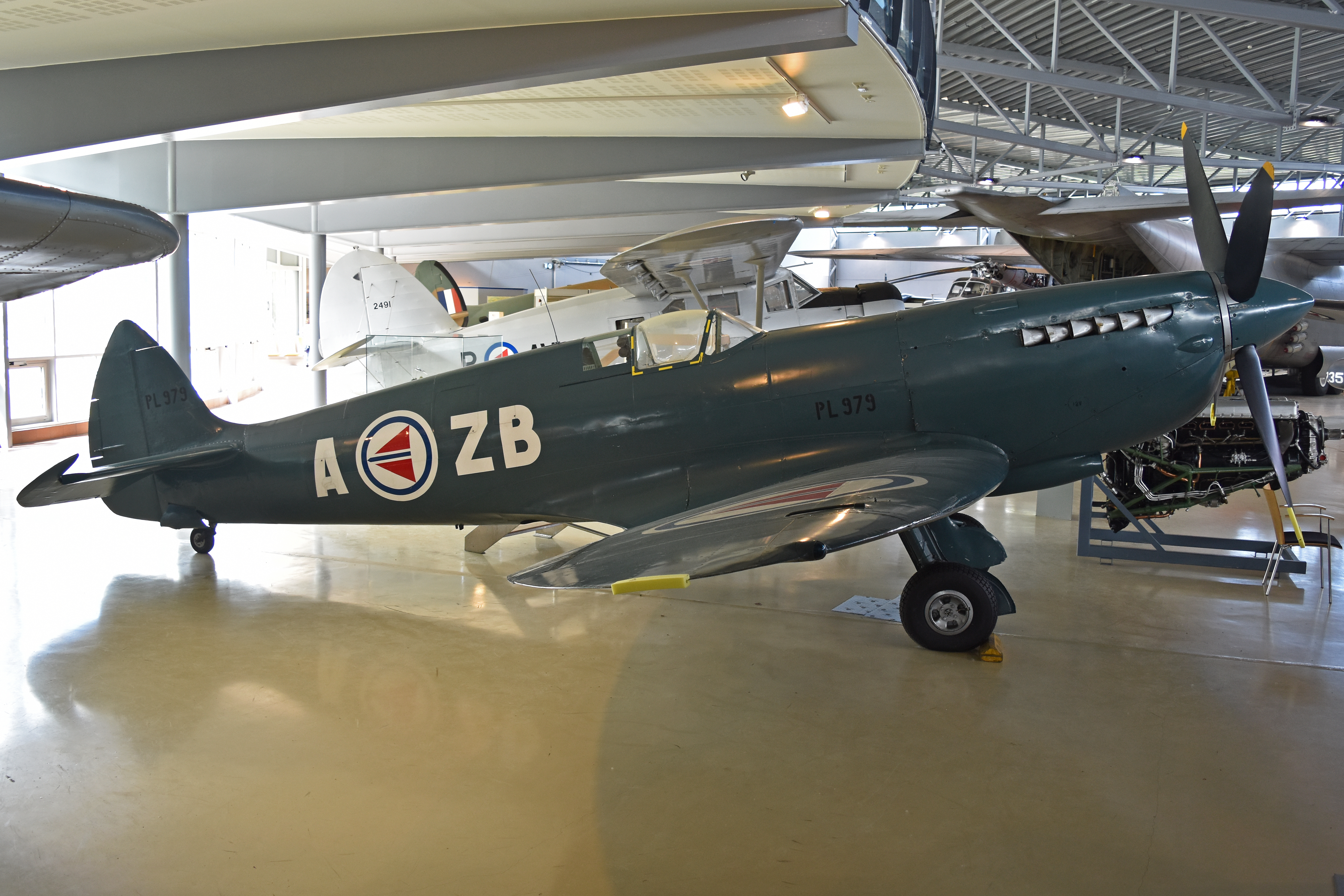
Supermarine Spitfire PR.XI ‘PL979 A-ZB' Norvégien.